# Storia dell'anarchismo

Uno dei simboli più noti dell'Anarchismo.

La storia dell'anarchismo narra l'evoluzione di una filosofia politica la quale sostiene la società in condizione di Apolidia (cioè senza la presenza di uno Stato), spesso definita come "istituzione volontaria di autogoverno", ma che diversi autori hanno invece ulteriormente definito come un istituto più specificatamente fondato su un'"associazione libera" da qualsiasi forma di gerarchia e potere.
L'anarchismo ritiene pertanto che lo Stato sia quantomai indesiderabile, non necessario quand'anche non esplicitamente dannoso per la vita umana. Mentre però l'anti-statalismo risulta essere in un certo qual modo ancora centrale nella sua visione del mondo, l'anarchismo storico in senso stretto implica anche la definizione di un'"autorità opposta" a un'organizzazione "gerarchica" nella conduzione della relazione interpersonale includendovi - ma non limitando a - il sistema statale nel suo complesso.
L'anarchismo così come viene solitamente inteso nella Storia moderna scaturì per via diretta dal pensiero sia laico che religioso portato avanti dall'Illuminismo (da cui la definizione di "Età dei Lumi"). La sua tendenza centrale in quanto movimento sociale di massa è stata ben rappresentata dall'anarco-comunismo e dall'anarco-sindacalismo, con l'anarco-individualismo il quale si è evoluto ed espresso primariamente in qualità di movimento letterario ma che purtuttavia ha influito anche sulle sue correnti più ampie, inclusa la partecipazione degli individualisti alle maggiori organizzazioni anarchiche.

## Precursori

### Antichità
La maggior parte degli studiosi contemporanei di antropologia e dell'anarco-primitivismo concordano sul fatto che per quanto concerne il periodo più lungo precedente della storia registrata tramite documentazione scritta la società rimase priva sia di una classe separata rappresentante l'autorità costituita che di istituzioni politiche formali.
Secondo la concezione datane dal professore emerito Harold Barclay molto prima che il pensiero anarchico emergesse in quanto prospettiva e visione del mondo ben distinta gli esseri umani riuscirono per lo più a sopravvivere per migliaia di anni in sistemi sociali autonomi senza il bisogno di distinguere speciali ruoli o creare una casta politica organizzata. Fu quindi solamente a seguito dell'ascesa delle società improntate ad una forte gerarchia che gli ideali anarchici presero a venire formulati nella loro qualità di risposta critica, oltre che di rifiuto dell'istituzione politica coercitiva e delle relazioni sociali gerarchiche.

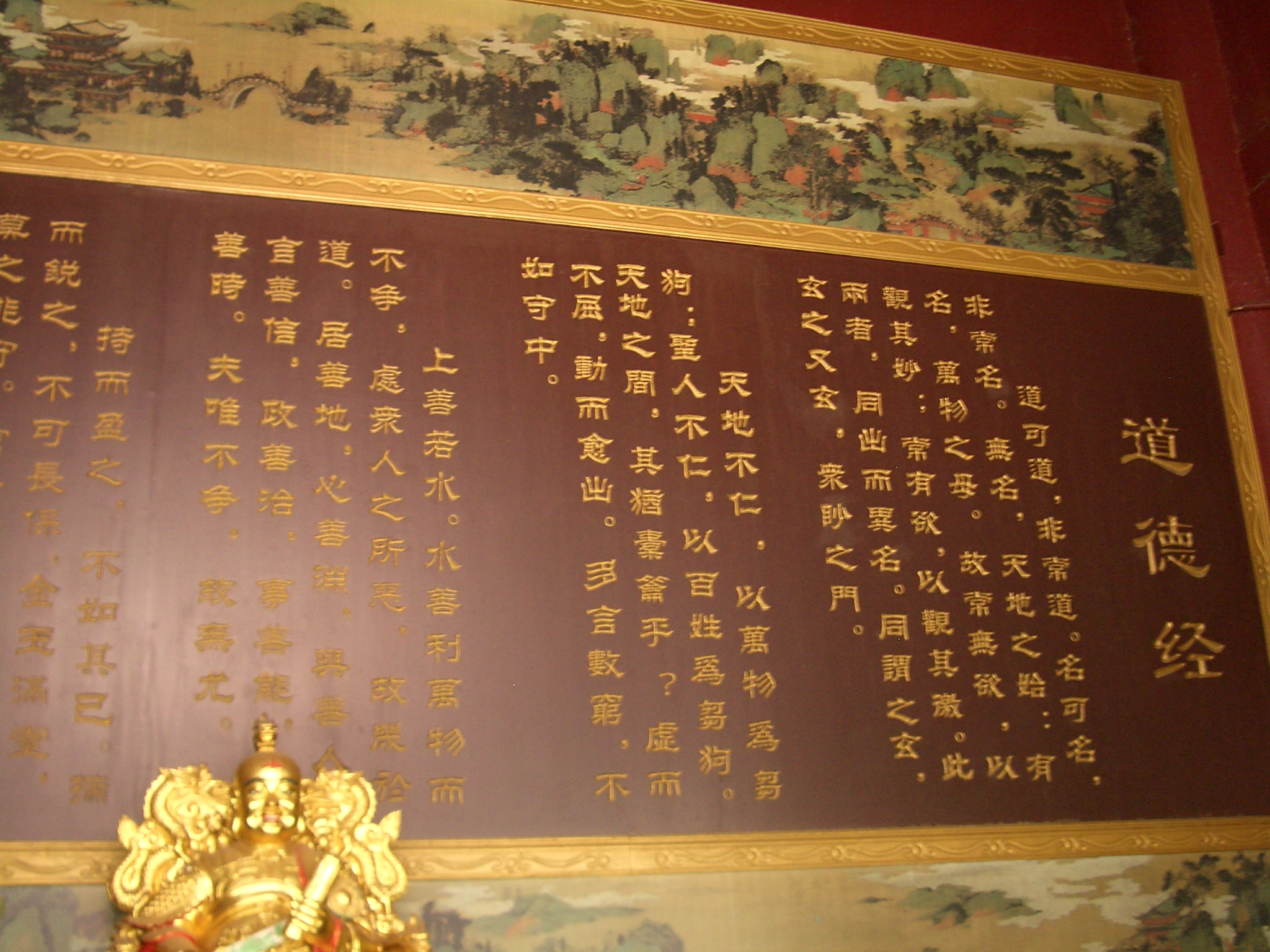
Testo parziale del Daodejing riprodotto sui muri del tempio Changchun a Wuhan.

La religione del Taoismo sviluppatasi nell'antica Cina venne abbracciata da alcuni anarchici in quanto fonte primordiale di alcuni degli atteggiamenti a loro più vicini. I grandi maestri di saggezza taoisti Laozi e Zhuāngzǐ - la cui filosofia era una sorta di percorso sapienziale basato su una posizione radicalmente "anti-politica" e sul rifiuto di ogni tipo di coinvolgimento in qualsivoglia movimento o organizzazione strutturata - svilupperanno una sorta di accezione filosofica fondata sulla "non-regola".
Questo si può trovare soprattutto nei testi dello Zhuang Zhou e nel Daodejing, cosicché numerosi taoisti misero in pratica uno stile di vita prettamente anarchico. Attorno al 300 ev. Bao Jingyan sostenne in una maniera esplicita che non avrebbero dovuto esserci essenzialmente né padroni né schiavi.

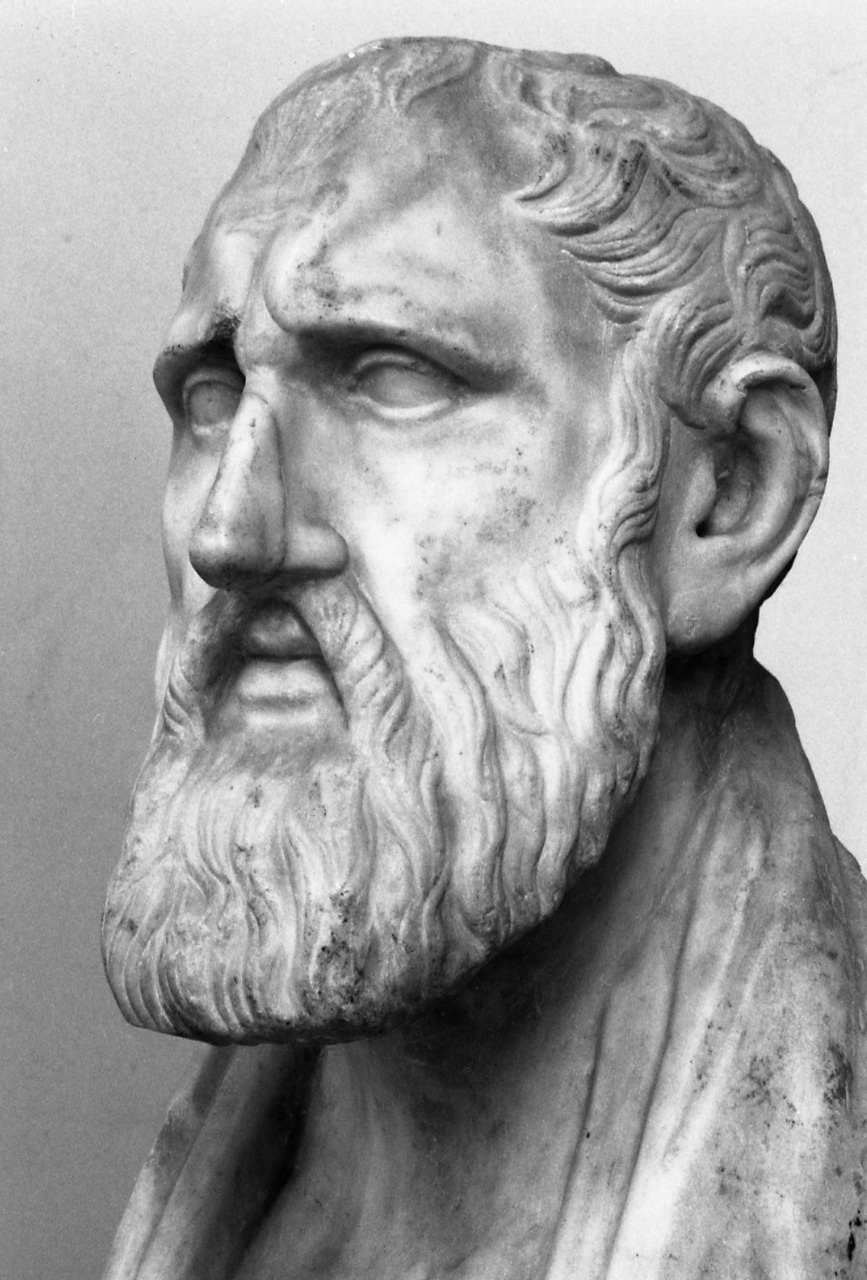
Un busto ritraente Zenone di Cizio in una foto di Paolo Monti.

Analogamente le tendenze anarchiche presenti nella civiltà occidentale possono facilmente essere ricondotte alla filosofia greca, con una particolare attenzione nei confronti di Zenone di Cizio, il padre fondatore dello stoicismo e su Aristippo il quale disse che i sapienti non avrebbero mai dovuto rinunciare alla propria personale libertà in nome dello Stato.
L'utilizzo dei termini anarchia-anarchos, entrambi significanti "senza alcun sovrano", può essere fatto risalire all'Iliade di Omero e alle Storie di Erodoto. Il primo uso della parola anarchia a fini politici appare nel dramma teatrale di Eschilo intitolato I sette contro Tebe (datata 467 a.ev); nell'opera Antigone - figlia di Edipo - si rifiuta apertamente di rispettare il decreto governativo che imponeva di lasciare il corpo del fratello Polinice insepolto, quale forma massima di punizione post mortem per la sua partecipazione all'aggressione contro la città di Tebe.
La giovane donna dichiara invece che "anche se nessun altro è disposto a dividerne il compito, lo compirò da sola e rischierò così il pericolo di seppellire il mio stesso fratello, né mi vergogno di agire in opposizione provocatoria ai governanti della città" (Ἒχουσα ἄπιστων τήν ἀναρχίαν πόλει; Ekhousa apistõn tēn anarkhian polei).

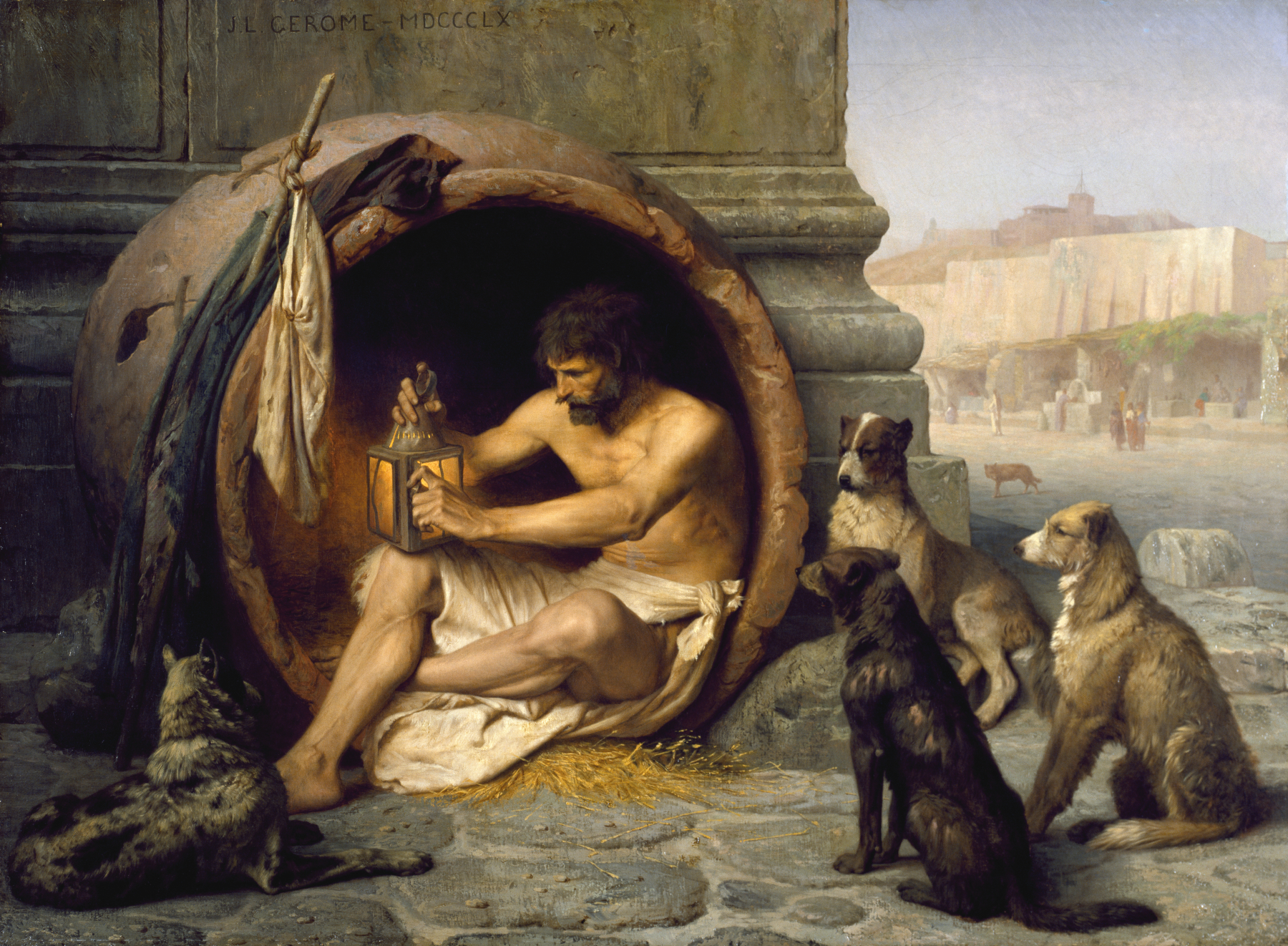
Diogene di Sinope nella botte in compagnia dei cani in un dipinto di Jean-Léon Gérôme.

Il mondo dell'antica Grecia vide anche la prima istanza occidentale dell'anarchismo come ideale e visione filosofica. Diogene di Sinope e Cratete di Tebe, entrambi riconducibili al cinismo, pare abbiano sostenuto il punto di vista formale delle forme sociali anarchiche; ciò sebbene rimanga assai poco dei loro effettivi scritti. Il succitato Zenone, che rimase molto influenzato dai cinici, descrisse la sua visione di un modello sociale caratterizzato dall'utopia intorno al 300 a.ev.
La Repubblica di Zenone difende una forma di anarchismo in cui non vi si trova alcuna necessità d'istituire formazioni strutturali statali; secondo l'anarchico del XX secolo Pëtr Kropotkin il primo vero stoico fu il "migliore esponente della filosofia anarchica nell'antica Grecia". Così come riassunto dal russo Zenone "ripudiava l'onnipotenza dello Stato, il suo intervento e la sua irreggimentazione, proclamandone a gran voce al suo posto la suprema sovranità della "legge etica" scaturente dall'individuo".
All'interno del milieu culturale Greco questo modo stoico di vedere le cose del mondo, cioè una comunità libera senza governo, si staglia in netta contrapposizione alla La Repubblica di Platone. Zenone sostenne che sebbene il necessario istinto di autoconservazione conduca per via diretta gli uomini all'egotismo, la grande "Madre-Natura" ha fornito alla specie umana un correttivo concedendole un'istintualità alternativa: quella che dirige verso la socializzazione.
Come anche molti anarchici moderni apparsi dopo di lui l'antico Greco credette che se ognuno avesse perseguito fino in fondo il proprio naturale istinto non avrebbero mai più avuto bisogno né di tribunali né di poliziotti, portandolo poi alle estreme conseguenze negando il bisogno sia del tempio che del culto pubblico; in aggiunta non userebbero più denaro in quanto il regalo gratuito (l'economia del dono) verrebbe del tutto a sostituire lo scambio commerciale. La convinzioni di Zenone tuttavia ci sono pervenute solamente attraverso citazioni largamente frammentarie.
Nell'Atene antica l'anno 404 a.ev. venne comunemente definito come "l'anno dell'anarchia". Secondo lo storico Senofonte ciò accadde anche se la polis si trovava sotto il dominio diretto dell'oligarchia dei Trenta tiranni - installata a forza dagli spartani a seguito della netta vittoria conseguita loro nella seconda parte della guerra del Peloponneso - e nonostante il fatto che vi fosse nella realtà dei fatti un Arconte in atto nominato dagli oligarchi nella persona di Pitodoro di Tralles. I cittadini ateniesi si rifiutarono tuttavia di far applicare in questo caso specifico l'abitudine di chiamare l'anno con il nome dell'Arconte incaricato all'ufficio, preferendo invece parlarne come dell'"anno dell'anarchia".
I maggiori esponenti della filosofia antica, Platone e Aristotele, usarono il termine anarchia con un'accezione negativa in associazione alla democrazia, di cui diffidarono sempre in quanto intrinsecamente vulnerabile e molto spesso incline a deteriorarsi nella tirannia. Il primo credette che la vigente corruzione creatasi in campo democratico giungesse pericolosamente ad allentare la "gerarchia naturale" presente tra le diverse classi sociali, il genere e i gruppi di appartenenza per età: questo nella misura in cui "l'anarchia trova un modo per entrare nelle case private, finendo poi per entrare tra gli animali ed infettarli" (Repubblica, libro otto).
Il secondo ne discusse altresì nel 6° libro della Politica quando prese a discutere di rivoluzione, asserendo che le classi superiori potevano essere motivate ad organizzare un colpo di Stato grazie al loro profondo disprezzo per il "disordine e l'anarchia prevalenti" (ἀταξίας καὶ ἀναρχίας; ataxias kai anarkhias) negli affari statali e pubblici.
Egli collegò ancore l'anarchia con il sistema democratico quando osservò gli impliciti caratteri "democratici" all'interno delle tirannie, vale a dire "la licenza tra schiavi" (ἀναρχία δούλων; anarkhia doulōn), nonché tra donne e bambini. "Una costituzione di questo tipo", concluse: "avrà un gran numero di sostenitori, così come la vita disordinata (ζῆν ἀτάκτως; zēn ataktōs) risulta essere in ogni momento più piacevole per le masse di un'esistenza fondata sulla sobrietà".
È stato anche a più riprese sostenuto che i musulmani del Mutazilismo e i seguaci Najadat di Bassora del IX secolo fossero nella realtà pratica degli anarchici.

### Inizio dell'era moderna

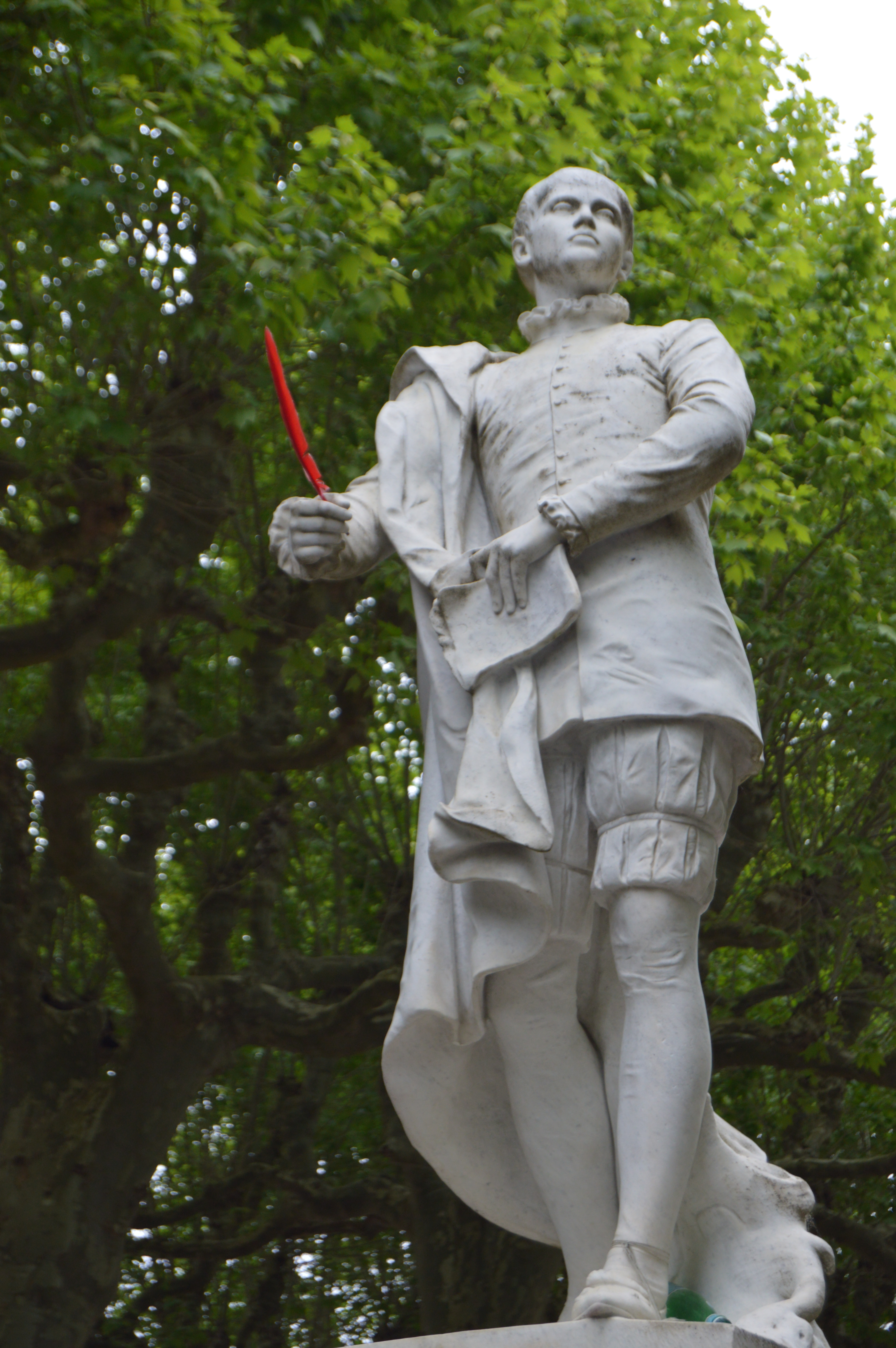
Statua dedicata a Étienne de La Boétie.

Nel suo Gargantua e Pantagruel (1532-1552) François Rabelais scrisse dell'"Abby of Thelema" (parola in lingua greca che significa "volontà" o "desiderio"), un'utopia immaginaria il cui motto fondativo era: "Fai come vuoi!". In quello stesso periodo lo studente di legge Étienne de La Boétie approntò il proprio Discorso sulla servitù volontaria in cui sostenne che la tirannia derivava dalla sottomissione volontaria e che avrebbe quindi potuto venire abolita solamente dal popolo quando si rifiuta di obbedire alle autorità che lo sovrastano.
Si verificò una variegata esplosione di movimenti religiosi anarchici in quasi tutta Europa nel corso del Medioevo, compresi i "fratelli e sorelle" del Libero Spirito (considerata eresia), i Klompdragger, gli Hussiti, gli Adamiti e i primi anabattisti.
Questi ultimi - operanti durante il XVI secolo - vengono talvolta considerati i più autentici precursori religiosi dell'anarchismo moderno. Nella sua Storia della filosofia occidentale l'inglese Bertrand Russell afferma che gli anabattisti "ripudiarono tutte le leggi, poiché sostenevano che l'uomo buono sarà guidato in ogni momento dallo Spirito Santo... [...] da questa premessa si può arrivare facilmente al comunismo".
Prima di Lev Tolstoj l'anarchismo cristiano trovò uno dei propri esponenti maggiormente articolati in Gerrard Winstanley il quale faceva parte del movimento denominato dei "Diggers" in Inghilterra nel corso della guerra civile inglese. Farà pubblicare un opuscolo in cui veniva richiesta la proprietà collettiva nei principali centri urbani (il Comunalismo) in via di definizione oltre che un'organizzazione socio-economica fondata su ciò a partire dalle prime piccole comunità agricole. Attingendo in forma diretta e letterale dalla Bibbia sostenne fortemente che "le benedizioni della terra" dovrebbero "essere comuni a tutti" e al contempo non esservi "alcun Signore sugli altri".
Il dissidente religioso Roger Williams fondò la colonia di Providence poco essere stato cacciato nel 1636 da un insediamento di puritani nella colonia della Massachusetts Bay la quale praticava la teocrazia; a differenza di questi ultimi egli acquistò scrupolosamente la terra dei nativi americani degli Stati Uniti d'America.

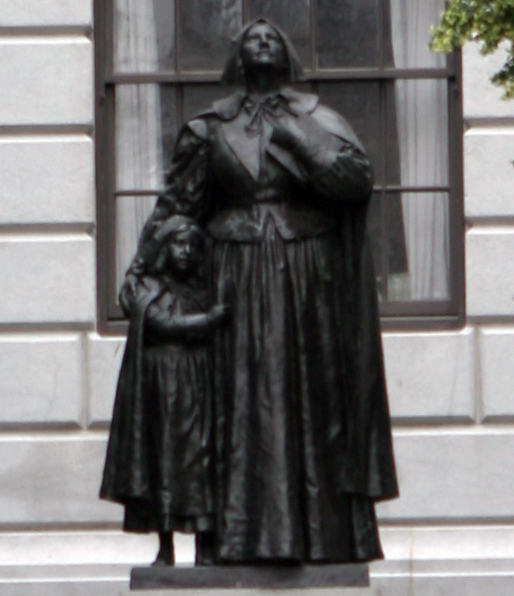
Memoriale dedicato a Anne Hutchinson, opera dello scultore Cyrus Edwin Dallin.

Mentre William non fu mai esplicitamente anarchico, lo sarà invece Anne Hutchinson. Assieme ai suoi seguaci ella emigrò nel Rhode Island nel 1638 e, dopo aver comprato l'isola di Aquidneck fondarono il centro urbano di Pocasset (l'odierna città di Portsmouth (Rhode Island)) per essere in seguito accusata di eresia e condannata. Un altro fautore del libertarismo fu Samuel Gorton, inizialmente leader della Colonia di Rhode Island e delle Piantagioni di Providence; lui e il suo seguito vennero indicati per essere anarchici.
La zona costiera a Nord di "Albemarle Sound" nell'attuale Carolina del Nord Nord-orientale giunse ad ospitare una società quasi anarchica a metà del XVII secolo. Descritta da Murray Rothbard come "tecnicamente una parte della colonia della Virginia, ma nei fatti praticamente indipendente" il sito si dimostrò una nuova patria per i rifugiati sia politici che religiosi, come i fedeli del quaccherismo e del presbiterianesimo dissidenti.
Come disse Rothbard "la sua condizione semi-libertaria si concluse nel 1663, quando la Corona inglese finì per includere Albemarle nella mastodontica concessione della terra di Carolina concessa a un gruppo di otto proprietari feudali. Poco si sa della sua situazione precedente, dal momento che gli storici mostrano un'assai scarso interesse nei riguardi delle società che perseguirono l'apolidia".
Quando William Penn lasciò la sua colonia quacchera nella Provincia di Pennsylvania gli abitanti smisero di pagare la "quit-rent" (imposta sul valore fondiario) tanto che ogni parvenza residua di governo formale svanì. I quaccheri trattarono i nativi con estremo rispetto, comprarono da loro terreni senza far uso di alcuna costrizione di sorta e crearono persino una rappresentanza mista di indigeni ed euro-americani nella giuria popolare.
Secondo quanto ne scrisse Voltaire il trattato di Shackamaxon era all'epoca "l'unico contratto stilato tra indiani e cristiani che non ha mai avuto bisogno di un giuramento formale davanti a testimoni e che non è stato d'altronde mai stato infranto". I quaccheri oltretutto si rifiutarono recisamente di fornire una qualsivoglia assistenza per le guerre indiane della Nuova Inghilterra. Il tentativo effettuato da Penn di imporre un governo ufficiale nominando John Blackwell (un militare non quacchero) in qualità di governatore della Pennsylvania fallì miseramente.
Il primo a far uso del termine "anarchia" per indicare qualcosa di differente dal caos fu Louis-Armand de Lom d'Arce - il barone di Lahontan - nel suo Nouveaux voyages dans l'Amérique septérico (Nuovi viaggi nell'America settentrionale, 1703) ove descrisse in dettaglio la società americana indigena la quale non aveva né Stato né leggi né prigioni e neppure preti o proprietà privata, propriamente come se fosse in vigore una situazione effettiva di anarchia.
Il mistico poeta e pittore inglese William Blake è stato anch'egli indicato per aver sposato una posizione politica del tutto similare a quella anarchica.

## Inizi dell'anarchismo
L'anarchismo inteso nel suo senso moderno scaturì come detto dal pensiero laico/religioso dell'Illuminismo, in particolar modo dalle argomentazioni addotte da Jean-Jacques Rousseau sulla centralità etica della libertà.

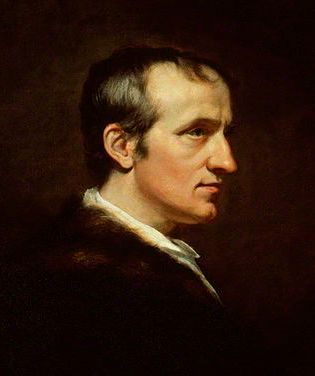
Ritratto di William Godwin, fondatore del moderno anarchismo filosofico.

Come parte dei tumulti politici esplosi nel corso degli anni 1790 sulla scia della rivoluzione francese William Godwin sviluppò la prima espressione delle correnti del pensiero anarchico inerente alla storia contemporanea; secondo la disamina effettuata da Kropotkin egli fu "il primo a formulare le concezioni politiche ed economiche dell'anarchismo, anche se non diede quel nome alle idee sviluppate nella sua opera" mentre da parte sua Godwin attinse e assegnò le proprie idee a partire dalle iniziali riflessioni effettuate da Edmund Burke.
Godwin è generalmente considerato il fondatore della scuola di pensiero conosciuta come "anarchismo filosofico" e nella propria opera intitolata Giustizia politica (1793) discusse il fatto che qualsivoglia tipologia di governo viene ad assumere un'influenza intrinsecamente malvagia sulla totalità dei modelli proposti dal sistema sociale vigente, perpetuandone in tal maniera tutta la dipendenza e l'ignoranza ad essi connessi.
Rifletté quindi sul fatto che la diffusione dell'uso della ragione tra le masse popolari avrebbe alla fine indotto il dominio del governo molto semplicemente a svanire in quanto forma di potere risultante prettamente inutile; sebbene non avesse accordato allo Stato alcuna legittimità morale, rimase pur sempre contrario alla messa in pratica di tattiche rivoluzionarie atte a rimuovere il governo dal potere: sostenne piuttosto la sua sostituzione tramite un processo evolutivo pacifico.
La sua netta avversione all'imposizione di una società basata su regolamentazioni predefinite lo indusse a denunciare, come chiara manifestazione della "schiavitù mentale" del popolo, le stesse basi fondanti della legge, il diritto alla proprietà e persino l'istituto del matrimonio tradizionale.
Considerò pertanto i fondamenti basilari dei vari sistemi sociali niente più che un grave ostacolo allo sviluppo naturale dell'individuo il cui ultimo fine avrebbe dovuto essere quello di "usare i suoi poteri di ragionamento per arrivare a un metodo di organizzazione sociale reciprocamente vantaggioso". In ogni caso il governo e le istituzioni ad esso riferite hanno sempre dimostrato di limitare lo sviluppo della nostra personale capacità di vivere pienamente in conformità con il completo e libero esercizio del "giudizio privato".
Nella prima Repubblica francese svariate correnti anarchiche furono ben presenti durante il periodo rivoluzionario, con alcuni tra i capi-popolo che utilizzarono il termine "anarchico" in una luce positiva già nel settembre del 1793.
Gli "Enragés" (arrabbiati) si opposero fortemente al governo rivoluzionario in quanto dimostrazione effettiva di una "contraddizione in termini". Denunciando la dittatura espressa dal Club dei Giacobini con il Regime del Terrore nel 1794 Jean-François Varlet ebbe l'occasione di scrivere che "governo e rivoluzione sono incompatibili, a meno che la gente non desideri stabilire le sue autorità costituite in un'insurrezione permanente contro se stessa".
Nel suo Manifesto degli uguali Sylvain Maréchal dichiarò di attendere ansiosamente la scomparsa, una volta per tutte, della "rivoltante distinzione tra ricchi e poveri, di grandi e piccini, di padroni e servi, di governatori e governati".

## XIX secolo

### Proudhon, Stirner e la Comune parigina

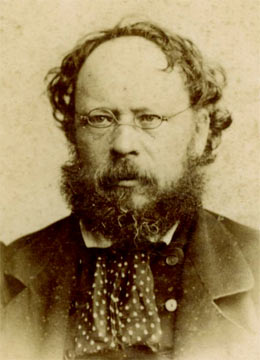
Pierre-Joseph Proudhon nel 1860 circa.

Il francese Pierre-Joseph Proudhon viene considerato il primo anarchico auto-proclamatosi come tale, un'etichetta che adottò "in toto" nella sua opera dai risvolti rivoluzionari intitolata Che cos'è la proprietà? e fatta pubblicare nel 1840: per un tale motivo certuni sostengono che egli sia di fatto il fondatore della moderna teoria anarchica.
Sviluppò la teoria dell'"ordine spontaneo nella società" laddove l'organizzazione emerge senza alcun coordinatore centrale che possa imporre la propria idea di "ordine" contro la volontà degli individui i quali agiscono sempre e comunque nel proprio interesse; la sua celebre citazione sull'argomento è che "la libertà è la madre, non la figlia, dell'ordine". Proudhon rispose con l'accusa: "la proprietà è un furto!".
In quest'ultimo scritto si oppose all'istituzione della "proprietà decretata" (propriété), quella cioè in cui i proprietari posseggono diritti completi di "uso e abuso" della loro proprietà privata così come meglio desiderano. Contrappose quindi a ciò quello che chiamava "possesso", ossia una proprietà limitata di risorse e beni esclusivamente in un loro utilizzo più o meno continuo.
In seguito aggiunse anche che "proprietà è libertà!" sostenendo che si trattava di un baluardo contro lo strapotere indotto dalla presenza dello Stato; la sua netta opposizione ad ogni forma di statalismo, di religione organizzata e di certune pratiche adottate dal capitalismo nascente ispirarono fortemente i successivi pensatori anarchici rendendolo così uno dei principali teorizzatori sociali del proprio tempo.
Mentre si oppose al comunismo il quale favorirà invece la giusta remunerazione per il lavoro svolto, contrastò d'altra parte anche il lavoro salariato e il lavoro subordinato capitalista i quali risultano essere un "approfittarsi del lavoro di qualcun altro": si oppose infine alla locazione, all'interesse finanziario e al profitto. Proudhon sostenne invero un sistema economico denominato mutualismo e sollecito la classe sociale costituita dalla forza lavoro "a costituirsi in società democratiche, con condizioni uguali per tutti i membri, senza la sofferenza di una ricaduta nel feudalesimo".
Sotto l'imperio capitalistico asserì, i dipendenti sono e rimangono "subordinati e sfruttati", mentre la loro condizione esistenziale permanente è quella derivante dall'obbedienza: un perenne status di schiavitù!" Le idee di Proudhon furono decisamente influenti all'interno del movimento del proletariato francese, con i suoi seguaci i quali si dimostrarono attivi nella Primavera dei popoli prima e durante la Comune di Parigi (1871) poi.

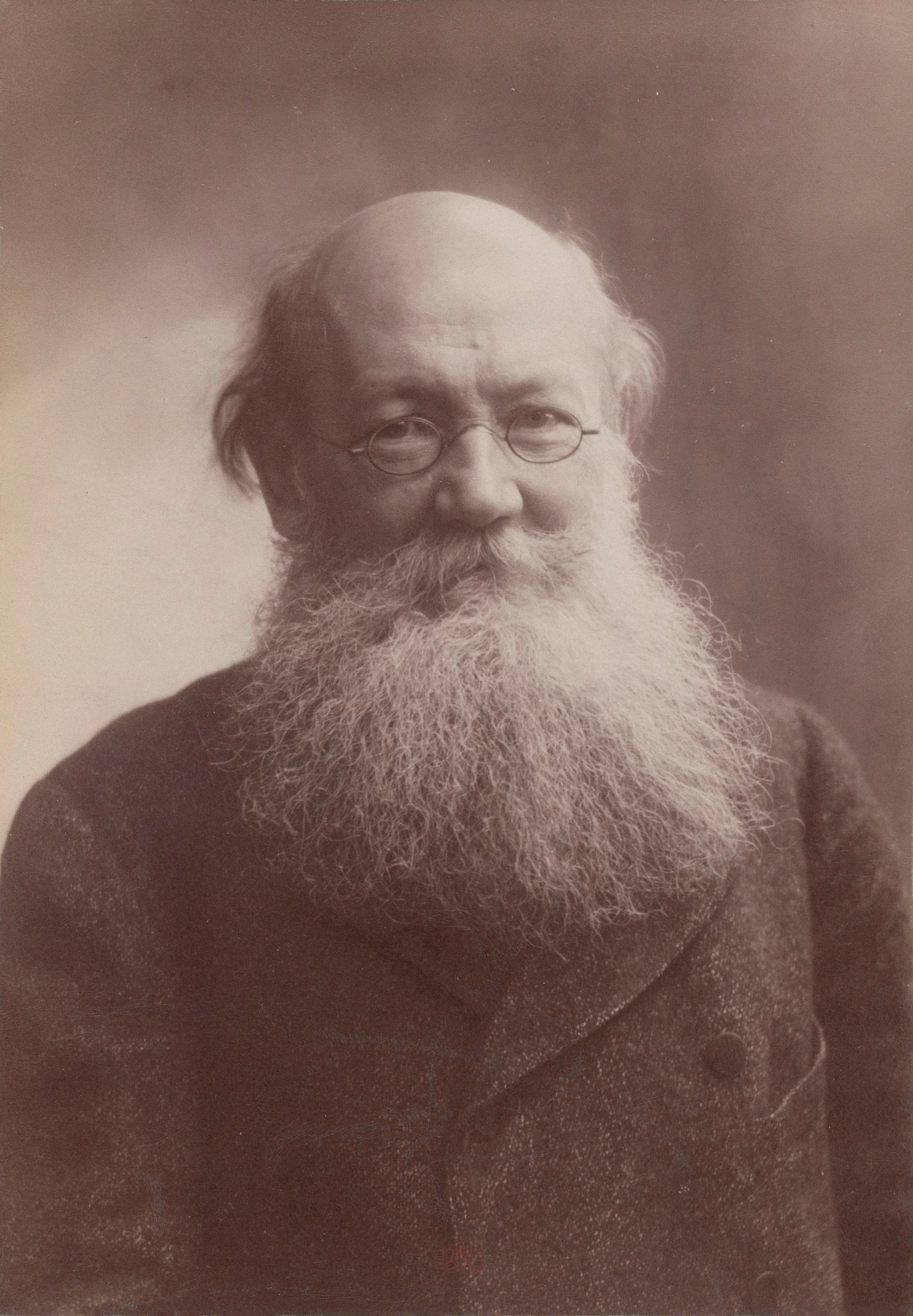
Pëtr Kropotkin nel 1900 circa in una foto di Nadar.

Esponenti di primo piano dell'anarco-comunismo come Pëtr Kropotkin in seguito si dimostrarono essere assai poco d'accordo con Proudhon per il sostegno da questi dimostrato proprio nei confronti di una certa forma e concezione di proprietà privata sui prodotti del lavoro (cioè i salari, o "remunerazione per il lavoro svolto") piuttosto che la libera distribuzione di essi.
Vi furono altri anarchici in piena attività nel 1848 al termine della monarchia di luglio tra cui Anselme Bellegarrigue, Ernest Coeurdero e il primo anarco-comunista Joseph Déjacque il quale quest'ultimo fu oltretutto il primo ad auto-definirsi esponente del "libertarismo".
A differenza di Proudhon Déjacque sostenne che "non è il prodotto del suo lavoro a cui il lavoratore ha pieno diritto, ma alla soddisfazione dei suoi bisogni, qualunque possa essere la loro natura". Si dimostrò essere anche un critico del feroce antifemminismo e del mutualismo proudhoniano, adottando invero una posizione che sarà quella degli anarco-comunisti.
Tornatosene a New York fu in grado di vedere messo in stampa il suo libro nel periodico di cui fu anche il direttore esecutivo Le Libertaire, Journal du Mouvement social; pubblicato in 27 numeri dal 9 giugno del 1858 al 4 febbraio del 1861 sarà il primo giornale esplicitamente anarco-comunista a vedere la luce negli Stati Uniti d'America: nelle sue pagine si utilizzò per la prima volta il termine "libertario".

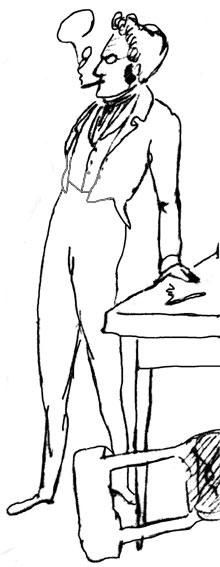
Caricatura di Max Stirner tratta da uno schizzo di Friedrich Engels (1820-1895) augli incontri dell'associazione Die Freien.

Una delle forme più influenti di anarco-individualismo chiamato "egoismo" o anarchismo egoista venne esposta filosoficamente da uno dei primi e più noti sostenitori degli anarchici individualisti, il tedesco Max Stirner.
In L'Unico e la sua proprietà del 1844 esprime concettualmente le sue personali idee, facendone uno dei testi fondanti della storia della filosofia occidentale.
Secondo Stirner l'unica limitazione ai diritti dell'individuo è data dal loro potere di ottenere tutto ciò che meglio desiderano, senza il minimo riguardo per Dio, lo Stato o la morale; seguendo una tal tesi i diritti sono "spettri nella mente", sostenendo quindi che la società non esiste (in quanto costruzione meramente culturale) ma che solamente "gli individui sono la sua unica e più autentica realtà".
Asserì pertanto l'autoaffermazione e previde delle "unioni di egoisti", associazioni non sistematiche in continuazione rinnovantesi grazie al sostegno di tutte le parti (i singoli) attraverso un puro "atto di volontà"; forma questa che Stirner propose quale organizzazione la quale avrebbe dovuto prendere il posto dello Stato.
Gli anarco-egoisti affermano perciò che propriamente solo l'"egoismo" potrà alfine favorire l'unione maggiormente genuina e spontanea tra i differenti individui; l'assunto egoista ispirò variegate interpretazione della filosofia stirneriana; verrà ad esempio riscoperto e promosso dal filosofo anarchico tedesco nonché attivista del primo movimento omosessuale John Henry Mackay.

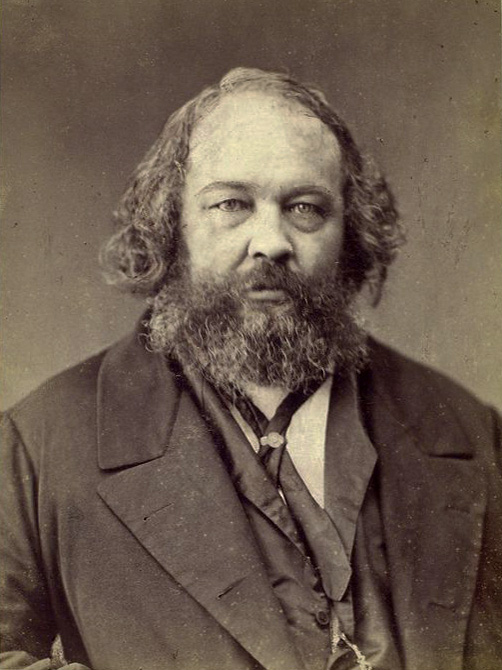
Michail Bakunin in una foto di Nadar. Si oppose allo scopo rivendicato dal marxismo di realizzare una "dittatura del proletariato" in favore della ribellione universale e si alleò con i federalisti nell'Associazione Internazionale dei Lavoratori prima della sua espulsione ad opera dei marxisti ortodossi.

Nel 1870 Michail Bakunin guidò una fallita rivolta in quel di Lione basandosi sugli stessi principi solo poco più tardi esemplificati dalla Comune, promuovendo un'insurrezione generale in risposta al crollo del governo francese a seguito della sconfitta subita nella guerra franco-prussiana e quindi cercando di trasformare un "conflitto imperialista" in una "rivoluzione sociale".
Nelle sue Lettere a un francese discutendo della crisi in corso sostenne un'alleanza rivoluzionaria tra la classe operaia e i contadini dando la sua formulazione di ciò che in seguito sarebbe divenuto noto come "propaganda del fatto".
Lo storico anarchico George Woodcock riferisce che:
Nel 1872 il conflitto culminò con una spaccatura definitiva tra i due gruppi al Congresso dell'Aia (1872), dove Bakunin e James Guillaume vennero espulsi dall'Associazione Internazionale dei Lavoratori e il suo quartier generale trasferito a New York. In risposta le sezioni federaliste formarono la propria Internazionale al Congresso Internazionale di Saint-Imier, con l'adozione di un programma anarchico apertamente rivoluzionario.

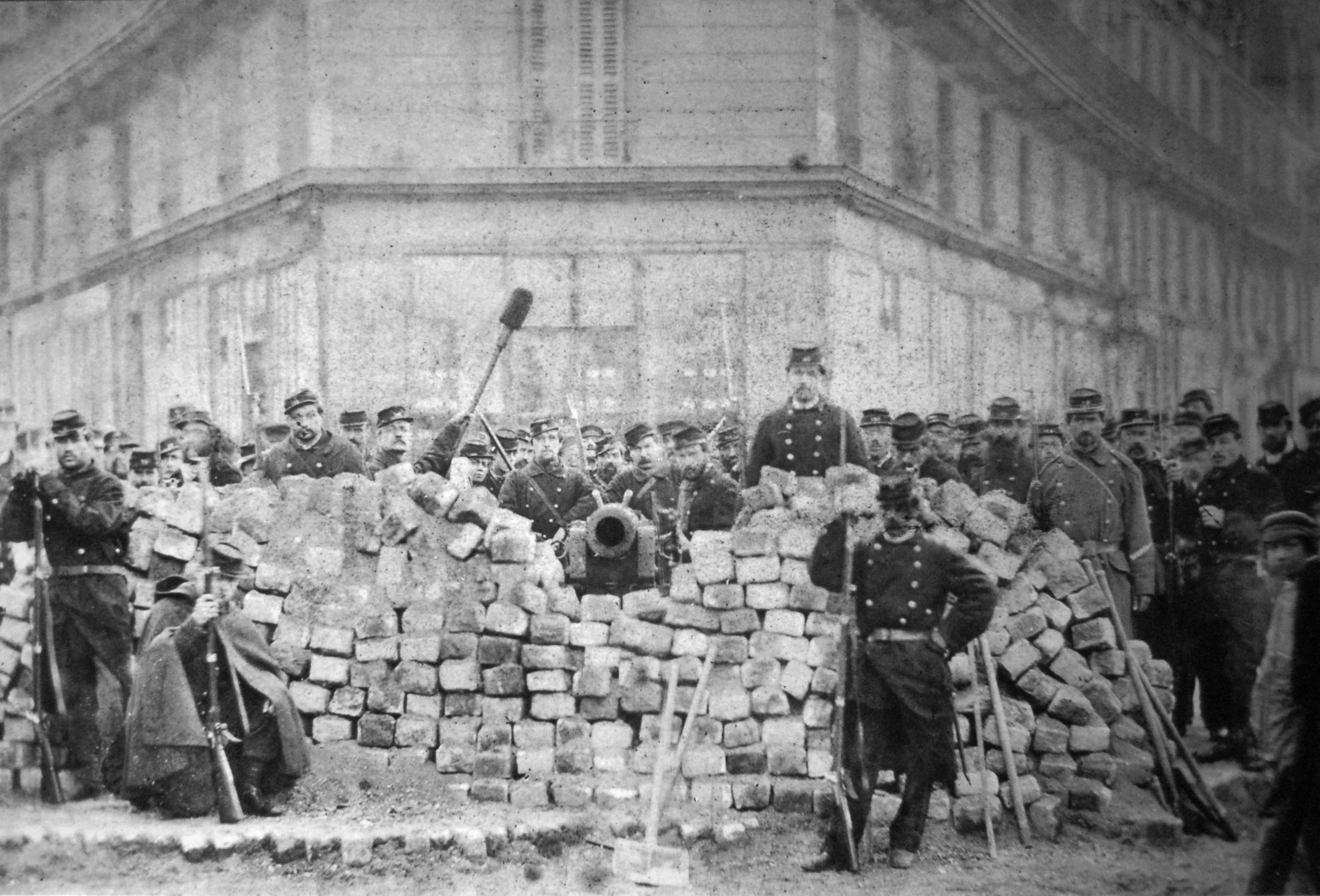
Barricata a Rue Voltaire, dopo la sua cattura da parte dell'esercito regolare durante la settimana di sangue.

La Comune di Parigi (1871) rappresentò un sistema anarchico il quale governò brevemente Parigi dal 18 marzo (più formalmente, dal 28 marzo) al 28 maggio del 1871. Essa fu il risultato di una rivolta cittadina esplosa dopo che la Seconda Repubblica francese risultò nettamente sconfitta nella guerra contro il Regno di Prussia; gli anarchici parteciparono attivamente alla sua creazione. Tra questi vi saranno Louise Michel, i fratelli Élie Reclus ed Élisée Reclus ed infine anche Eugène Varlin (quest'ultimo rimasto ucciso durante la repressione che ne seguirà).
Per quanto concerne le riforme avviate dalla Comune, come la riapertura dei luoghi di lavoro in qualità di società cooperativa, gli attivisti anarchici poterono così vedere le loro idee sul lavoro associato che iniziavano ad essere realizzate. Le idee comuniste sulla federazione inoltre rifletterono ovviamente l'influenza di Proudhon sulle idee del radicalismo francese.
La visione comunarda, una nazione comunitaria fondata su una federazione di delegati vincolati da mandati imperativi emessi dai loro elettori e sempre oggetto di richiamo in un qualsiasi momento riecheggiò fortemente il pensiero sia di Bakunin che di Proudhon (questi, esattamente come Bakunin, aveva argomentato a favore dell'"attuazione del vincolo" di mandato già "nel 1848 e in seguito per la federazione dei comuni); pertanto sia economicamente che politicamente la Comune di Parigi rimase pesantemente influenzata dall'idealismo anarchicho.

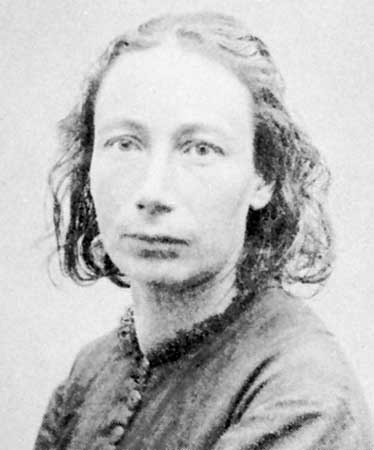
Louise Michel nel 1871 (foto di prigionia).

Woodcock dimostra che "un notevole contributo alle attività della Comune e in particolare all'organizzazione dei servizi pubblici è stato fatto da membri di varie fazioni anarchiche, tra cui i mutualisti Courbet, Longuet e Vermorel, gli esponenti dell'anarchismo collettivista libertario Varlin, Malon e Lefrangais e i bakunisti Elie e Elisée Reclus e Louise Michel".
Quest'ultima risulterà essere una delle più importanti partecipanti anarchiche all'esperimento comunardo; inizialmente operò nei servizi ospedalieri come portantina nelle ambulanze, curando i feriti sulle barricate. Durante l'assedio di Parigi (1870) predicherà instancabilmente la resistenza ai prussiani. Con l'istituzione della Comune si unì alla Guardia nazionale francese. Si offrì quindi di andare a sparare contro il politico Adolphe Thiers e suggerì infine anche la distruzione totale di Parigi a titolo di vendetta per la sua resa.
Nel dicembre del 1871 Michel venne portata davanti al sesto consiglio di guerra, accusata di vari reati tra cui il tentativo di rovesciare il governo, incoraggiare i cittadini ad armarsi e - per quanto riguarda se stessa - di aver fatto uso di armi e indossato una divisa militare come se fosse stata un uomo. Con aperta aria di sfida ella giurò di non voler mai rinunciare alla Comune e provocò i giudici invitandoli a sottoporla alla pena di morte.
Secondo quanto riferito Michel esclamò davanti alla corte quanto segue: "Dal momento che sembra che ogni cuore che batte per la libertà non abbia diritto ad altro che a un piccolo lumicino di piombo, richiedo la mia parte. Se mi lasci vivere, non smetterò mai di gridare per ottenere la giusta vendetta". Michel fu infine inviata in esilio coatto nella Nuova Caledonia.
Dopo tali avvenimenti il movimento anarchico, così come anche l'intero movimento operaio, rimase decapitato e profondamente colpito per molti anni a venire.

### Anarchismo individualista negli Stati Uniti, amore libero e libero pensiero
Josiah Warren viene considerato il primo anarchico statunitense e il settimanale di 4 pagine che fece pubblicare nel 1833, The Peaceful Revolutionist, fu il primo periodico dichiaratamente anarchico dato alle stampe.

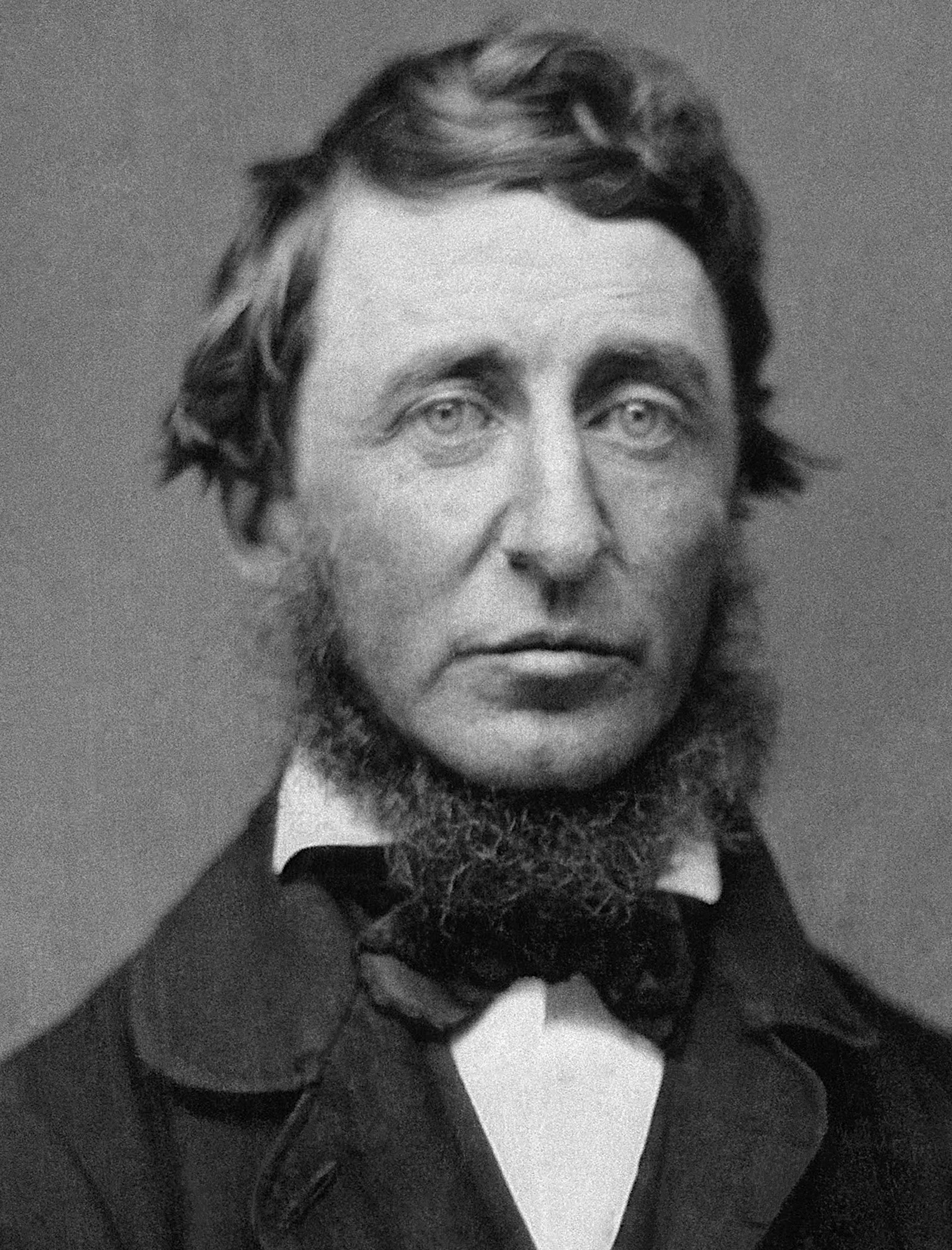
Henry David Thoreau, anarchico americano individualista e scrittore trascendentalista nonché pioniere dell'anarco-pacifismo e dell'eco-anarchismo: sostenitore dell'abolizionismo difese John Brown.

Secondo lo storico dell'ideologia anarchica Eunice Minette Schuster:
L'opera del poeta e intellettuale Henry David Thoreau contribuì a fornire un'importante base iniziale d'influenza sul pensiero dell'anarco-individualismo sia sulla sponda europea che oltreoceano.

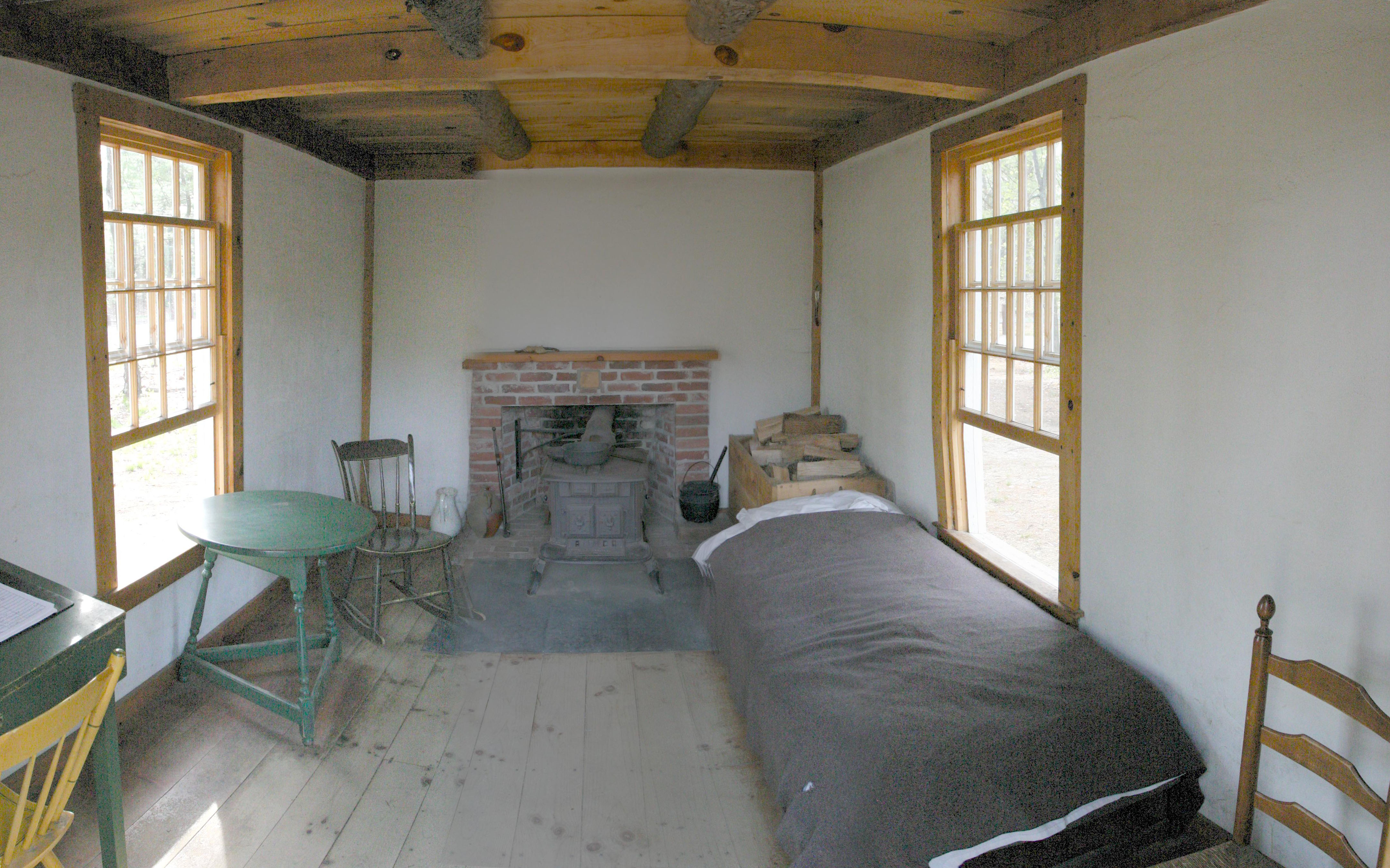
Ricostruzione della capanna di Henry David Thoreau sulle rive del lago Walden.

Thoreau, autore e coscienza critica d'America, appassionato naturalista e propagandista dell'obiezione fiscale, critico approfondito del sistema sociale rifacentesi all'irruente capitalismo ottocentesco, perito agrario nel campo dell'agrimensura nonché storico e filosofo del trascendentalismo è meglio conosciuto per i suoi libri Walden ovvero Vita nei boschi - una sentita riflessione sulla semplicità volontaria immersa in un ambiente naturale - e Disobbedienza civile ove argomenta la resistenza individuale al governo civile in forte opposizione morale contro uno Stato rivelatosi "ingiusto".
Poco più tardi Benjamin Tucker fonderà l'ideale di "egoismo" di marca stirneriana con l'analisi e disamina economica di Warren e Proudhon nella sua eclettica ed autorevole pubblicazione intitolata Liberty (1881-1908).
Una notevole preoccupazione per l'anarchismo individualista statunitense si rivelerà essere quella concernente l'idea di "amore libero"; tale tesi accentuò in maniera particolare i nascenti diritti delle donne, dal momento che fino ad allora la legislazione in materia sessuale le sottoponeva ad un'accentuata discriminazione come ad esempio le disposizioni sul matrimonio e le misure contro qualsivoglia forma di contraccezione preventiva.

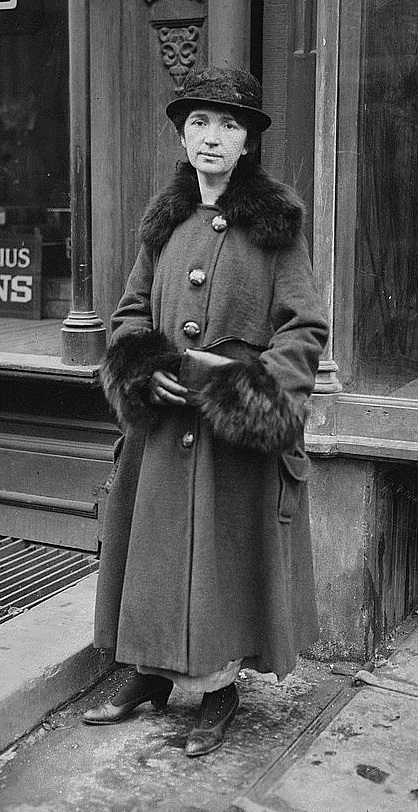
Margaret Sanger, paladina e pioniera del movimento per il controllo delle nascite negli Stati Uniti d'America; vittima della Comstock Act per evitare la prigione dovette temporaneamente andare in esilio rifugiandosi in Inghilterra.

Il più importante giornale americano sull'"amore libero" sarà Lucifer the Lightbearer (Lucifero il Portatore di Luce, 1883-1907) sotto la curatela di Moses Harman e Lois Waisbrooker; ma vi furono anche Ezra Heywood e Angela Heywood con The Word (1872-1890, 1892-1893). Free Society (dal 1895 al 1897 come The Firebrand) fino al 1904 sarà una pubblicazione anarchica altamente rappresentativa negli USA a cavallo tra il XIX e il XX secolo.

Nelle su pagine si sostenne con fermezza il libero amore e i diritti delle donne propugnati dal femminismo, criticando al contempo la "Comstockery" (o Comstock Act): una severa censura nei riguardi di ogni tipo di informazione e educazione sessuale introdotta per volere di Anthony Comstock durante il secondo mandato della presidenza di Ulysses S. Grant. M. E. Lazarus sarà un altro significativo anarchico statunitense individualista che promosse la "libertà di amore".

Nel Greenwich Village di New York femministe e socialiste bohémien supportarono il diritto all'auto-realizzazione in ambito socio-lavorativo e al piacere sessuale (sia per la donna che per l'uomo) nel "qui ed ora" (here and now). 

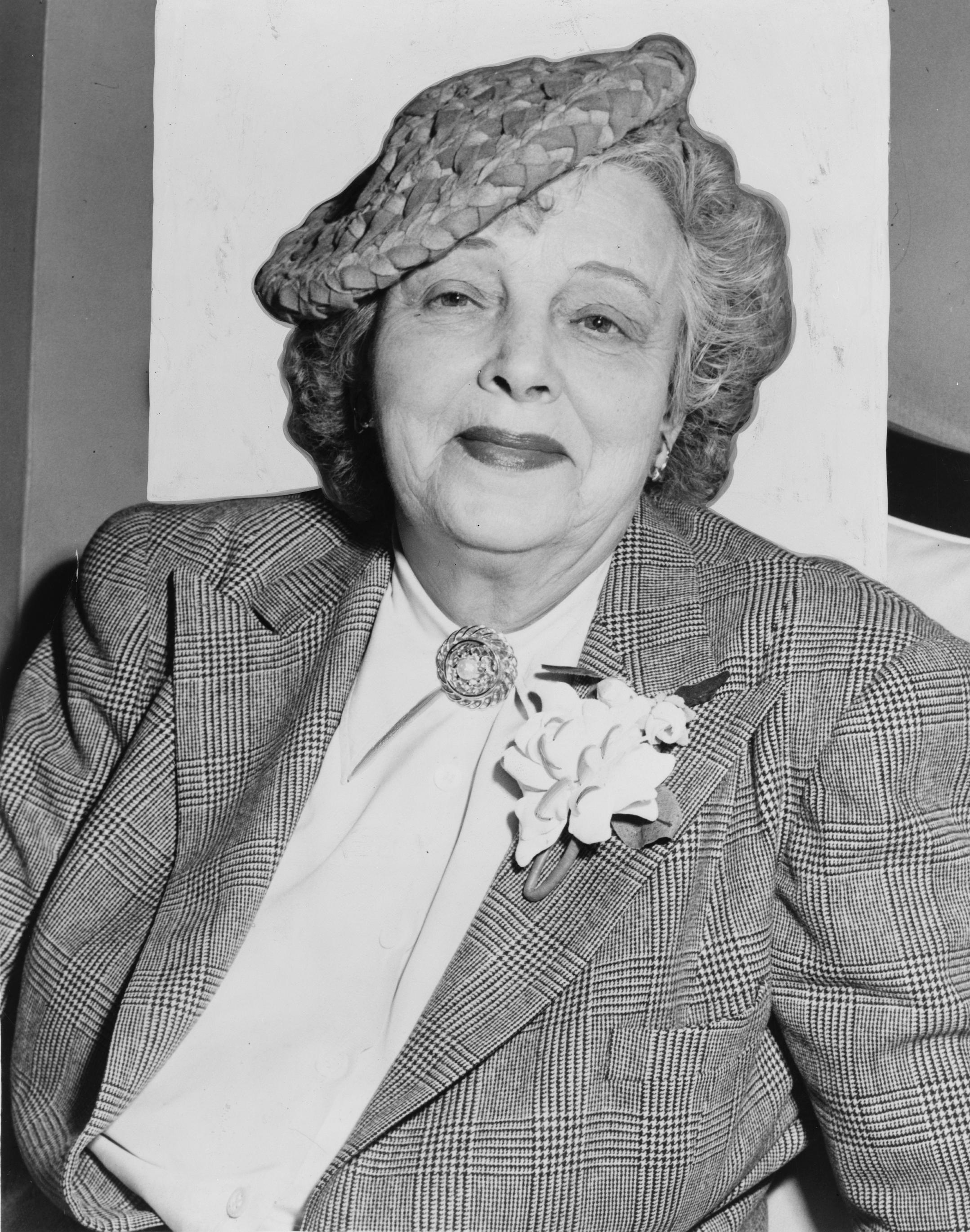
L'esponente dell'anarco-femminismo Margaret C. Anderson, amica e sostenitrice di Ezra Pound, Thomas Stearns Eliot e James Joyce farà pubblicare la prima parte dell'Ulisse negli Stati Uniti d'America.

Incoraggiarono a giocare con la sessualità e a sovvertire il ruolo di genere imposto dal patriarcato; la radicale apertamente bisessuale Edna St. Vincent Millay e l'anarchica lesbica Margaret C. Anderson furono tra le figure maggiormente prominenti di questa corrente.
I variegati gruppi di discussione organizzati dai "Villagers" vennero assiduamente frequentati - tra gli altri - anche dall'esponente del sindacato di origine ebraica Emma Goldman.
Una della massime figure chiave della moderna storia dell'omosessualità in Germania, lo studioso di sessuologia ebreo-tedesco Magnus Hirschfeld, avrà modo di osservare nel 1923 che Goldman

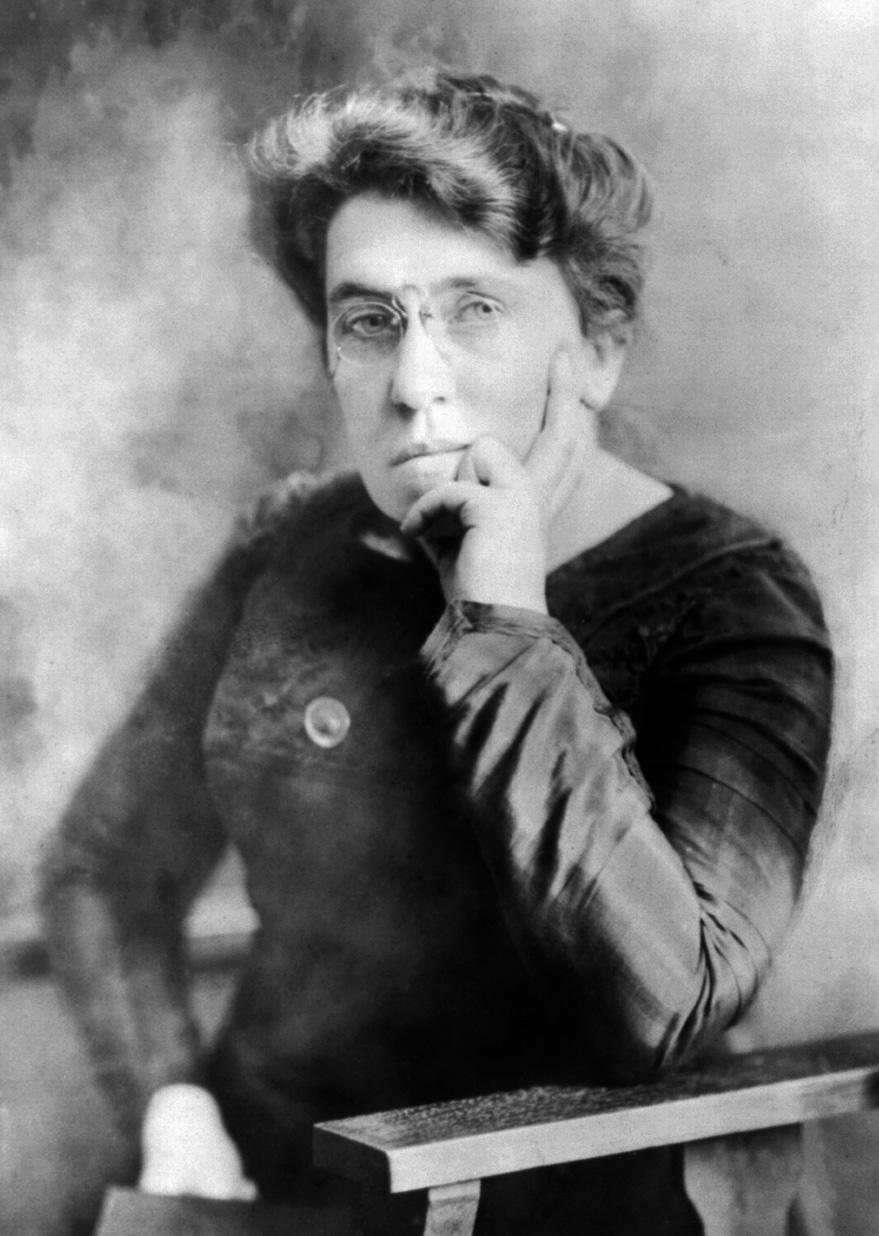
Foto di Emma Goldman.

Goldman fu difatti un'attivista militante in questo campo di studio ancor prima che l'anarchico eterosessuale Robert Reitzel (1849-1898) osasse parlare positivamente dell'omosessualità a partire dagli inizi del decennio 1890 nella propria rivista in lingua tedesca intitolata Der arme Teufel.
Lo stesso Ma. Hirschfeld nel suo scritto del 1914 intitolato "Die Homosexualität des Mannes und des Weibes" avrà l'occasione di affermare che "nelle file di un partito relativamente piccolo, quello anarchico, mi sembrava come se vi fossero in proporzione molti più omosessuali effeminati rispetto a quanti se ne trovino nelle altre formazioni politiche".
Nel frattempo in Argentina l'esponente dell'anarco-femminismo Virginia Bolten fece pubblicare il giornale La Voz de la Mujer (La voce delle donne) tra l'8 gennaio del 1896 e il 1º gennaio del 1897 per un totale di 9 numeri nella città di Rosario: verrà riproposto per un breve periodo di tempo ancora nel 1901.
La lotta intrapresa per la "libertà di pensiero" - il libertarismo del libero pensatore - motivò fortemente l'attivismo all'interno del movimento anarchico: la concezione assunta di "libero pensiero" fu fondamentalmente anticristiano e decisamente intriso di anticlericalismo, il cui scopo fu quello di rendere l'individuo politicamente e spiritualmente libero di decidere in completa autonomia sulle questioni religiose.
Innumerevoli contributori di Liberty saranno figure di spicco sia tra i libertari in generale che tra gli anarchici in un senso più stretto. L'anarco-individualista George MacDonald fu co-editore di Freethought e per un certo periodo anche di The Truth Seeker; mentre E. C. Walker sarà co-editore del "diario dell'amore libero Lucifer, the Light-Bearer. Molti degli anarchici del periodo si riveleranno degli ardenti fautori del "libero pensiero" oltre che stampatori di giornali libertari in cui la gerarchia e il potere temporale della Chiesa considerati come comune alleato dello Stato nella loro qualità di potere repressivo di per se stesso.

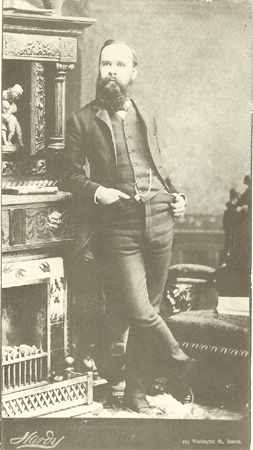
Benjamin Tucker a Boston nel 1887.

Alcuni degli anarco-individualisti operanti lungo questo lasso di tempo, come Benjamin Tucker, più tardi abbandonarono le posizioni più prettamente rivoluzionarie sui diritti naturali per convertirsi all'anarchismo egoista di Max Stirner. Venendo a rifiutare in tal maniera l'idea dei "diritti morali" Tucker giungerà ad affermare che esistono in realtà soltanto due diritti, "il diritto di potere" e "il diritto al contratto".
Dopo essersi convertito all'individualismo egoista ebbe anche l'occasione di dire: "In passato... era mia abitudine parlare disinvoltamente del diritto dell'uomo alla terra: era una cattiva abitudine, e molto tempo fa l'ho buttato via... solo il diritto alla terra è la sua forza su di essa". Adottando quindi pienamente la concezione dell'egoismo stirneriano a partire dal 1886 Tucker giunse a respingere i "diritti naturali" che erano stati a lungo considerati il fondamento del libertarismo.
Questo netto e tardivo rifiuto ebbe la capacità di galvanizzare il movimento in feroci dibattiti interni, con i sostenitori dei diritti naturali che accusarono gli egoisti di distruggere il libertarismo stesso; il conflitto divenne talmente aspro che i primi si ritirarono quasi in massa dalla collaborazione con Liberty in segno di vibrante protesta, anche se fino ad allora erano stati tra i suoi più frequenti contributori.
Da quel momento in avanti il giornale difese a spada tratta l'egoismo, anche se il suo contenuto generale non mutò in una maniera significativa. Vari altri periodici furono indubbiamente influenzati da questa rinnovata presentazione dell'egoismo, includendovi la pubblicazione di Clarence Lee Swartz a cura di William Walstein Gordak e J. William Lloyd (tutti soci di Liberty) e di The Ego e The Egoist, entrambi redatti da Edward H. Fulton.

Adolf Brand, difensore dell'ideale dell'antica pederastia greca e dell'"omosessualità mascolina".

Tra la "documentazione egoista" seguita da Tucker vi fu anche il tedesco Der Eigene, edito da Adolf Brand e che proponeva l'ideale dell'antica pederastia greca e dell'"omosessualità mascolina" a discapito dell'effeminatezza di cui venne a più riprese accusato Hirschfeld; ma anche The Eagle e The Serpent fatti uscire a Londra. Quest'ultimo, il più importante giornale egoista in lingua inglese, venne pubblicato tra il 1898 e il 1900 con il sottotitolo A Journal of Egoistic Philosophy and Sociology.

Tra gli anarchici americani che aderirono alla concezione egoistica del mondo, in cui il valore assoluto e unico viene concesso solamente al singolo individuo, oltre a Tucker e Fulton si possono citare John Beverley Robinson, Steven T. Byington, il giornalista Hutchins Hapgood, James L. Walker e l'avvocato Victor Yarros. 

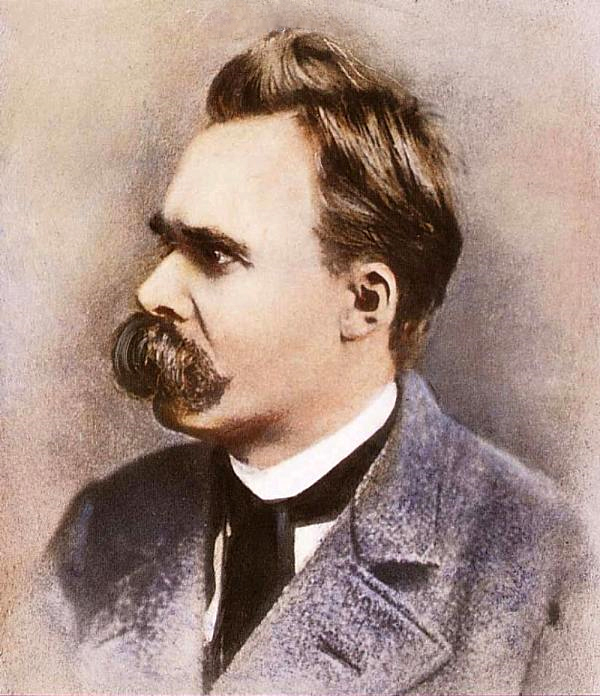
Immagine di Friedrich Nietzsche.

Robinson scrisse un saggio intitolato Egoism in cui vi si afferma che
Byington fu da parte sua un sostenitore del Georgismo, ma che in seguito si convertì a posizioni stirneriane egoiste dopo essersi associato a Tucker; è noto soprattutto per aver tradotto due importanti opere anarchiche in inglese dalla lingua tedesca: L'Unico e la sua proprietà di Stirner e Anarchism: Exponents of the Anarchist Philosophy delprofessore di diritto Paul Eltzbacher. Quest'ultimo fatto pubblicare anche da "Dover Pubblications" con il titolo The Great Anarchists: Ideas and Teachings of Seven Major Thinkers (I grandi anarchici: idee e insegnamenti di sette grandi pensatori).

### Prima Internazionale e anarchismo collettivista

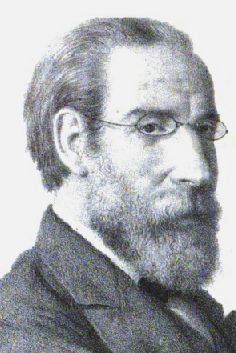
Francesc Pi i Margall nel 1869.

In terra spagnola Ramón de la Sagra fondò la rivista anarchica El Porvenir nella città di La Coruña nel 1845 ispirandosi chiaramente alle idee di Pierre-Joseph Proudhon; mentre il politico catalano Francesc Pi i Margall divenne il principale traduttore delle opere del filosofo francese in lingua spagnola ed in seguito fu per un breve periodo presidente della Prima Repubblica Spagnola nel 1873, nel momento in cui manteneva la leadership del "Partito federale repubblicano democratico".
Seguendo l'analisi prodotta e proposta da G. Woodcock: 
Secondo l'Enciclopedia Britannica "durante la rivoluzione anarchica spagnola del 1873 Pi i Margall tentò di stabilire un sistema politico decentrato o "cantonaristico" basato sulle linee direttive proudhoniane".
In tutto il continente europeo alla Primavera dei popoli del 1848 seguì un duro fenomeno di reazione repressiva, nel corso della quale ben 10 paesi avevano dovuto subire ampi sconvolgimenti sociali sia a breve che a lungo termine e mentre i gruppi più agguerriti portavano avanti la direzione delle insurrezioni ispirate all'autodeterminazione dei popoli prima e al nazionalismo subito dopo.
Dopo che molti di questi tentativi di cambiamento sistematico sociale trovarono la loro diretta conclusione in un completo fallimento gli elementi più vicini al conservatorismo approfittarono della netta divisione politico-ideologica insita tra socialismo, anarchismo, liberalismo e nazionalismo; il tutto per provare a prevenire ulteriori rivolte di massa.
Nel 1864 l'Associazione Internazionale dei Lavoratori (a volte denominata anche "Prima Internazionale") riunì diverse correnti rivoluzionarie tra cui i seguaci francesi di Proudhon, i seguaci di Auguste Blanqui, i filadelfi, il sindacato inglese, i socialisti e gli appartenenti alla prima socialdemocrazia.

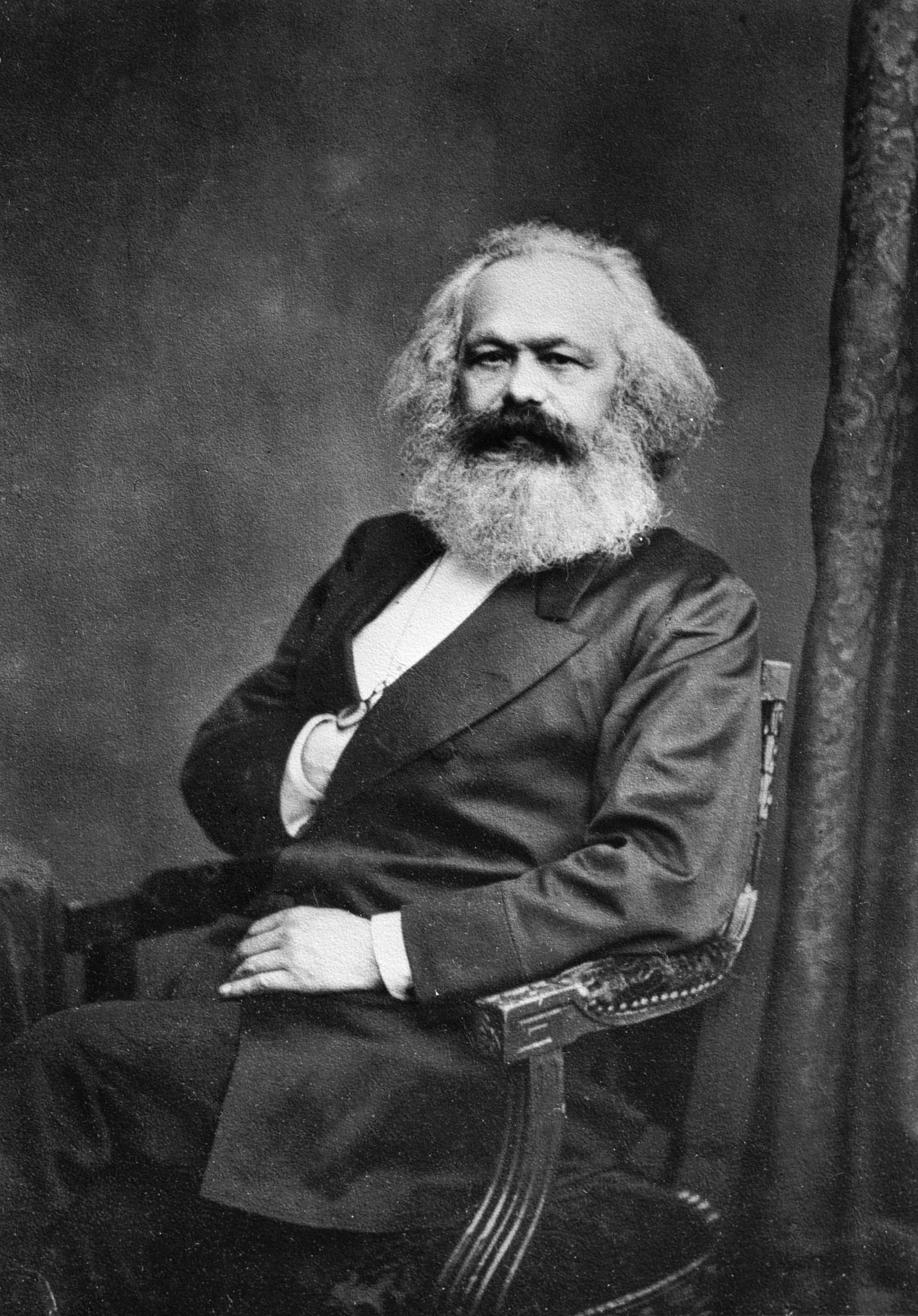
Al tedesco Karl Marx e al marxismo si oppose il russo Michail Bakunin.

A causa degli stretti legami fa lui intrapresi con i più attivi tra i movimenti dei lavoratori l'"Internazionale" divenne ben presto un'organizzazione assai significativa oltre che di notevole importanza; Karl Marx si ritrovò ad essere innalzato in qualità di sua massima figura di spicco divenendo membro del "Consiglio generale". I seguaci del mutualismo si opposero però con estrema decisione al socialismo di Stato propugnato dal marxismo, sostenendo invece al suo posto l'astensionismo in ambito politico e le piccole proprietà immobili.
Nel 1868, in seguito alla loro infruttuosa partecipazione alla "Lega della pace e della libertà" (LPF), il rivoluzionario russo Michail Bakunin con i suoi associati dell'anarchismo collettivista si unirono alla "Prima Internazionale" (la quale da par suo aveva deciso di non lasciarsi coinvolgere con l'LPF); si allearono quindi con le sezioni socialiste favorevoli ad una certa forma di federalismo e che sostenevano il rovesciamento rivoluzionario dello Stato e susseguente la collettivizzazione della proprietà.
Almeno all'inizio i collettivisti lavorarono in comunione con i marxisti per spingere l'"Internazionale" verso una direzione socialista sempre più rivoluzionaria. Successivamente però l'organizzazione si trovò a polarizzarsi sempre più in due campi contrapposti, con Marx e Bakunin come rispettivi prestanome d'idee e d'azione.
Quest'ultimo caratterizzò le idee marxiane come troppo improntate al centralismo e giungendo a fare la previsione che, se un partito politico marxista fosse mai asceso al potere di una nazione, i suoi capi non avrebbero fatto altro che prendere il posto della classe dirigente contro la quale si erano confrontati e avevano combattuto.
Nel 1872 il conflitto sempre più palese culminò in una spaccatura definitiva tra i due gruppi al Congresso dell'Aia, dove Bakunin e James Guillaume subirono l'espulsione dall'"Internazionale" e la sua sede centrale trasferita a New York. In risposta le sezioni federaliste formarono una propria Internazionale al Congresso Internazionale di Saint-Imier, adottando un programma anarchico pienamente rivoluzionario.
Lo storico Woodcock riporta che i membri dell'anarco-individualismo statunitense Lysander Spooner e William Batchelder Greene erano stati comunque a suo tempo tra i membri attivi della "Prima Internazionale".

### Emersione dell'anarco-comunismo

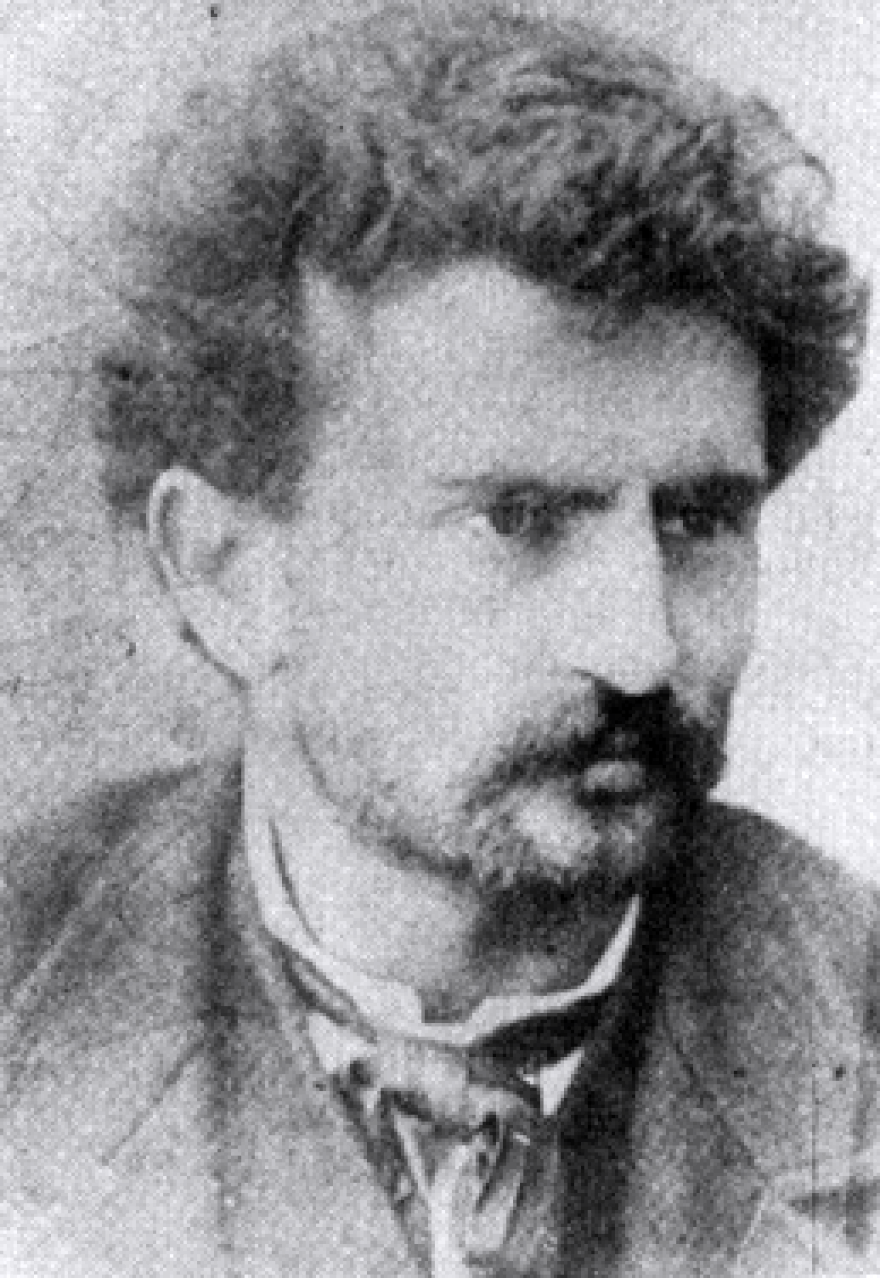
L'italiano Errico Malatesta.

L'anarco-comunismo venne a svilupparsi a partire dalle correnti socialiste maggiormente forgiate dal radicalismo a seguito della rivoluzione francese, ma fu inizialmente formulato come tale soltanto nella sezione italiana della "Prima Internazionale". Le opere teoriche di Pëtr Kropotkin e Errico Malatesta assunsero una sua notevole importanza in seguito in si quanto ampliarono e svilupparono sia tra le sezioni pro-organizzazioniste che in quelle dell'anarchismo insurrezionale anti-organizzative.
L'anarchismo comunista propone che la forma più libera di istituzione sociale sia una società composta da comuni autogestiti con un utilizzo collettivo dei mezzi di produzione, organizzata secondo le regole della democrazia e collegata a tutti gli altri liberi ed autonomi comuni attraverso una forma di Stato federale. Mentre alcuni anarco-comunisti favoriscono la democrazia diretta, altri ritengono invece che la sua "maggioranza assoluta" possa alla conta finale impedire la libertà individuale per favorire al suo posto la democrazia del consenso.
Poiché nella visione del mondo anarco-comunista il denaro avrebbe dovuto essere abolito le persone non potrebbero più ricevere un'adeguata retribuzione diretta per il lavoro svolto (tramite la condivisione di profitto e salario), ma avrebbero altresì un libero accesso a tutte le risorse e al surplus prodotto dalla "comune".
Quando tale corrente emerse verso la metà del XIX secolo si trovò ad instaurare un intenso dibattito con il collettivismo d'impronta bakuniana e come tale all'interno del movimento anarchico sulla possibilità di partecipazione o meno al sindacalismo e al movimento operaio, nonché anche su altre questioni. Nella teoria rivoluzionaria elaborata prevalente da Kropotkin
Nel corso dei due decenni 1880 e 1890 si adottò sempre più la "prospettiva di una rivoluzione immanente" la quale era "contraria al movimento operaio ufficiale", allora nel processo di formazione della socialdemocrazia generale. Non vi fu quindi opposizione solamente nei riguardi delle lotte politiche stataliste, ma anche agli scioperi che proponevano un adeguamento salariale ed altre richieste o che erano organizzate dai sindacati.
Tuttavia, mentre non si rivelarono contrari agli scioperi in quanto tali lo erano invece assai di più nei confronti del sindacato e alla sua lotta per introdurre la "giornata di otto ore":

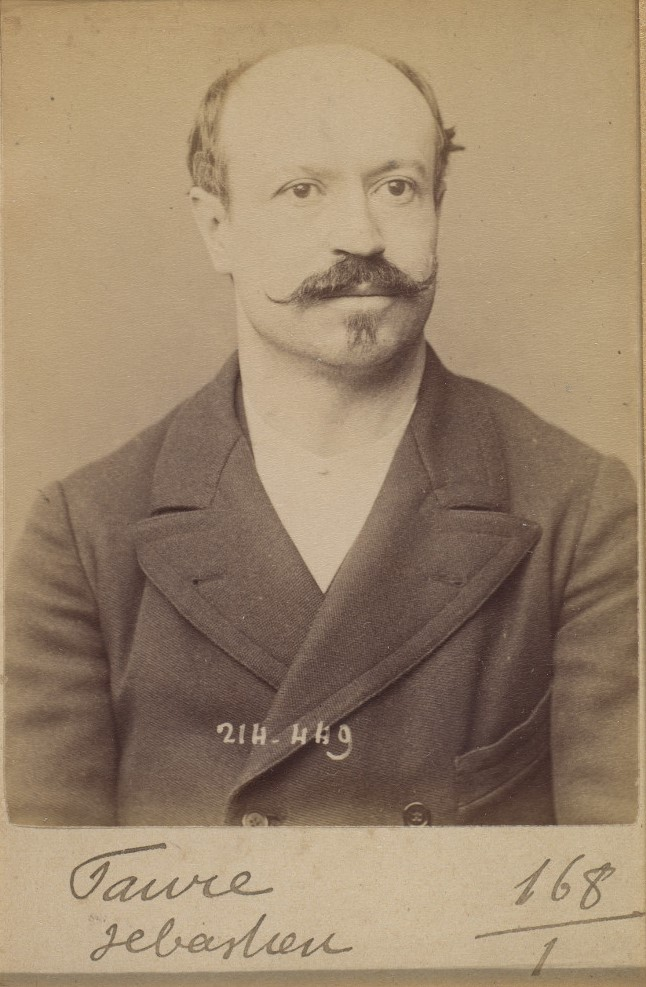
Sébastien Faure prima dell'arresto e della schedatura da parte della polizia avvenuti nel 1918.

A seguito della decisione del gruppo di Kropotkin di entrare nel sindacato - pur dopo le loro forti riserve iniziali - rimasero solo gli anarco-comunisti anti-sindacalisti, che nella Terza Repubblica francese si trovarono raggruppati attorno a Le Libertaire di Sébastien Faure. Dal 1905 in poi (con la rivoluzione russa del 1905) le loro controparti russe divennero propugnatori del "terrorismo economico" e della conseguente espropriazione e confisca illegale.
L'illegalismo come pratica di azione comune emerse formalmente al suo interno:
Tra i massimi sostenitori e attivisti di queste tattiche anti-sistema vi saranno Johann Most, Luigi Galleani, Victor Serge, Giuseppe Ciancabilla e Severino Di Giovanni. L'italiano Ciancabilla (1872-1904) scrisse in Contro l'Organizzazione che

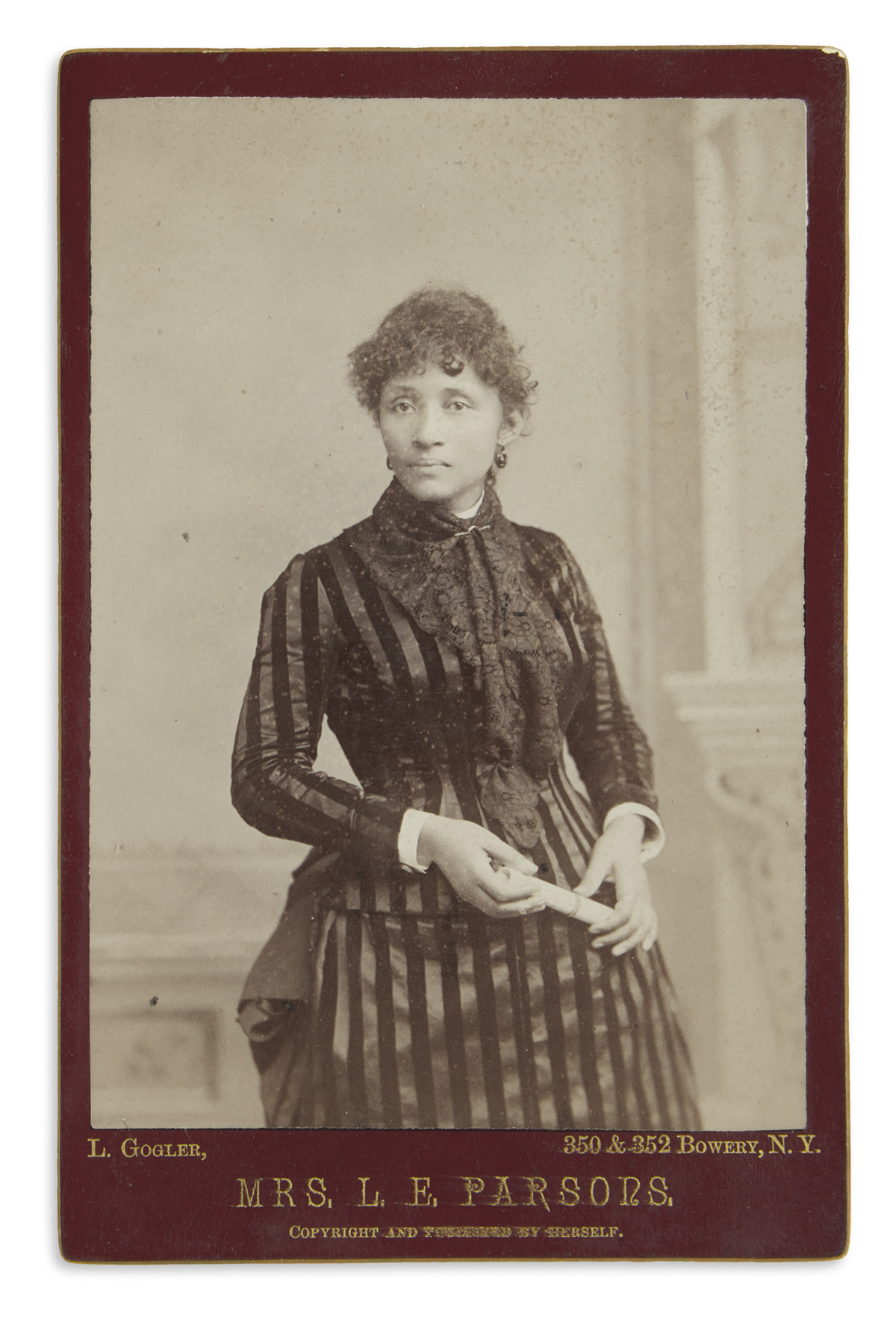
Lucy Parsons in una foto del 1886.

Intorno agli anni 1880 l'anarco-comunismo si trovava già ben presente anche negli Stati Uniti d'America, come si può facilmente evincere dalla pubblicazione del giornale Freedom: A Revolutionary Anarchist-Communist Monthly di Lucy Parsons e Lizzy Holmes. La prima discusse inoltre ampiamente a suo tempo con la collega Emma Goldman anche su questioni inerenti all'amore libero e all'anarco-femminismo. In seguito apparve un'altra rivista statunitense anarchica sulla stessa linea, The Firebrand.
La maggior parte di queste pubblicazioni furono per lo più in lingua yiddish, in lingua tedesca o in lingua russa, rivolte alla grande massa di immigrazione europea, una buona percentuale della quale rappresentata da ebrei americani. La Free Society venne invece stampata in lingua inglese, permettendo in tal modo la capillare diffusione del pensiero anarco-comunista anche alla popolazione di origini White Anglo-Saxon Protestant.
In quel lasso di tempo tali settori anarco-comunisti americani entrarono in una serrata discussione con il gruppo dell'anarco-individualismo raccolto attorno alla figura di Benjamin Tucker. Nel febbraio del 1888 Aleksandr Berkman partì dal natio impero russo per recarsi oltreoceano; poco dopo essere sbarcato a New York divenne un anarchico attraverso il suo stretto coinvolgimento con i gruppi formatisi nella campagna civile volta alla liberazione degli uomini condannati per la rivolta di Haymarket avvenuta del 1886 a Chicago.
Egli, assieme alla stessa Goldman, subì assai presto l'influenza di Johann Most - allora il più noto tra gli anarchici statunitensi -, un fiero sostenitore della "propaganda dell'azione" tramite attentati dinamitardi o attraverso altre azioni di violenza atti ad incoraggiare le masse alla rivolta. Berkman divenne così un collaboratore del giornale di Most, Freiheit, in qualità di addetto alla tipografia.
Secondo l'analisi svolta dallo storico dell'anarchismo Max Nettlau il primo utilizzo del termine "comunismo libertario" avvenne nel novembre del 1880, quando un congresso anarchico francese lo impiegò per impiegare più chiaramente la propria filosofia politica. Nel frattempo intanto S. Faure darà vita al periodico settimanale Le Libertaire nel 1895.

## XX secolo

### Organizzatore dei lavoratori e anarco-sindacalismo
Le sezioni e gruppi più esplicitamente anti-autoritari della "Prima Internazionale" rappresentarono i diretti precursori dell'anarco-sindacalismo il quale si proporrà di "sostituire il privilegio e l'autorità dello Stato" con la "organizzazione libera e spontanea del lavoro".
Nel 1886 la "Federation of Organized Trades and Labor Unions" (FOTLU) statunitense e canadese si preparò all'unanimità per attivarsi contemporaneamente nella data del 1º maggio, scadenza entro la quale venne previsto che la giornata lavorativa di 8 ore sarebbe dovuta divenire lo standard nazionale da far accettare alle imprese così come reclamato a gran voce dal proletariato.
Il sindacato americano rispose positivamente e indisse quindi uno sciopero generale con l'intento di dare un forte e pieno sostegno all'evento e relative richieste; a Chicago il giorno 3 esplose una rissa che divenne sommossa quando un certo numero di crumiri tentarono di attraversar con la forza la linea di confine del picchetto predisposto, con il risultato finale che vide due operai morire sotto il fuoco della polizia dopo che questa cominciò a sparare nel bel mezzo della folla.

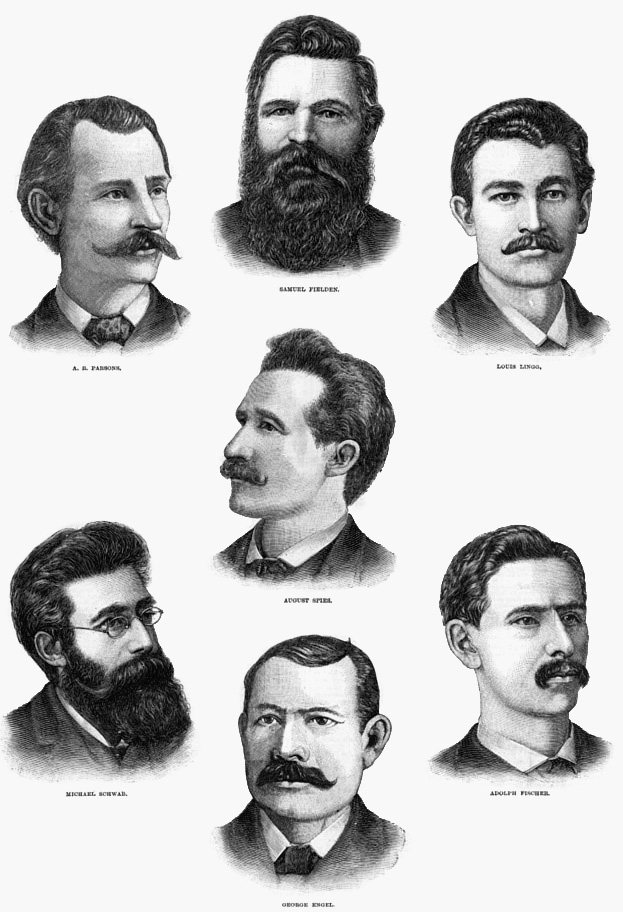
I "martiri di Haymarket" erano tutti tedeschi americani: George Engel, Adolph Fischer, Louis Lingg (commise suicidio per evitare la pena di morte), Oscar William Neebe, Albert Richard Parsons (marito di Lucy Parsons), August Spies e Michael Schwab (ricevette l'aministia).

Entro la giornata seguente gli anarchici organizzarono una grande manifestazione di protesta all'altezza di "Haymarket Square"; verso la parte finale del corteo un tubo bomba lanciato da un attentatore rimasto ufficialmente sconosciuto uccise un ufficiale delle forze dell'ordine: nel panico che ne seguì i poliziotti aprirono nuovamente il fuoco sulla folla radunata, ma anche per errore l'uno contro l'altro.
Saranno sette gli agenti, assieme ad altri quattro lavoratori, a rimanere colpiti a morte sul selciato. Otto anarchici direttamente e/o indirettamente collegati agli organizzatori politici della manifestazione vennero arrestati subito dopo per venire accusati dell'omicidio del primo funzionario deceduto per colpa dell'ordigno esplosivo. All'interno del movimento operaio questi uomini si trasformarono in celebrità internazionali.
Quattro di loro, condannati velocemente alla pena di morte, saranno giustiziati; un quinto per evitare di subire la stessa sorte commetterà suicidio in prigione la notte immediatamente prima della data assegnata alla sua esecuzione. L'incidente di sangue divenne quindi noto come "Haymarket affair" (la rivolta di Haymarket) e finì con il rappresentare una brusca battuta d'arresto per l'intero movimento operaio e nella lotta per ottenere finalmente il riconoscimento alla giornata lavorativa di 8 ore.
Nel 1890 venne compiuto un secondo tentativo, questa volta a livello internazionale, per far accettare le 8 ore; questo nuovo evento ebbe anche lo scopo di commemorare gli operai rimasti vittime della brutalità poliziesca. Venne pertanto concepito - anche se inizialmente solo come un evento "una tantum" - per l'anno seguente la celebrazione della "Giornata Internazionale dei Lavoratori" (la festa del lavoro) da fissarsi proprio ogni 1° di maggio: rapidamente la data si affermò saldamente nella sua qualità di festività internazionale della classe lavoratrice.

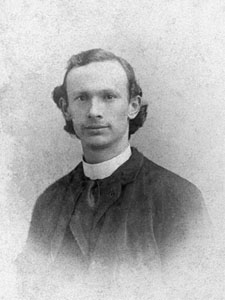
Foto di Christiaan Cornelissen.

Nel 1907 il "Congresso Internazionale Anarchico di Amsterdam" riunì i delegati provenienti da 14 paesi diversi, tra cui figure di primissimo piano del movimento come Errico Malatesta, Pierre Monatte, Luigi Fabbri, Benoît Broutchoux, Emma Goldman, Rudolf Rocker e l'olandese Christiaan Cornelissen.
Vi furono trattati vari temi, in particolare per quanto riguarda l'organizzazione effettiva della struttura anarchica oltre che l'istruzione pubblica e gratuita per il popolo (l'"educazione popolare"), la validità pratica dello sciopero generale e l'antimilitarismo.
Uno dei dibattiti centrali della sessione riguardò invero il rapporto intercorrente tra anarchismo e sindacalismo. Malatesta e Monatte si dimostreranno recisamente in disaccordo tra di loro su tale tema, in quanto quest'ultimo ritenne che il sindacalismo fosse di per sé rivoluzionario e che avrebbe quindi prodotto dal suo interno le condizioni necessarie allo scatenamento della rivoluzione sociale tanto agognata.
Malatesta da par suo non ritenne invece il sindacato e le sue battaglie di per sé sufficienti a creare le condizioni favorevoli per un rivolgimento generale; rifletté sul fatto ed espresse l'opinione secondo cui il sindacato si dimostrava tendente al riformismo ma anche al tempo stesso al conservatorismo, definendolo come essenzialmente favorevole allo "status quo" della borghesia e di conseguenza anti-proletario; questo grazie al fenomeno del "lavoratore professionale" operante quale funzionario all'interno della sua stessa dirigenza.
Malatesta infine avvertì che i sindacalisti tendevano costantemente a perpetuare se stessi (debbono sempre quindi mantenere una base borghese), mentre gli anarchici avevano come loro unico scopo finale l'instaurazione dell'anarchia con la conseguenza che i primi automaticamente sono portati ad astenersi dal mettere in opera una qualsiasi metodologia atta ad ottenere come risultato la completa realizzazione della seconda ipotesi.

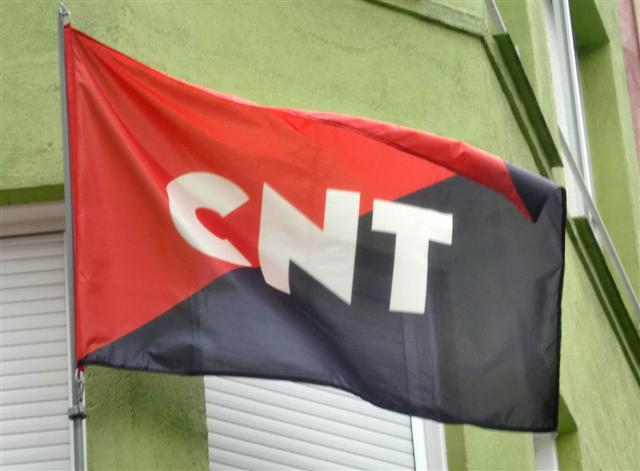
La bandiera della Confederación Nacional del Trabajo (CNT).

La Federazione anarchica iberica nel 1881 rappresentò il primo grande movimento anarco-sindacalista; le federazioni anarchiche sindacali furono di particolare importanza in terra spagnola. Il loro maggior successo sarà la Confederación Nacional del Trabajo (CNT) fondata nel 1910 e che fino al 1940 rimase la formazione principale attiva nella politica della classe operaia iberica, raccogliendo attorno a sé fino a 1,58 milioni di associati in un colpo solo e giocando quindi un ruolo fondamentale quando scoppiò la guerra civile spagnola nel 1936.
Affiliatasi in un primo momento con l'Associazione Internazionale dei Lavoratori" alla CNT seguirà la "federazione degli anarco-sindacalisti" la quale venne fondata nel 1922 raggiungendo la quota di 2 milioni di lavoratori rappresentati da delegati provenienti da 15 paesi tra Europa e America Latina; nei particolari
Secondo il professore di sociologia sudafricano Lucien van der Walt:
Il "canone" anarchico sindacalista dev'essere quindi inteso come un "Uno globale" il quale deve comprendere anche tutte quelle figure rimaste per lo più idealmente estranee alla civiltà occidentale e al suo percorso socio-economico:
- dai cinesi Li Pei Kan (Ba Jin) e Liu Shifu ("master") a James Connolly in Irlanda;
- da Armando Borghi e Errico Malatesta nel Regno d'Italia a Nestor Ivanovič Machno e Pëtr Andreevič Aršinov in terra ucraina;

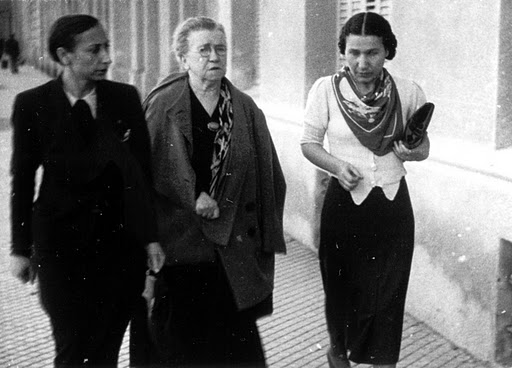
Lucía Sánchez Saornil e Emma Goldman assieme a un'altra donna.

- dall'argentina Juana Rouco Buela alle spagnole Lucía Sánchez Saornil e Jaime Balius;
- dai messicani Ricardo Flores Magón, Juana Belén Gutiérrez de Mendoza, Antonio Gomes y Soto e Práxedis Guerrero a Ferdinand Domela Nieuwenhuis nei Paesi Bassi;
- da Sakae Ōsugi, Shūsui Kōtoku e Sugako Kanno dell'impero giapponese fino alle statunitensi Lucy Parsons e Emma Goldman;
- dal cubano Enrique Roig de San Martin a Shin Chaeho e Kim Chwa-chin nella penisola coreana;
- da Rudolf Rocker nell'impero tedesco ai brasiliani Neno Vasco e Maria Lacerda de Moura;
- da Abraham Guillén in Spagna e nell'Uruguay a SP Bunting e T.W. Thibedi nell'Unione Sudafricana;
- dal peruviano Manuel González Prada a Alejo Capelo in Ecuador.

### Propaganda del fatto e "illegalismo"
Alcuni anarchici come Johann Most sostennero e pubblicizzarono atti violenti di rappresaglia come forma di "prevenzione" di fronte ad una sempre possibile controrivoluzione generale; questo perché "noi predichiamo non solo l'azione in sé e per sé, ma anche e soprattutto l'azione come propaganda".
Nel corso degli anni 1880 lo slogan "propaganda del fatto" aveva già iniziato ad essere utilizzato sia all'esterno che all'interno del movimentismo militante per riferirsi al singolo attentato, al regicidio e al tirannicidio. A partire dalla rivoluzione russa del 1905 le controparti dell'Europa orientale di questi anarco-comunisti anti-sindacalisti divennero sempre più i "partigiani" del terrorismo e degli espropri illegali.
L'illegalismo in quanto pratica da attuare nell'immediato emerse quindi con forza: "Gli atti degli anarchici bombaroli e assassini "(propaganda con l'atto ") e i ladri anarchici (la "riappropriazione individuale") hanno espresso la loro disperazione e il loro personale, violento rifiuto di un sistema sociale considerato ai loro occhi come totalmente intollerabile. Inoltre, erano chiaramente destinati a divenire degli esempi viventi, un lampante invito alla rivolta popolare".

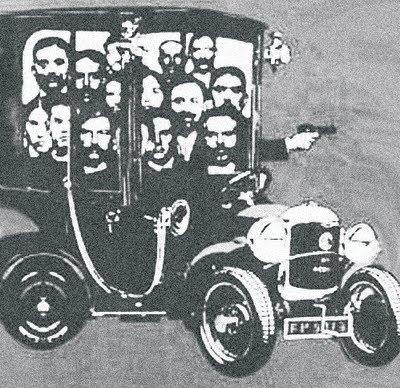
Una caricatura della banda Bonnot di Le Figaro al cui vertice vi sarà Jules Bonnot.

Il gruppo francese denominato banda Bonnot risulterà il più celebre tra quelli che avevano abbracciato l'illegalità attiva. Già nel 1887 tuttavia numerose ed importanti figure del movimento anarchico si allontanarono da tali azioni individuali anti-sistema; Pëtr Kropotkin avrà pertanto l'occasione di scrivere in quello stesso anno su Le Révolté che "una struttura fondatasi su secoli di storia non può essere distrutta soltanto con pochi chili di dinamite".
Svariati anarchici sostennero l'abbandono di un tale tipo di tattica per volgersi invece a favore di un'azione rivoluzionaria collettiva, ad esempio proprio tramite il sindacalismo. Uno dei maggiori esponenti dell'anarco-sindacalismo, Fernand Pelloutier, argomenterà ancora nel 1895 la necessità di un rinnovato coinvolgimento anarchico nel movimento operaio sulla base del fatto che l'anarchismo poteva "fare molto bene" anche senza l'apporto del singolo dinamitardo.
La decisa repressione statale (comprese le famigerati Lois scélérates francesi del 1894) diretta sia contro gli anarchici che nei riguardi dei movimenti sindacali a seguito dei primi attentati bombaroli e assassinii andati a buon fine potrebbe anche aver contribuito alla scelta di abbandonare questo genere di tattiche, seppur la stessa repressione poliziesca in un primo momento potrebbe pure aver giocato un suo ruolo nella decisione di scegliere la via dell'"atto isolato".
Il progressivo e irreversibile smembramento del movimento socialista francese in diversi gruppi contrapposti tra loro e, in seguito alla soppressione della Comune di Parigi (1871) nel sangue, la detenzione, condanna ed esilio di molti comunardi verso la colonia penale oltreoceano finiranno con il favorire l'espressione e gli atti politici "individualisti".
Infine numerosi capi di Stato troveranno la morte tra il 1881 e il 1914 per mano di affiliati al movimento anarchico, tra cui
- lo zar Alessandro II di Russia (da Ignatij Ioachimovič Grinevickij);

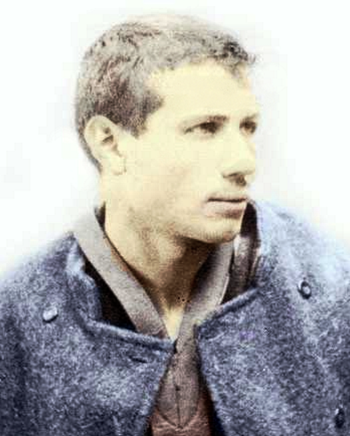
Ritratto dell'italiano Sante Caserio.

- il presidente della Repubblica francese Marie François Sadi Carnot (da Sante Caserio);
- l'imperatrice dell'Impero austro-ungarico Elisabetta di Baviera (detta Sissi e prima cugina di Ludovico II di Baviera, da Luigi Lucheni);
- il re d'Italia Umberto I di Savoia (da Gaetano Bresci);
- il presidente degli Stati Uniti d'America William McKinley;
- il re Carlo I del Portogallo (da Alfredo Luís da Costa e Manuel Buiça);
- il re Giorgio I di Grecia (da Alexandros Schinas).

Il colpevole dell'assassinio di William McKinley, Leon Czolgosz, sostenne con forza di essere stato influenzato dall'anarchica e femminista ebrea Emma Goldman.
Il 6 settembre del 1901 il giovane anarchico americano figlio di immigrati di origini polacche L. Czolgosz si armò con una rivoltella "Safety Automatic" calibro 32 Iver Johnson (numero di serie 463344) che aveva acquistato 4 giorni prima per $ 4,50 e andò a sparare al presidente degli Stati Uniti d'America William McKinley il quale morirà dopo una settimana di sofferenze. Considerato colpevole venne condannato il giorno 24 seguente dopo una deliberazione del Grand jury durata non più di un'ora.
Il 26 settembre gli sarà inflitta all'unanimità la pena di morte tramite sedia elettrica; la scena, filmata direttamente da Thomas Edison, mostra che furono necessarie tre scosse in rapida successione - ognuna di 1.800 volt - per riuscire a fulminare il criminale nella prigione di Auburn (New York). Era il 29 di ottobre, ad appena 45 giorni dalla morte della sua vittima.

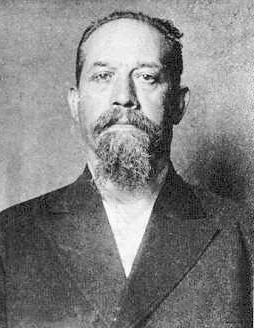
L'anarchico italoamericano Luigi Galleani i cui seguaci, noti come "galleanisti", eseguirono una serie di attentati e assassinii dal 1914 al 1932 in quelli che interpretarono come attacchi ai "tiranni" e ai "nemici del popolo".

E. Goldman, in un primo momento posta agli arresti per complicità ideologica con l'accusa di essere rimasta coinvolta nella preparazione dell'omicidio, dovrà presto venire rilasciata per insufficienza di prove; a seguire darà alle stampe The Tragedy at Buffalo dando di tutta la vicenda una pubblicità assai negativa: nell'articolo paragonò Czolgosz a Marco Giunio Bruto, l'autore del cesaricidio, e definì McKinley "il presidente dei re di denari e dei magnati a lui fidati".
Altri anarchici estremisti e fautori del radicalismo non parvero però disposti a sostenere gli sforzi di Goldman volti a portare aiuto al giovane criminale, credendo invece che così facendo non si procurassero altro che danni alla "causa". Gli attentati dinamitardi e le bombe verranno difatti velocemente associati dai mass media sempre più agli anarchici, in quanto la primitiva forma di terrorismo internazionale sorse proprio durante questo lasso temporale grazie alla diffusa distribuzione della dinamite.
La figura dell'anarchico bombarolo continuò così a rimanere impressa nell'immaginario dell'opinione pubblica fino ai giorni nostri. La cosiddetta "propaganda dell'azione" fu abbandonata invece dalla stragrande maggioranza del movimento a partire dalla fine della prima guerra mondiale e con l'inizio della rivoluzione d'ottobre (1917).

### Anarco-individualismo europeo
L'anarco-individualismo di matrice europea fa derivare le proprie radici direttamente da William Godwin, Pierre-Joseph Proudhon e Max Stirner, pur cominciando presto ad espandersi e diversificarsi attraverso il continente europeo incorporano in sé le influenza provenienti dall'anarchismo individualista d'oltreoceano.

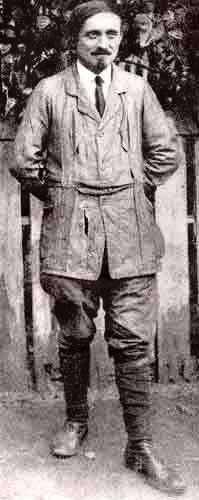
Émile Armand, figura influente dell'anarco-individualismo francese e propagandista dell'amore libero.

Autonomie Individuelle fu una pubblicazione francese distribuita tra il 1887 e il 1888 e i suoi curatori editoriali saranno Jean-Baptiste Louiche, Charles Schæffer e Georges Deherme. Poco più tardi la tradizione proseguirà con intellettuali come Albert Joseph " Libertad", André Lorulot, Émile Armand, Victor Serge, Zo d'Axa e la giovane Rirette Maîtrejean i quali svilupparono la propria filosofia teoretica nella principale rivista anarco-individualista del paese, L'Anarchie, a partire dal 1905.
Al di fuori di questo giornale Han Ryner (pseudonimo di Jacques Élie Henri Ambroise Ner) scrisse il Petit Manuel individualiste (1903). In seguito apparve la rivista L'EnDehors creata da d'Axa nel 1891; il naturismo anarchico venne altresì promosso da Henri Zisly, Emile Gravelle e Georges Butaud. L'anarco-naturismo sostenne il vegetarianismo, il nudismo, l'escursionismo e una visione del mondo improntata all'ecologia sia all'interno dei gruppi strettamente anarchici che all'esterno di essi.
Il libero pensiero come posizione filosofica a l'attivismo si riveleranno essere assai importanti nell'anarchismo individualista europeo, ponendo l'accento innanzi tutto sull'anticlericalismo, le critiche alla religione e nella fattispecie a tutti i dogmi ecclesiastici. Tali tendenze proseguiranno in terra francese nell'ambito del mercato del lavoro ad opera dell'attivismo prodotto da Charles-Auguste Bontemps e da altri. 
Nel Regno d'Italia l'anarco-individualismo aveva assunto una forte connotazione di "illegalismo" e alla propaganda violenta con atti del tutto simili a quelli espressi oltralpe, ma forse anche più estremi. I semi teorici dell'odierno anarchismo insurrezionale si erano già chiaramente disposti alla fine del XIX secolo in una combinazione di critica individualista ai gruppi permanenti e alle organizzazioni con una prospettiva socialista di lotta di classe.
All'inizio del XX secolo acquisirà una notevole importanza il lavoro intellettuale dell'italiano Renzo Novatore; questi si troverà a collaborare assiduamente alla rivista Iconoclasta! a fianco del giovane illegalista stirneriano Bruno Filippi.
La penisola iberica ricevette la corposa influenza dell'anarco-individualismo americano, sebbene gli assunti considerati più importanti vennero acquisiti e correlati alle correnti francesi. Nel corso del primo decennio del nuovo secolo l'individualismo spagnolo ebbe una spinta decisiva grazie agli sforzi di persone come Dorado Montero, Ricardo Mella, Federico Urales (alias Juan Montseny Carret) e J. Elizalde i quali s'impegneranno nella traduzione di francesi e statunitensi. Essenziali in tal senso saranno anche le riviste La Idea Libre, La revista blanca, Etica, Iniciales, Al Margen e Nosotros.

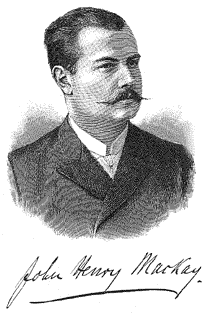
John Henry Mackay, attivista del primo movimento omosessuale e autore di Die Anarchisten.

Nell'impero tedesco John Henry Mackay (di origini scozzesi) divenne velocemente il più notevole propagandista degli ideali "anarco-omosessuali"; mentre Adolf Brand (1874-1945) fu uno scrittore anarco-stirneriano e agitatore oltre che pioniere del primo movimento omosessuale, difensore del diritto alla bisessualità maschile per un ritorno alla visione della pederastia greca (inventò lui la pratica dell'outing), per cui fu processato e condannato). A partire dal 1896 farà pubblicare il primo autorevole periodo omosessuale tedesco: Der Eigene.

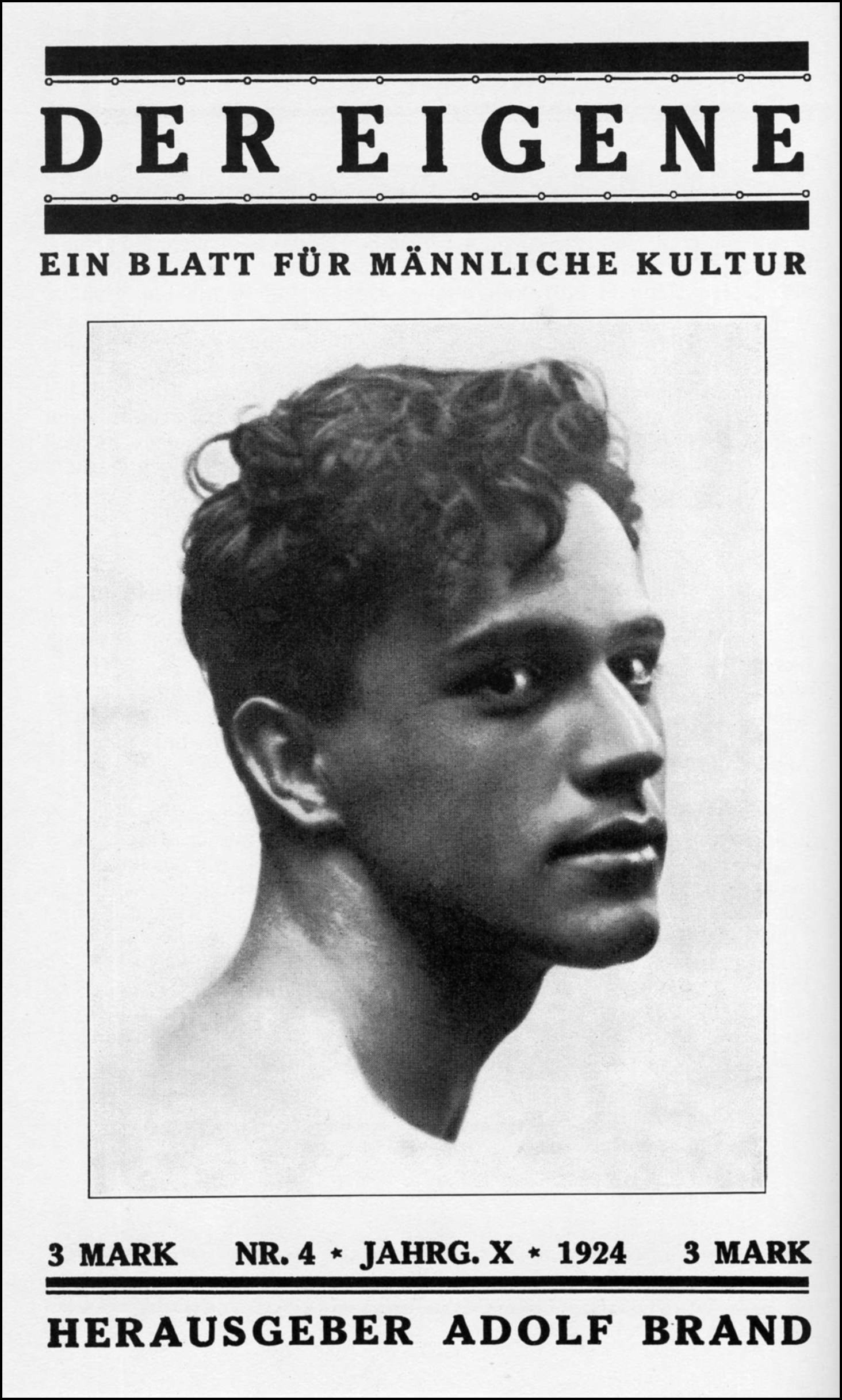
Una delle copertine di Der Eigene (1924-25).

Un'altra tendenza assai importante scaturita all'interno delle correnti individuali anarchiche fu l'enfatizzazione dell'esplorazione soggettiva del singolo oltre che la sfida aperta contro qualsivoglia forma di convenzione sociale. L'approccio filosofico anarco-individualista attrasse a sé non soltanto artisti ed intellettuali, ma si rivolse anche al ceto medio colto e urbanizzato in generale.
Murray Bookchin - lui stesso esponente del socialismo libertario - ben descrisse la propria prospettiva personale e la "moda anarchica" che travolse molti:
In tal maniera la parola d'ordine dell'"amore libero", gli stili di vita radicali e alternativi come il naturismo ebbero una vasta popolarità tra le correnti anarco-individualiste.

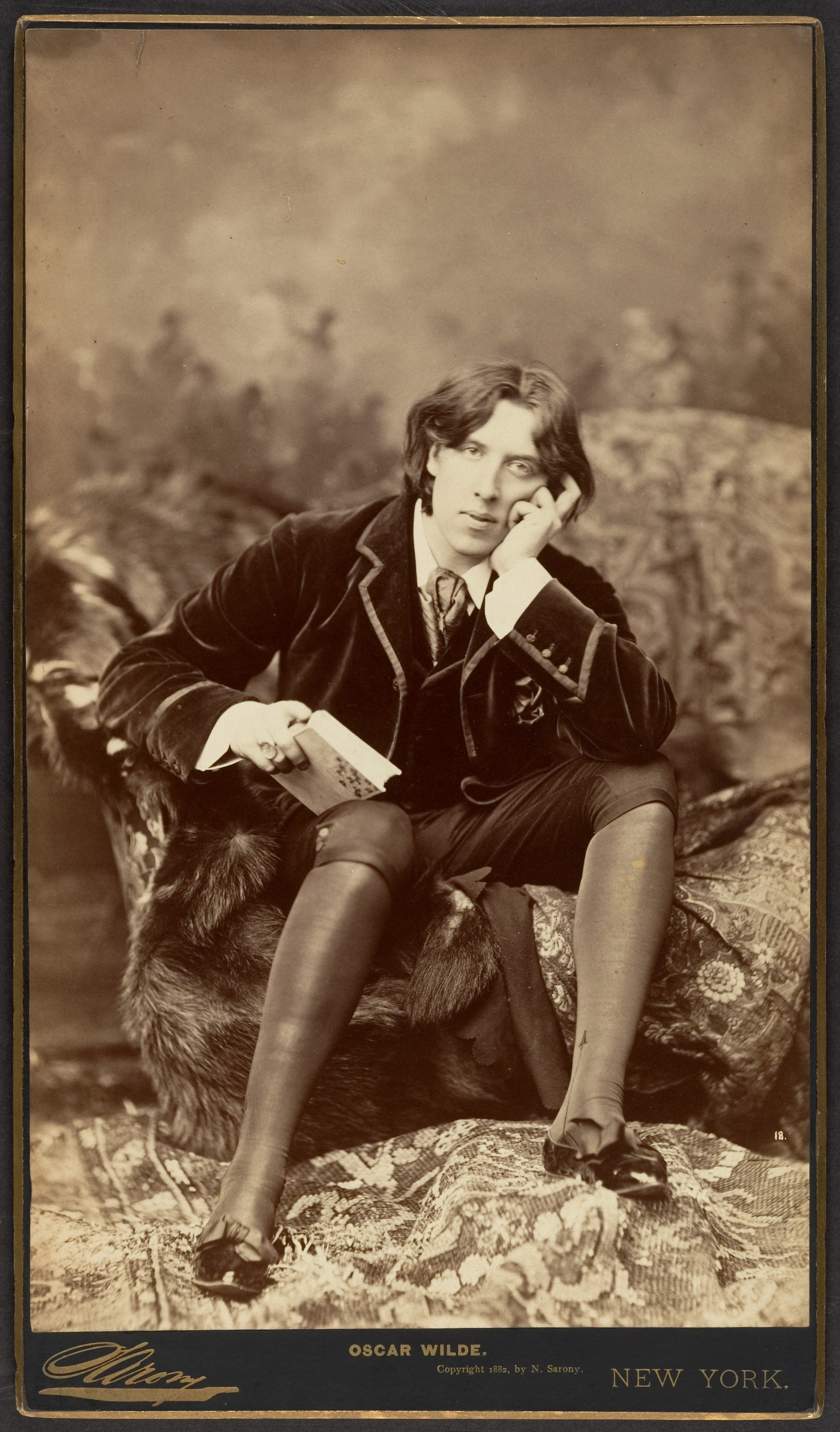
Oscar Wilde nel 1882 in una foto di Napoleon Sarony.

Il celebre scrittore di origini irlandesi Oscar Wilde appartenente al decadentismo da esteta si considerò da par suo anarchico, giungendo così ad influenzare lo stesso R. Novatore ed ottenendo l'attenzione e l'ammirazione di Benjamin Tucker:
.»
Wilde, nel corso di un'intervista, dichiarerà di essere "qualcosa di molto simile all'anarchico ", ma già in precedenza aveva modo di esprimersi nei termini seguenti: "In passato ero un poeta e un tiranno, ora sono un anarchico e un artista". Per lo storico del pensiero anarchico David Goodway:

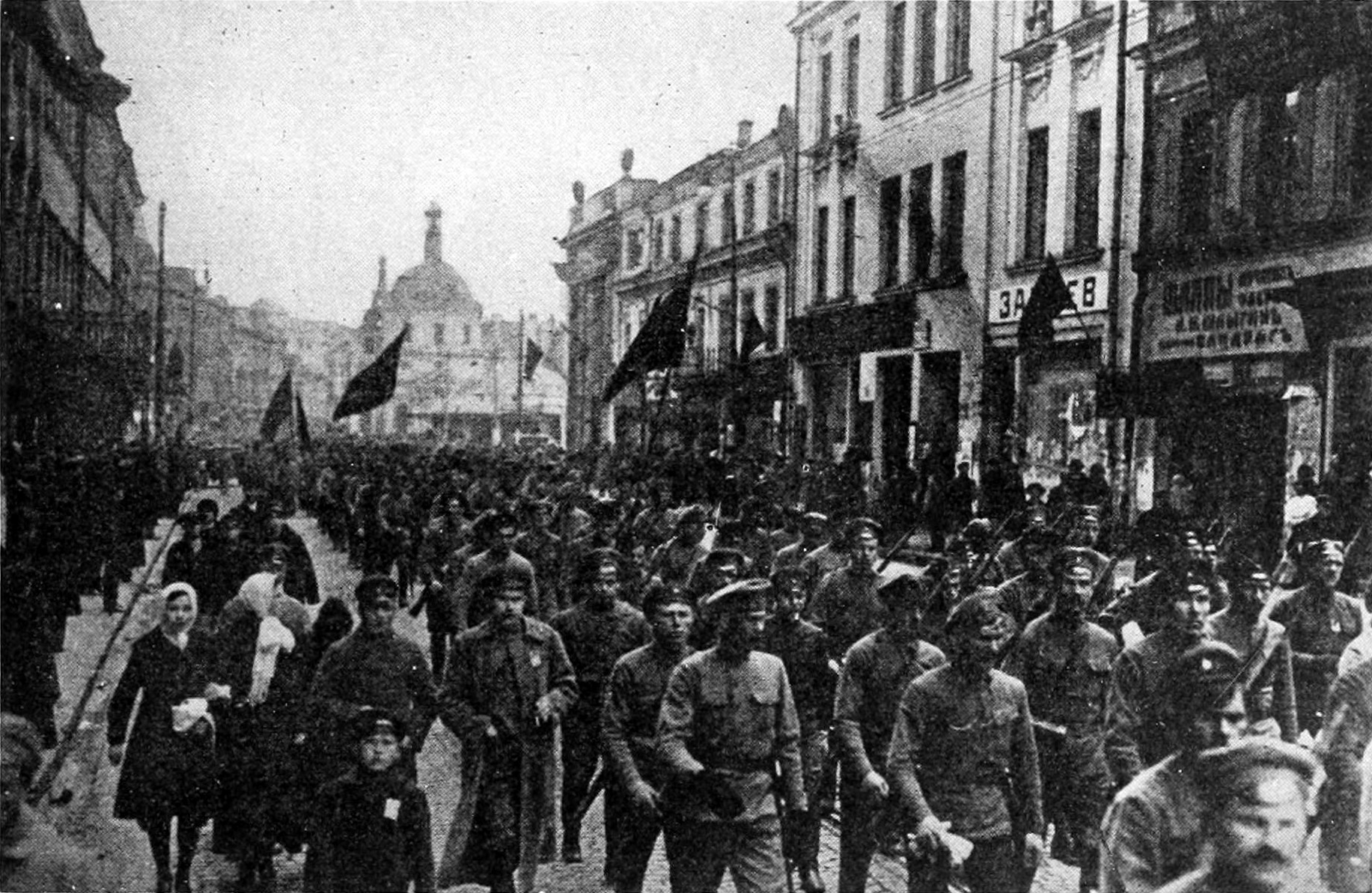
Truppe di bolscevichi fotografati durante la rivoluzione russa.

### Ondata rivoluzionaria
Gli anarchici parteciparono assieme ai bolscevichi sia alla rivoluzione russa di febbraio che alla rivoluzione d'ottobre (in realtà il 6 di novembre) ed almeno inizialmente ne rimasero entusiasti.
Ben presto tuttavia i secondi si rivoltarono contro i primi e tutta l'opposizione della sinistra politica più moderata in genere, in un conflitto culminato nella Rivolta di Kronštadt del 1921 che il nuovo governo represse nel sangue. I maggiori esponenti anarchici presenti nella Russia centrale furono imprigionati, cacciati in esilio, ridotti alla clandestinità o infine costretti ad unirsi ai bolscevichi vittoriosi; da San Pietroburgo e Mosca dovettero fuggire fino in Ucraina.

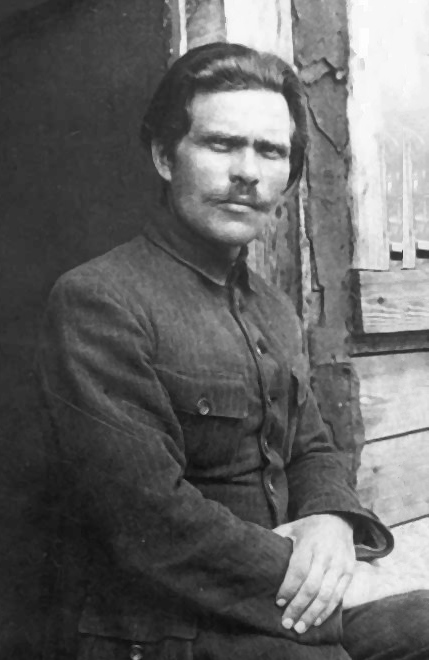
Nestor Ivanovič Machno nel 1921.

Qui, nel "territorio libero" del Sud, combatterono nella guerra civile russa contro i Bianchi (gruppi di filo-monarchici e altri oppositori anti-comunisti per la controrivoluzione) e poi contro gli stessi bolscevichi come parte dell'"Esercito Rivoluzionario Insurrezionale" ucraino (Machnovščina) guidato da Nestor Ivanovič Machno il quale riuscì temporaneamente a stabilire un sistema sociale anarchico nella regione per un certo numero di mesi.

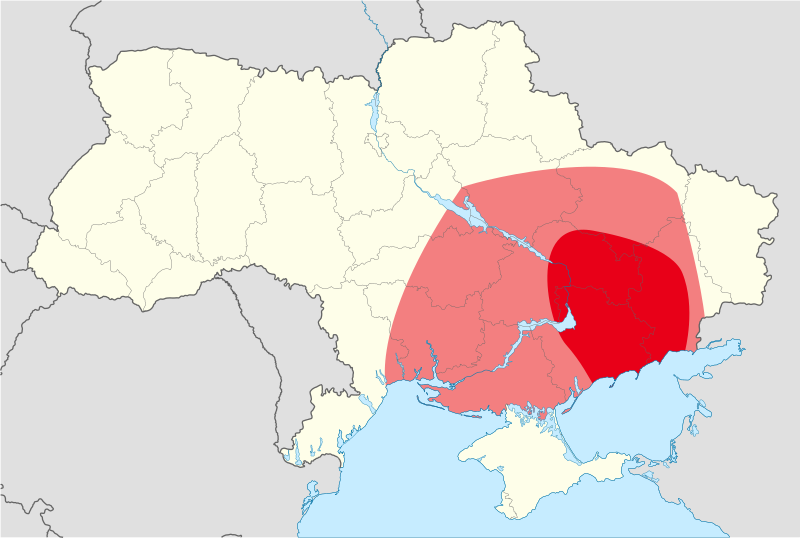
Limiti approssimativi del "territorio libero" ucraino, teatro operativo del Machnovščina.

Gli anarchici americani espulsi dagli Stati Uniti d'America Emma Goldman e Aleksandr Berkman furono tra quelli che agitarono maggiormente la acque in risposta alla politica bolscevica e alla repressione della "rivolta di Kronstadt"; questo prima di essere costretti ad abbandonare la Russia. Entrambi scrissero puntuali resoconti delle esperienze vissute, non mancando di criticare fortemente il massiccio controllo esercitato sulle coscienze dalla nuova burocrazia bolscevica.
Per loro le previsioni "profetiche" stilate da Michail Bakunin sulle inevitabili conseguenze di un predominio statale del marxismo, secondo cui i governanti del nuovo Stato basato sul socialismo reale sarebbero per forza di cose divenuti niente più che una élite si dimostrarono alla prova dei fatti fin troppo veritiere.
La vittoria bolscevica nella rivoluzione e la conseguente guerra civile causarono gravi danni ai movimenti anarchici a livello internazionale. Molti operai e attivisti interpretarono il successo ottenuto nell'ex impero russo come un esempio da seguire: i vari partiti comunisti nazionali crebbero a spese dell'anarchismo e degli alti movimenti socialisti. Ad esempio in terra francese e statunitense i membri delle principali organizzazioni del sindacato (Confédération générale du travail-CGT e Industrial Workers of the World-IWW) lasciarono il movimentismo anarchico per riunirsi all'Internazionale Comunista (Comintern).

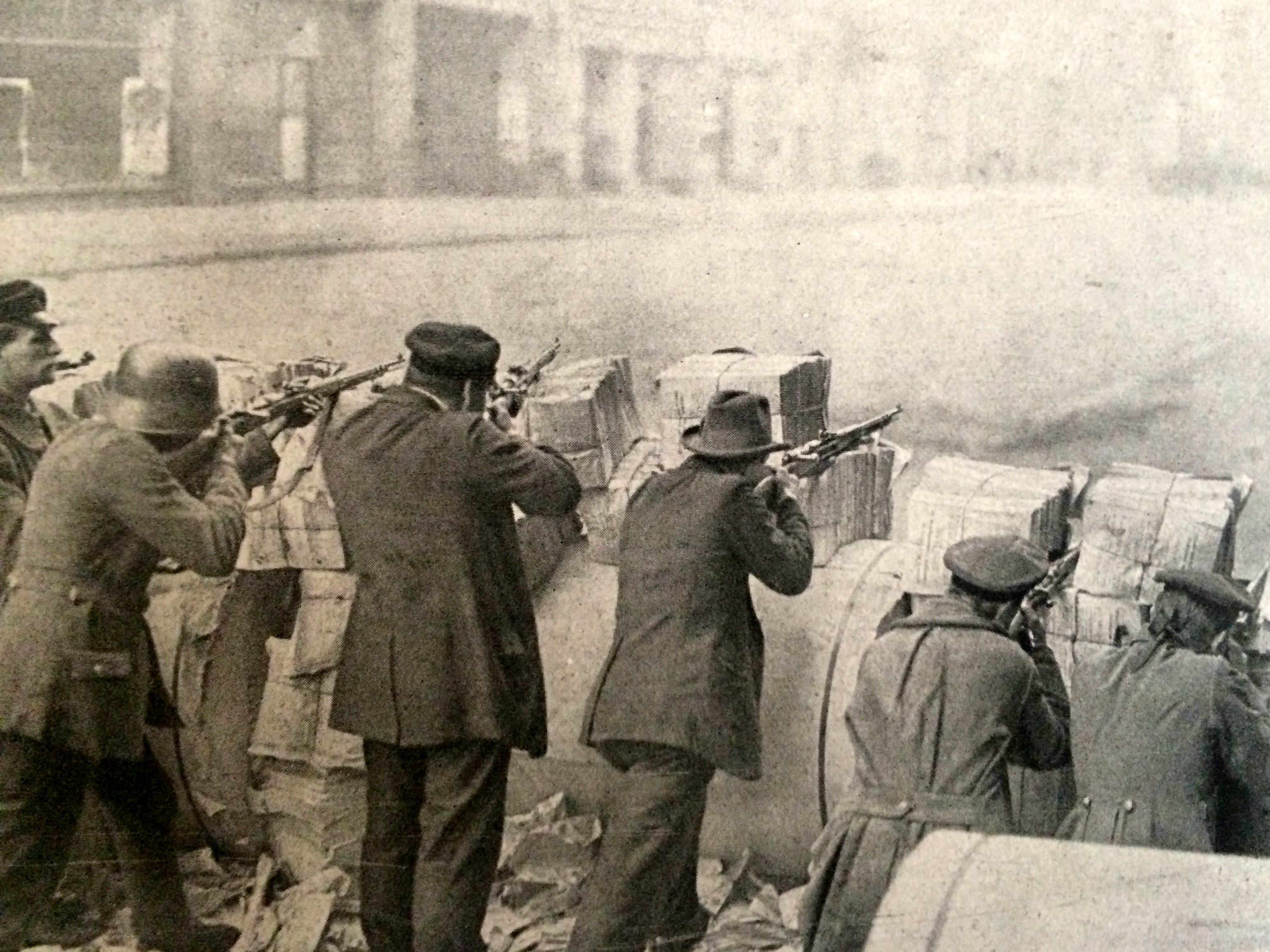
Una barricata durante la rivolta spartachista.

L'ondata rivoluzionaria del 1917-23 vide - come detto - la partecipazione attiva degli anarchici in vari gradi di protagonismo. Nella sommossa tedesca conosciuta come rivoluzione di novembre del 1918-19 all'interno della Repubblica Bavarese dei Consigli gli anarchici Gustav Landauer, Silvio Gesell ed Erich Mühsam ebbero importanti posizioni di comando nell'ambito delle strutture rivoluzionarie comuniste.
Nei paralleli eventi italiani conosciuti come il biennio rosso in Italia l'anarco-sindacalismo (nell'Unione Sindacale Italiana) "è cresciuto fino a toccare gli 800.000 membri e l'influenza dell'Unione anarchica italiana (20.000 membri più Umanità Nova, il suo quotidiano) è cresciuta anch'essa di conseguenza... Gli anarchici saranno i primi a suggerire l'occupazione delle fabbriche da parte dei lavoratori".

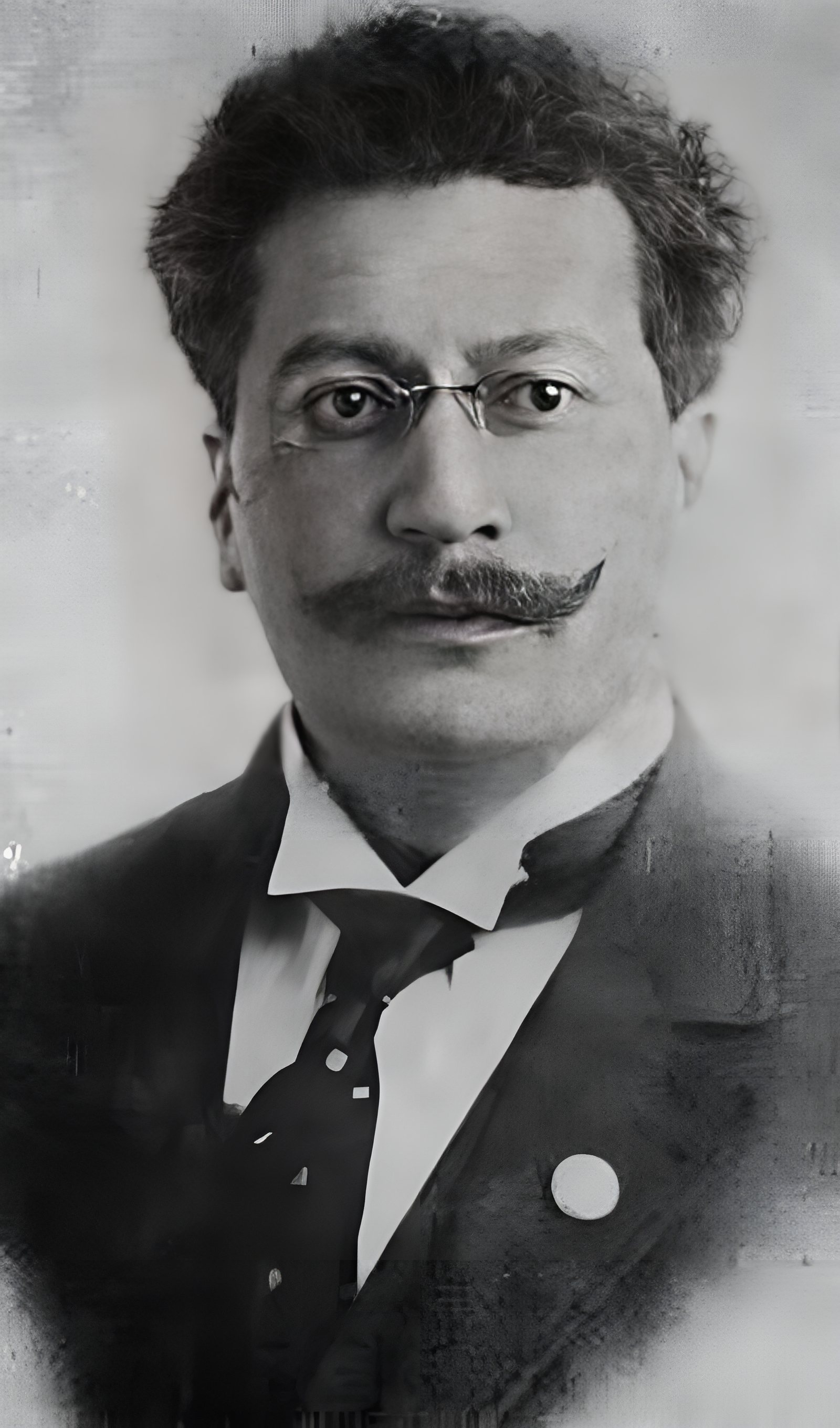
L'anarchico messicano Ricardo Flores Magón.

 Nel 1905 venne istituito il Partito Liberale Messicano e durante i primi anni della rivoluzione messicana (anni 1910) condusse tutta una serie di offensive militari che portarono alla conquista e all'occupazione di alcune città e distretti della Bassa California sotto la guida dell'esponente dell'anarco-comunismo Ricardo Flores Magón.
A Parigi il gruppo facente capo a Dielo Truda e agli esuli russi - che comprendevano anche il succitato Nestor Ivanovič Machno - concluse che gli anarchici avevano un disperato bisogno di sviluppare nuove forme organizzative in risposta alle strutture del bolscevismo realizzato in Unione Sovietica. Il loro manifesto datato 1926 ed intitolato Piattaforma organizzativa della General Union of Anarchists (Prima bozza di Piattaformismo) venne pertanto approvato.
I gruppi attivi che continuano a rifarsi a questa piattaforma includono gli odierni "Movimento per la Solidarietà dei Lavoratori in Irlanda" (Workers Solidarity Movement) e la "Federazione Nord-Orientale dei Comunisti Anarchici del Nord America". L'anarchismo di sintesi (sintetismo) è emerso come un'ulteriore alternativa la quale tenta di unirsi agli anarchici di tendenze diverse secondo i principi dell'anarchismo senza aggettivi.
Per tutti gli anni 1920 questa soluzione organizzativa trovò i suoi principali sostenitori in Volin e Sébastien Faure; essa è divenuta il principio maggioritario che si trova dietro alle federazioni anarchiche raggruppate attorno all'Internazionale delle federazioni anarchiche globale contemporanea.

#### Modern School
Le "Modern Schools" - chiamate anche "Ferrer Schools" - furono istituti scolastici statunitensi creati a partire dai primi anni del XX secolo e modellati sulla Escuela Moderna di Francisco Ferrer Guardia, un educatore catalano anarchico; si rivelarono una parte importante della "pedagogia libertaria" pensata dall'anarchia e finirono con l'assimilare anche porzioni del movimento operaio socialista e sindacale. Intesi a donare la dovuta istruzione al ceto lavoratore partendo da una prospettiva rigorosamente improntata al laicismo, al secolarismo e alla coscienza di classe.
Le "Scuole moderne" impartirono lezioni gratuite ai bambini e a livello accademico di ogni livello agli adulti in orario serale. La prima e più notevole di queste verrà fondata a New York nel 1911, appena due anni dopo l'avvenuta esecuzione di Guàrdia per atti di sedizione dal regno di Spagna il 18 ottobre del 1909. Battezzata comunemente "Centro Ferrer" fu fondata a notabili anarchici tra i quali Leonard D. Abbott, Aleksandr Berkman, Voltairine de Cleyre ed Emma Goldman inizialmente in "8th Street/St. Mark's Place" - nel Lower East Side di Manhattan -, ma per ben due volte si dovettero spostare altrove, prima nella Lower Manhattan, poi ad Harlem.

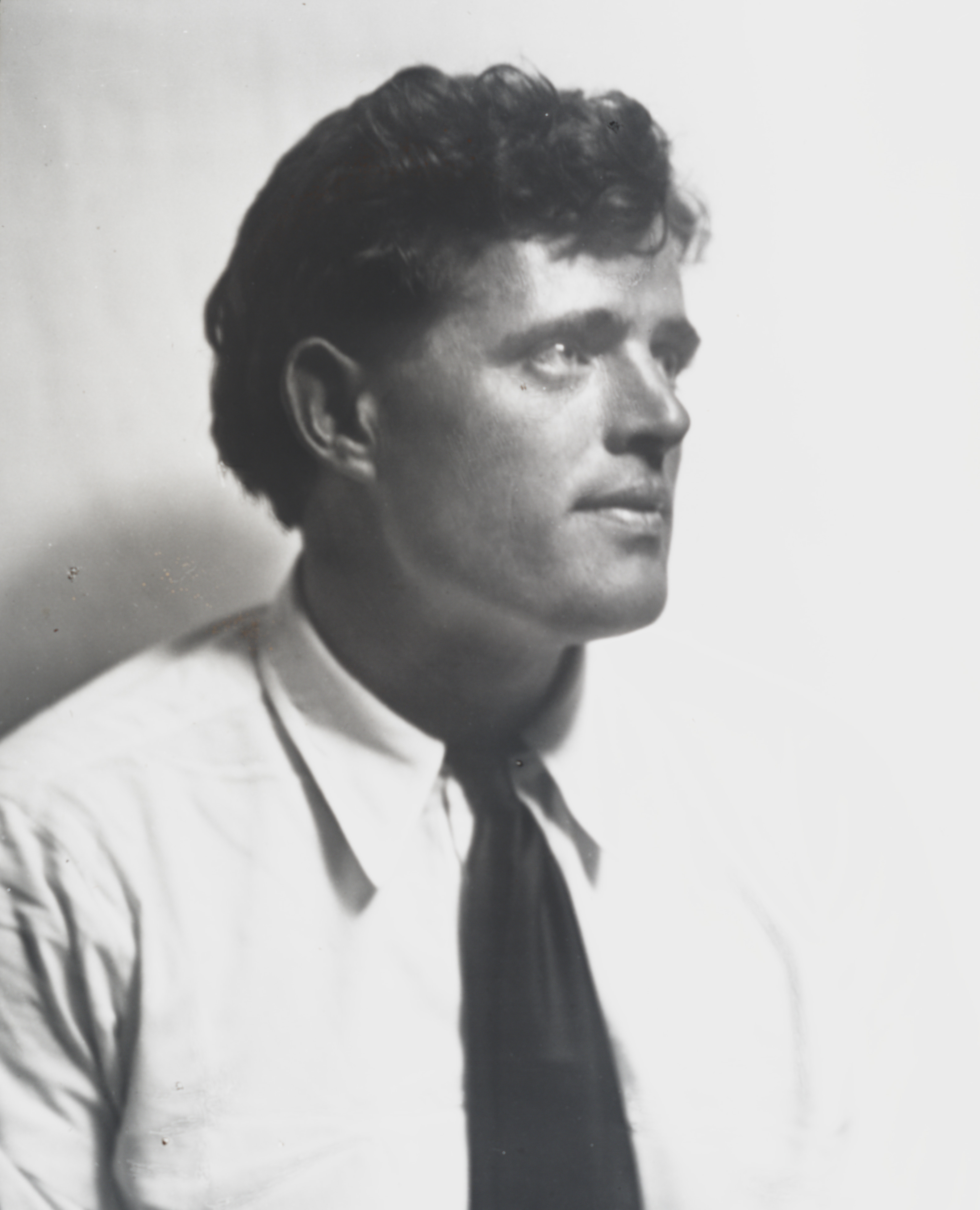
Jack London partecipò all'esperimento della Modern School d'impronta anarchica.

Oltre a Berkman e Goldman, la facoltà del "Ferrer Center" includeva anche i pittori del movimento artistico (la scuola Ashcan) di Robert Henri e George Bellows, mentre tra i suoi docenti ospiti vi erano scrittori e attivisti politici come Margaret Sanger, Jack London e Upton Sinclair.
La studentessa Magda Schoenwetter ricorda che la scuola utilizzava le attrezzature e il metodo Montessori, enfatizzando la libertà accademica piuttosto che le materie d'insegnamento fisse come l'ortografia e l'aritmetica. La rivista Modern School originariamente nata come una newsletter dedicata ai genitori era stampata con macchinari manuali ed utilizzata per insegnare l'uso del torchio tipografico come professione.
Dopo aver trasferito la propria sede nella "Stelton Colony", nel New Jersey, il contenuto della rivista si espanse sempre più fino ad inglobare sezioni di poesia, prosa, arte e articoli di "educazione libertaria"; l'emblema della copertina e la grafica degli interni vennero progettati da Rockwell Kent. Riconoscendo per la loro scuola il pericolo dell'urbanizzazione sempre più selvaggia in atto gli organizzatori riuscirono nell'intento di acquistare 68 acri (corrispondenti a 275.000 m²) a Piscataway (New Jersey), e qui vi si trasferirono nel 1914 divenendo rapidamente il centro socio-culturale della "Colonia di Shelton".
Oltre alla metropoli newyorkese la "Ferrer Colony and Ferrer Modern School" furono fondata (tra il 1910 e il 1915) come comunità basate sulla scuola moderna, resistendo in tal modo per circa 40 anni. Nel 1933 James e Nellie Dick, precedentemente i principali dirigenti della "Stelton Modern School", fondarono la "Modern School" di Lakewood (New Jersey) la quale sopravvisse alla stessa Scuola Moderna originale, il "Ferrer Center", divenendo il punto d'approdo finale di questo sistema educativo sopravvissuto fino al 1958.

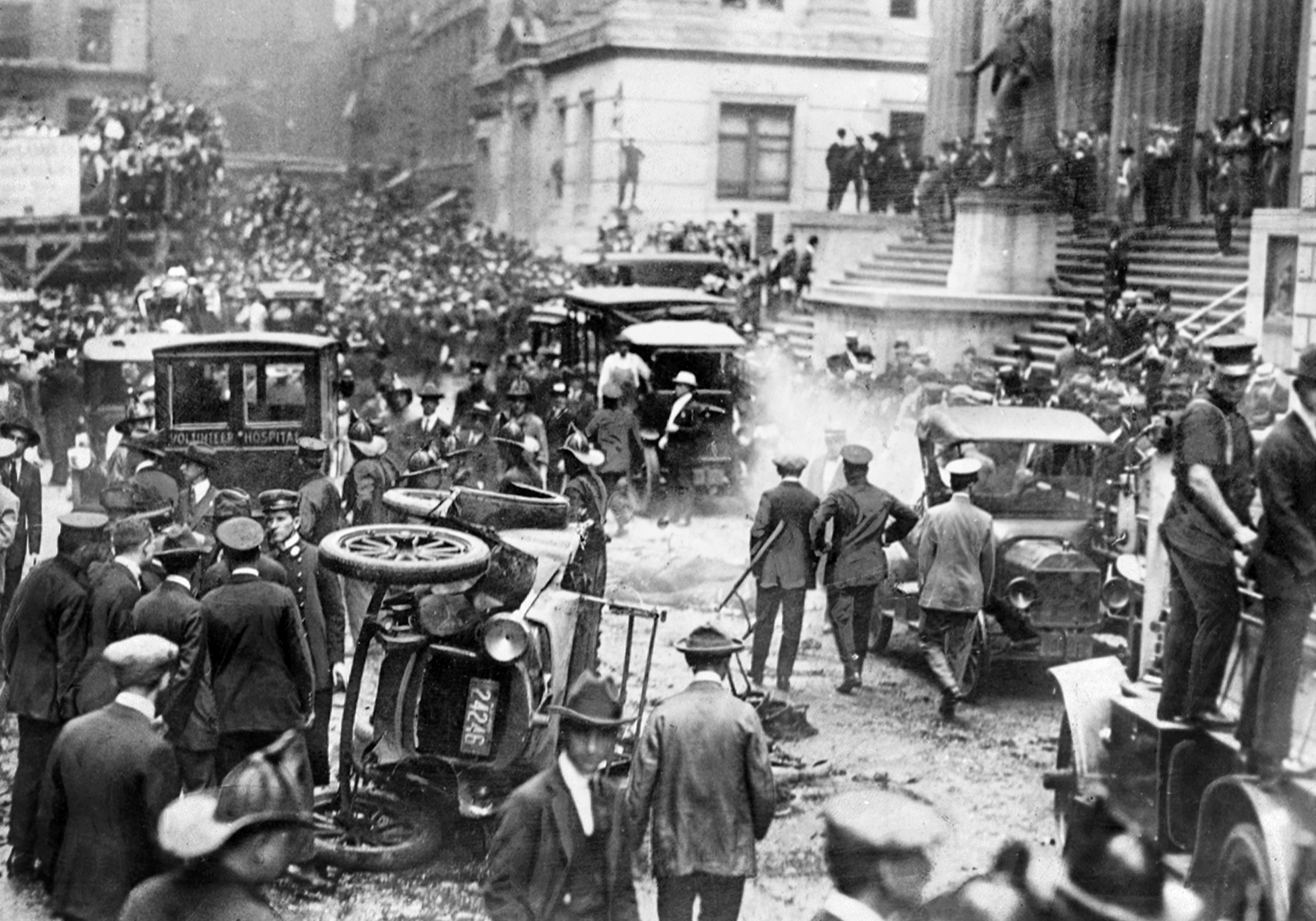
Conseguenze dell'Attentato di Wall Street. L'esplosione uccise 38 persone e ne ferì gravemente altre 143; tra i sospetti vi fu anche l'italoamericano anarchico Mario Buda (attivo dal 1917).

#### Il "martirio" di Sacco e Vanzetti
Ferdinando Nicola Sacco e Bartolomeo Vanzetti furono due anarchici italoamericani che vennero sospettati e quindi condannati per l'omicidio di due uomini durante una rapina a mano armata svoltasi in una fabbrica di scarpe a South Braintree (Massachusetts) nel 1920. A seguito di un dibattimento processuale rimasto assai controverso e tutta una serie di richieste di appello i due immigrati saranno giustiziati il 23 agosto del 1927.

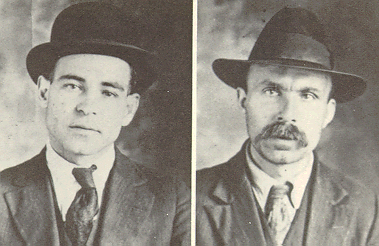
Sacco e Vanzetti.

Dopo la loro morte l'opinione pubblica percepì in una maniera schiacciante la critica serrata riferita al fatto che i due fossero stati giudicati colpevoli in larga parte a causa delle proprie convinzioni politiche e che avessero quindi dovuto subire la pena di morte ingiustamente a causa di un errore giudiziario.
Molti celebri socialisti e intellettuali del tempo si spesero per l'avvio di una campagna civile per far ottenere loro un nuovo equo processo, ma senza alcun successo. John Dos Passos giunse a Boston con l'obiettivo d'informare sul caso in qualità di giornalista; scriverà un pamphlet intitolato Facing the Chair e verrà a sua volta tratto in arresto assieme a Dorothy Parker nel corso di una manifestazione pubblica tenutasi il 10 agosto del 1927.
A seguito del suo fermo per aver inscenato un picchetto davanti all'edificio dell'Assemblea legislativa statale Edna St. Vincent Millay presentò la sua causa a favore dei due all'allora governatore del Massachusetts Alvan Tufts Fuller in persona e subito dopo redasse un appello pubblico: "Piango assieme ad un altro milione di voci: rispondi al nostro dubbio... Vi è bisogno questa sera nel Massachusetts di un grande uomo".
Altri che scrissero e/o firmarono una petizione in tal senso inclusero Albert Einstein, George Bernard Shaw e H. G. Wells. Il presidente dell'American Federation of Labor citò "il lungo intervallo di tempo che intercorre tra la commissione del reato e la decisione finale della Corte" e "l'angoscia mentale e fisica che Sacco e Vanzetti devono aver subito durante i sette anni precedenti" in un telegramma diretto al governatore.
Sempre nel mese di agosto gli Industrial Workers of the World (IWW) richiesero a gran voce uno sciopero a livello nazionale di tre giorni in segno di protesta contro le esecuzioni in corso; ma la risposta più significativa arrivò dal distretto carbonifero di Walsenburg (nello Stato federato del Colorado) ove espressero la loro solidarietà in 1.132 su 1.167 minatori, il che portò direttamente allo sciopero del carbone partecipando in massa al blocco (il "Colorado coal strike of 1927").

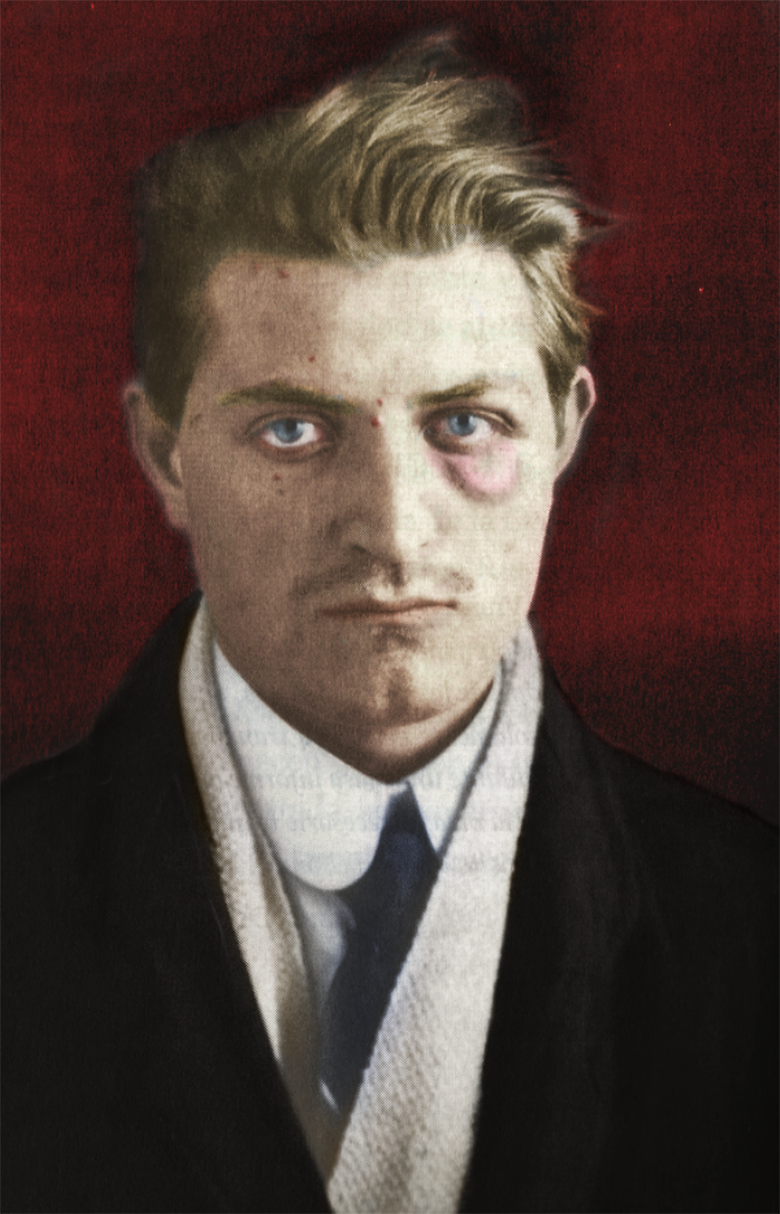
Foto di Severino Di Giovanni, giustiziato a 29 anni nel 1931. Il suo ultimo grido fu: "Evviva l'Anarchia!"

L'anarchico italiano Severino Di Giovanni, uno dei più accesi ed ascoltati sostenitori di Sacco e Vanzetti in Argentina, attuò un attentato armato di bombe contro l'ambasciata statunitense a Buenos Aires poche ore dopo la sentenza di condanna a morte emessa dal Grand jury americano. Qualche giorno dopo le esecuzioni la vedova di Sacco espresse i propri ringraziamenti a Di Giovanni via lettera per il suo sostegno, aggiungendo che il direttore della ditta di tabacco "Combinados" si era offerto di produrre un marchio di sigarette denominato "Sacco & Vanzetti".
Ancora il 26 novembre Di Giovanni e altri bombardarono anche una tabaccheria. Solamente nel 1977 il governatore Michael Dukakis fece emanare un proclama in cui si dichiarava senza mezzi termini che Sacco e Vanzetti erano stati processati e condannati ingiustamente e che pertanto "ogni macchia di disonore doveva immediatamente venire rimossa dai loro nomi".

### L'ascesa del fascismo
Tra gli anni 1920 e 1930 l'ascesa progressiva del fascismo in Europa trasformò in una maniera radicale il conflitto esistente tra l'anarchia e lo Stato-nazione; fu il Regno d'Italia a sperimentare le prime lotte tra le due parti. Gli anarchici italiani giocarono un ruolo chiave nell'organizzazione dell'antifascismo denominata "Arditi del Popolo" la quale si rilevò essere più forte in quelle aree con radicate tradizioni anarchiche.
Essa riuscì ad ottenere un certo successo grazie al suo largo attivismo; esemplare in questo senso l'aver respinto le "camicie nere" della Milizia Volontaria per la Sicurezza Nazionale dalla loro roccaforte di Parma nell'agosto del 1922. Il veterano anarchico italiano Luigi Fabbri divenne uno dei primi teorici critici del fascismo di Benito Mussolini, descrivendolo come una "controrivoluzione preventiva".
Nella Terza Repubblica francese ove le leghe di estrema destra (tra cui le Jeunesses Patriotes, Le Faisceau, le Croix-de-Feu e Solidarité Française) si avvicinarono pericolosamente ad un tentativo di insurrezione con le sommosse scoppiate durante la crisi del 6 febbraio 1934 gli anarchici si divisero dalla politica del fronte unito ("Front unique").
Nella Seconda Repubblica Spagnola la Confederación Nacional del Trabajo (CNT) in un primo momento rifiutò con sdegno di far parte di un'alleanza popolare "frontista", con la conseguenza che l'astensionismo messo in pratica da parte dei suoi sostenitori condusse direttamente alla vittoria elettorale della destra politica. Nel 1936 invece saranno proprio i voti anarchici ad aiutare sostanzialmente a riportare al potere il "fronte popolare".
Qualche mese dopo l'ex classe dirigente rispose con un tentativo di colpo di Stato il quale causò l'esplosione della guerra civile spagnola (1936-39). Come reazione all'aperta ribellione in atto dell'Ejército de Tierra guidato da Francisco Franco un movimento composto da contadini e operai ispirato agli anarchici e sostenuto da milizie armate prese il controllo di Barcellona oltre che di altre vaste aree rurali del territorio; qui realizzarono la collettivizzazione agricola della terra coltivabile.
Ancor prima della finale vittoria della Spagna franchista nel 1939 tuttavia gli anarchici iniziarono a perdere irrimediabilmente terreno in un'aspra lotta contro le formazioni facenti capo allo stalinismo le quali controllarono rigorosamente la distribuzione degli aiuti militari alla causa repubblicana provenienti dall'Unione Sovietica. Le truppe guidate dagli stalinisti ebbero così gioco facile nel sopprimere i collettivi e cominciarono a perseguitare sia gli anarchici che i marxisti dissidenti del Partito Operaio di Unificazione Marxista (POUM).

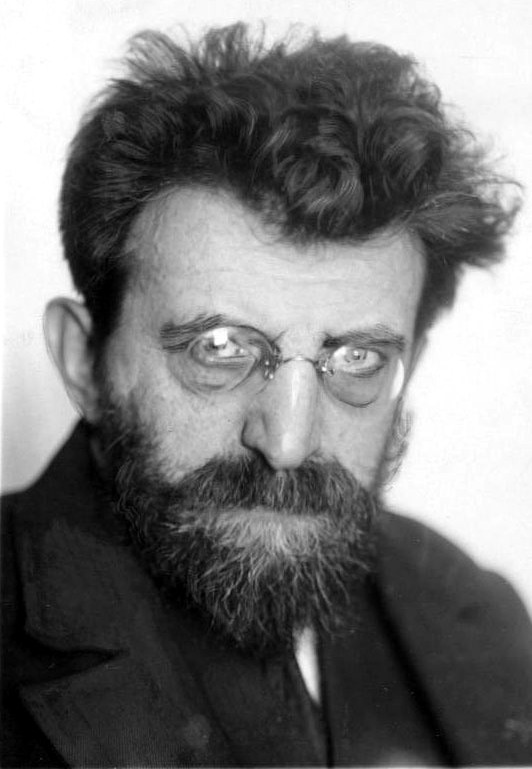
L'anarchico ebreo-tedesco Erich Mühsam, assassinato dal nazionalsocialismo.

Nella Germania nazista Erich Mühsam fu arrestato con l'accusa d'ignominia nelle prime ore del mattino del 28 febbraio del 1933, a poche ore dall'incendio del Reichstag a Berlino; il Reichsministerium für Volksaufklärung und Propaganda (il ministro della propaganda nella Germania nazista) Joseph Goebbels lo etichettò immediatamente come "uno di quei sporchi sovversivi ebrei".
Si presume che Mühsam avesse l'intenzione di rifugiarsi in Svizzera entro la giornata seguente; nei successivi 17 mesi sarebbe stato imprigionato nel campo di concentramento di Sonnenburg, nel Brandeburgo (l'odierno villaggio di Słońsk) e infine - a partire dal 2 febbraio del 1934 - verrà trasferito nel campo di concentramento di Oranienburg. Le percosse e la tortura proseguiranno fino alla nottata del 9 di luglio, quando fu assassinato dalle guardie: il cadavere sfregiato trovato appeso sopra una latrina nella prima mattinata.
Un rapporto ufficiale nazista datato 11 luglio asserirà che avesse commesso suicidio tramite impiccamento mentre si trovava sotto "custodia protettiva"; tuttavia un ulteriore resoconto fatto partire da Praga il giorno 20 ed indirizzato a The New York Times dichiarerà uno svolgimento dei fatti ben diverso:
Nel corso della seconda guerra mondiale gli anarchici rimasero parte attiva della Resistenza sia nella Francia occupata che nell'Italia fascista.

### Rivoluzione anarchica spagnola
La federazione anarchica iberica venne fondata a Valencia nel 1927 (a seguito di un incontro preliminare svoltosi l'anno precedente a Marsiglia) con l'intento di avviare una campagna civile per mantenere la Confederación Nacional del Trabajo (CNT) su un rigoroso percorso programmatico anarchico in segno di sfida alla stessa burocrazia e dirigenza ad essa sottesa; la quale si considerava essere cresciuta fino al punto di essere divenuta un legame fondamentale tra forza lavoro e Capitale, piuttosto che rimanere la sostanziale rappresentante della classe lavoratrice.
La situazione prese a diventare particolarmente tesa quando la dittatura del regime di Miguel Primo de Rivera riuscì ad assumere i pieni poteri come Capo di governo (1923-30) sotto il re Alfonso XIII di Spagna, organizzando di conseguenza un ferreo giro di vite sull'intero movimento operaio. La CNT in un primo momento rifiutò con decisione di entrare a far parte di un'alleanza elettorale con il "Fronte popolare"; l'astensionismo attuato da parte dei suoi sostenitori condusse in tal modo alla vittoria della destra politica.
Nel 1936, memore dell'esperienza passata, la CNT mutò la propria politica facendo così in modo che i voti anarchici aiutarono a riportare al potere nella Seconda Repubblica Spagnola il frontismo della sinistra politica denominato Fronte Popolare. Alcuni mesi dopo l'ex classe dirigente rispose con un tentativo di colpo di Stato che causò la guerra civile spagnola (1936-39).
Quale contromisura all'aperta rivolta dell'Ejército de Tierra un movimento di contadini e operai d'ispirazione anarchica sostenuto da milizie armate prese il controllo di Barcellona oltre che di vaste aree della campagna ove misero in atto la collettivizzazione agricola. Ancora prima del conclusivo trionfo della Spagna franchista nel 1939 gli anarchici stavano però ampi margini di manovra in quanto si trovarono impegnati in un'aspra lotta contro lo stalinismo, i cui affiliati giunsero a controllare in modo capillare la distribuzione della stragrande maggioranza degli aiuti militari offerti alla causa repubblicana e provenienti dall'Unione Sovietica.

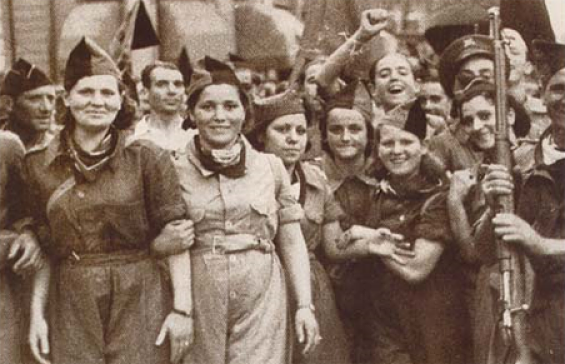
Miliziane durante la rivoluzione anarchica spagnola.

Gli eventi conosciuti come rivoluzione anarchica spagnola si dimostrarono essere alla prova dei fatti una "rivoluzione sociale operaia" la quale prese il via con lo scoppio della guerra civile e che portò alla diffusa applicazione dei principi organizzativi del socialismo libertario in diverse regioni del paese per un lasso di tempo dai due ai tre anni: questo principalmente in Catalogna, Aragona, Andalusia e parti del Levante spagnolo.
A questo punto gran parte dell'economia della Spagna venne messa sotto il diretto controllo dei lavoratori; nelle roccaforti anarchiche catalane la cifra percentuale raggiunse rapidamente almeno il 75% del totale, rimanendo comunque inferiore nelle aree in cui vigeva una forte influenza del Partito Comunista di Spagna, poiché l'alleato sovietico resistette attivamente ai tentativi di collettivizzazione. Le fabbriche furono gestite da comitati composti dagli operai, mentre le zone agricole divennero collettivizzate e dirette in qualità di comuni libertari.
Lo storico dell'anarchismo Sam Dolgoff stimò che fino ad 8 milioni di persone ebbero l'occasione di partecipare - almeno indirettamente - all'esperimento anarchico spagnolo su più larga scala, asserendo che "esso si avvicinò a realizzare l'ideale della società libera basata sull'Apolidia su vasta scala molto più rispetto ad una qualsiasi altra rivoluzione accaduta nella storia".

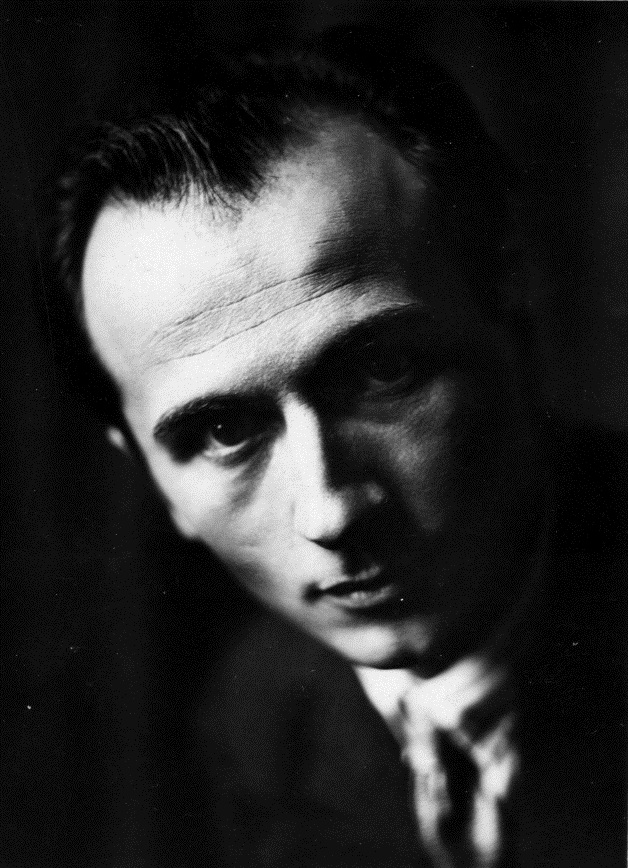
Camillo Berneri, anarchico italiano e volontario contro le forze fasciste nella guerra civile spagnola, sarà assassinato a Barcellona da alcuni membri affiliati al Partito Comunista di Spagna.

Le truppe comandate dai comunisti repressero i collettivi e si misero a perseguitare sia gli anarchici che i marxisti dissidenti. Il noto anarchico italiano Camillo Berneri, che si offrì come volontario per combattere contro il fascismo militare di Francisco Franco, rimarrà invece ucciso in terra spagnola da uomini associati al Partito comunista. Così:
Quella conosciuta come possibilismo libertario fu una corrente politica interna al movimento anarchico spagnolo del primo Novecento la quale sostenne il raggiungimento degli scopi anarchici volti a porre la parola fine sia allo Stato-nazione che al capitalismo con la partecipazione al suo interno di strutture della democrazia a repubblica parlamentare contemporanea.
Il nome definitivo di questa posizione apparve per la prima volta tra il 1922 e il 1923 nel discorso dell'esponente catalano dell'anarco-sindacalismo Salvador Seguí quando dichiarerà che: ""Dobbiamo intervenire in politica per assumere le posizioni della borghesia". Nel corso dell'autunno del 1931 il Manifesto dei 30 venne fatto pubblicare dai militanti del sindacato anarchico CNT e tra coloro che lo firmarono vi furono gli stessi ex segretari generali (1922-1923) dell'organizzazione Joan Peiro, Ángel Pestaña (Segretario generale nel 1929) e Juan Lopez Sanchez.
Si denominarono "treintismo" e chiesero l'attuazione di una linea politica più moderata all'interno dell'anarchismo in Spagna. Nel 1932 fonderanno il "Partido Sindicalista" il quale parteciperà alle elezioni generali del 1936 e che poi finì con il far parte della coalizione si sinistra delle formazioni riunitesi nel "Fronte popolare", conquistando quindi due seggi al Congresso (Pestaña e Benito Pabon).

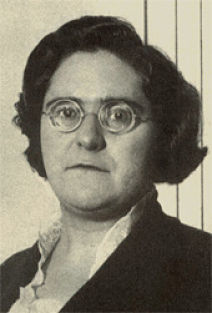
Foto di Federica Montseny nella seconda metà degli anni 1930.

Nel novembre del 1936 il governo frontista nominò uno dei membri maggiormente importanti dell'anarco-femminismo, Federica Montseny, in qualità di ministro della salute; in tal maniera divenne la prima donna nella storia spagnola ad assumere un incarico ministeriale ufficiale in un governo.
Quando le forze filo-repubblicane persero la guerra civile nel 1939 la città di Madrid venne consegnata alle forze franchiste dall'ultimo sindaco anarchico del municipio, Melchor Rodríguez García.

### Secondo dopoguerra
L'anarchismo cercò in qualche modo di riorganizzarsi al termine della seconda guerra mondiale. La "Federación Anarquista Mexicana" fu fondata nel 1945 dopo che la "Federazione Anarchica del Centro" si ritrovò unita alla "Federazione Anarchica del Distretto Federale".
All'inizio degli anni 1940 la "Solidarietà internazionale antifascista" e la "Federazione dei gruppi anarchici di Cuba" si riunificarono nella più vasta organizzazione nazionale "Asociación Libertaria de Cuba". Dal 1944 al 1947 la "Federazione comunista anarchica bulgara" riemerse come parte di un movimento di Comitato di fabbrica e quindi direttamente nei posti di lavoro; ma venne rapidamente repressa dal nuovo Stato socialista della Repubblica Popolare di Bulgaria.

Il logo di Fédération Anarchiste.

Nel 1945 venne fondata sia la Fédération Anarchiste operante in Francia e Svizzera che la Federazione anarchica italiana basata essenzialmente sull'anarchismo di sintesi. Nella penisola coreana si formò invece la "Lega dei costruttori sociali liberi" nel settembre del 1945 e appena l'anno seguente la Federazione anarchica giapponese, ente di riferimento per l'anarchismo in Giappone..
Un Congresso anarchico internazionale con delegati provenienti da tutta Europa si tenne a Parigi nel maggio del 1948. Nel 1956 fu fondata la Federación Anarquista Uruguaya; mentre a partire dall'anno precedente la "Federazione anarco-comunista argentina" si ribattezzò come Federación Libertaria Argentina.

#### Germania
Con la definitiva sconfitta della Germania nazista un appello apparso sul periodico in lingua yiddish Freie Arbeiter Stimme ragguagliava in dettaglio sulla situazione vigente degli anarchici tedeschi ed invitava gli americani a sostenerli; nel febbraio del 1946 l'invio di pacchi di aiuti agli esponenti dell'anarchia costituiva già un'operazione su vasta scala.

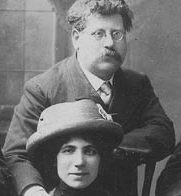
Rudolf Rocker assieme alla compagna di vita ebrea-ucraina Milly Witkop.

Nel 1947 Rudolf Rocker fece pubblicare il suo Zur Betrachting der Lage in Deutschland (Riguardo al ritratto della situazione in Germania) argomentando sull'impossibilità di far rinascere dalle ceneri e dalle macerie della guerra un'ulteriore versione del movimento anarchico nella Germania Ovest: divenne il primo scrittore anarchico del secondo dopoguerra ad essere distribuito in terra tedesca.
Rocker rifletté sull'ipotesi che i giovani tedeschi fossero divenuti oramai o del tutto cinici e disamorati nei confronti dell'impegno sociale oppure fatalmente inclini a subire la fascinazione del nazionalsocialismo; si sarebbe dovuto pertanto attendere la crescita di una nuova generazione prima che l'anarchismo potesse nuovamente esprimersi liberamente nel paese distrutto.
La "Federazione dei Socialisti Libertari" (FFS) tuttavia venne fondata nel 1947 da alcuni degli ex membri del FAUD e lo stesso Rocker si trovò a scrivere per il suo organo ufficiale intitolato Die Freie Gesellschaft ed il quale sopravvisse fino al 1953. Nel 1949 intanto Rocker pubblicò un'altra famosa opera; il 10 settembre del 1958 infine morì nella "colonia Mohegan".

#### Regno Unito
La "Syndicalist Workers' Federation" (SWF) fu invece un gruppo sindacalista attivo nella Gran Bretagna dell'immediato dopoguerra oltre che uno dei primi predecessori della Solidarity Federation, formato nel 1950 da appartenenti della dissolta "Anarchist Federation of Britain" (AFB).
A differenza di quest'ultima, che venne influenzata dalle idee dell'anarco-sindacalismo ma alla fine non si occupò in prima persona di sindacalismo, l'SWF decise di perseguire una strategia decisamente centrata sin dall'inizio sulle questioni inerenti al mercato del lavoro e al sindacato.

#### Francia
L'acceso dibattito sorto sulla questione dell'organizzazione all'interno dell'anarchismo tornò in auge in questo lasso di tempo soprattutto all'interno dei movimenti italo-francesi. La Fédération Anarchiste venne fondata a Parigi il 2 dicembre del 1945 ed elesse il banchiere anarco-comunista George Fontenis come suo primo segretario all'inizio dell'anno successivo.
Composta per lo più da una maggioranza di attivisti che sosteneva la Sintesi di Volin e da alcuni membri dell'ex "Union Anarchiste" i quali avevano sostenuto la necessità del sostegno da parte della CNT-FAI al governo repubblicano durante la guerra civile spagnola, così come alcuni giovani membri della Resistenza francese. Nel quadro dell'organizzazione dell'"anarchismo di sintesi" - la "Fédération" - esistette anche una tendenza rifacentesi all'anarco-individualismo accanto a correnti dell'anarco-comunismo e dell'anarco-sindacalismo.

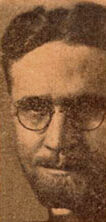
Foto di Charles-Auguste Bontemps.

Tra gli anarco-individualisti che parteciparono attivamente alla "Fédération" vi saranno Charles-Auguste Bontemps, Georges Vincey e Jean-René Saulière (alias André Arru). Nel 1950 un gruppo clandestino formatosi all'interno della FA si denominò "Organisation Pensée Georges Bataille" (OPB) e venne guidato da Fontenis.
L'OPB spinse affinché la FA si muovesse in direzione di un cambio del proprio nome, divenendo così la "Fédération Communiste Libertaire" (FCL); questo subito dopo il Congresso parigino del 1953 e mentre un articolo su Le Libertaire indicava la conclusione di ogni cooperazione con il gruppo francese del surrealismo guidato da André Breton.
Il rinnovato processo decisionale fu quindi creato sull'idea di unanimità: ogni singola persona ha pertanto il diritto di veto sugli eventuali orientamenti da intraprendere da parte della federazione. La FCL darà alle stampe entro quello stesso anno il Manifeste du communisme libertaire. Diversi gruppi scelsero di lasciare la FCL nel dicembre del 1955, in disaccordo con la decisione di presentare "candidati rivoluzionari" alle imminenti elezioni legislative in Francia del 1956.

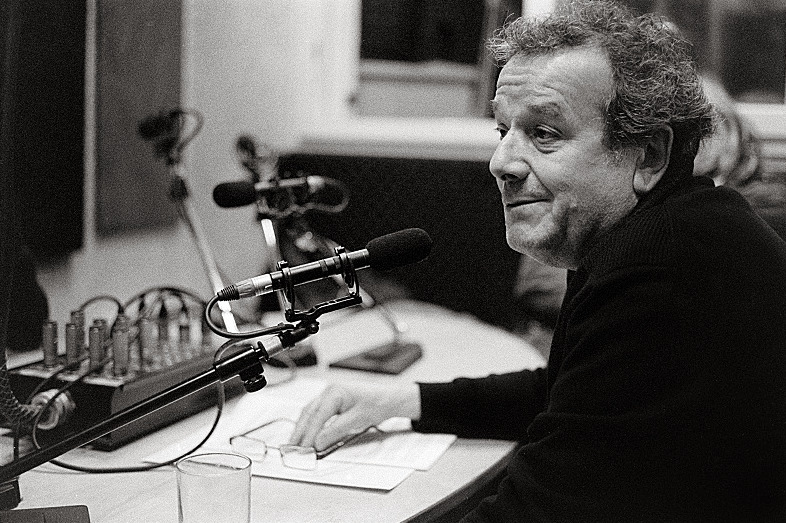
Nello studio di "Radio Libertaire".

Tra il 15 e il 20 agosto del 1954 ebbe luogo il plenum intercontinentale della CNT. Apparve quindi un gruppo chiamato "Entente anarchiste" formato da militanti che non gradivano il nuovo orientamento fortemente improntato all'ideologia che l'OPB stava dando alla FCL, interpretandolo come viziato da autoritarismo ed anzi quasi marxista.
La nuova FCL proseguì il proprio cammino fino al 1956, subito dopo aver partecipato alle elezioni legislative nazionali con 10 candidati; questa mossa gli fece però alienare alcuni membri della FCL e quindi il tutto produsse di fatto la fine dell'organizzazione. Un gruppo di militanti che non erano d'accordo con la FA trasformatasi in FCL riorganizzarono una nuova Federazione Anarchica che fu istituita nel dicembre del 1953.
Quest'ultimo incluse tutti coloro che formarono L'"Entente anarchiste" che prima si unì alla nuova FA e che poi si sciolse. I nuovi principi base della FA furono scritti dall'anarchico individualista Bontemps e dall'anarco-comunista non "piattaformista" Maurice Joyeux nei quali si stabilì un'organizzazione con una pluralità di tendenze e una decisa autonomia di gruppo organizzate attorno a principi sintetisti.
Secondo lo storico Cédric Guérin: "il rifiuto incondizionato del marxismo è diventato da quel momento in poi un elemento identitario della nuova Federazione anarchica" e questo sarà motivato in gran parte dal precedente conflitto sorto con Fontenis e il suo OPB.

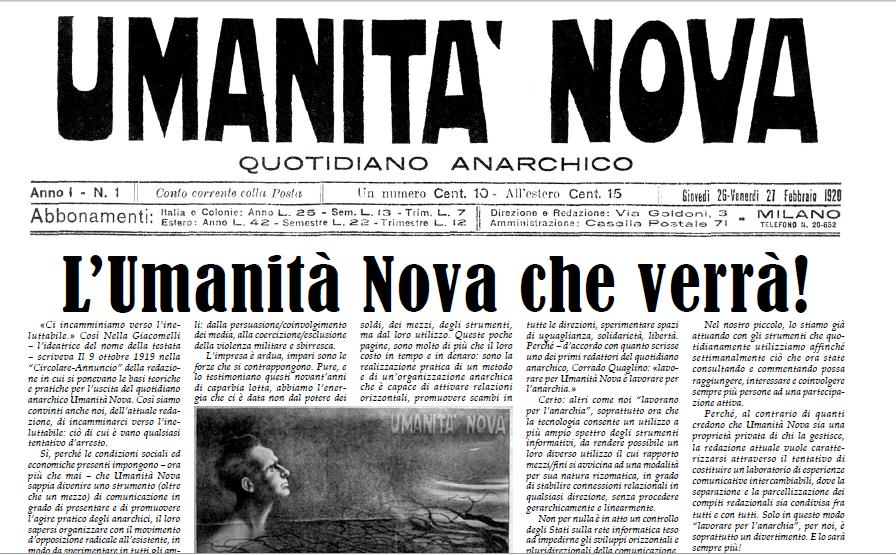
Il primo numero originale di Umanità Nova (1920).

#### Italia
Nell'oramai moribondo Regno d'Italia la Federazione anarchica italiana (FAI) fu fondata nel 1945 a Carrara; essa adottò un "Patto associativo" e il "Programma anarchico" di Errico Malatesta. Decise di pubblicare il settimanale Umanità Nova riprendendo il nome della rivista già pubblicata a suo tempo dal fondatore.
All'interno del FAI una tendenza raggruppata come (GAAP - Anarchist Groups of Proletarian Action) guidata da Pier Carlo Masini venne creata per "proporre un partito politico ispirato al libertarismo con una teoria e pratica anarchica adattata alla nuova realtà economica, politica e sociale dell'Italia del dopoguerra, con una visione internazionalista e una presenza effettiva nei luoghi di lavoro". I GAAP si aggregarono seguendo uno sviluppo del tutto similare a quello percorso all'interno del movimento anarchico francese e guidato da G. Fontenis.
Nel 1945, durante il Congresso Fondatore della Federazione Anarchica Italiana, vi fu anche un gruppo di anarchici individualisti guidati da Cesare Zaccaria, che era un importante anarchico del tempo. Una tendenza che non si identificava con il FAI più classico o con i GAAP iniziò comunque ad emergere a livello di gruppi locali. Questi non mancheranno di sottolineare l'azione diretta, il Gruppo di affinità informale e l'"esproprio anarchico" per finanziarsi le attività.

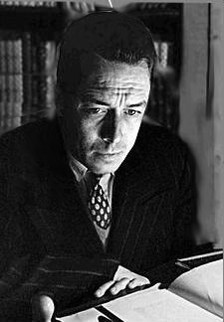
Il Premio Nobel per la letteratura Albert Camus.

All'interno di questi emergerà rapidamente l'influente esponente dell'anarchismo insurrezionale Alfredo Maria Bonanno, influenzato a sua volta infine dalla pratica dell'esiliato anarchico spagnolo Josep Lluís Facerías. L'anarchismo continuò a mantenersi assai influente nel percorso individuale di importanti personalità letterarie e intellettuali dell'epoca come Albert Camus, Herbert Read, Paul Goodman, Dwight Macdonald, Allen Ginsberg, Julian Beck e il gruppo surrealista francese guidato da Breton il quale ora abbracciava apertamente l'anarchismo e collaborava alla Fédération Anarchiste.

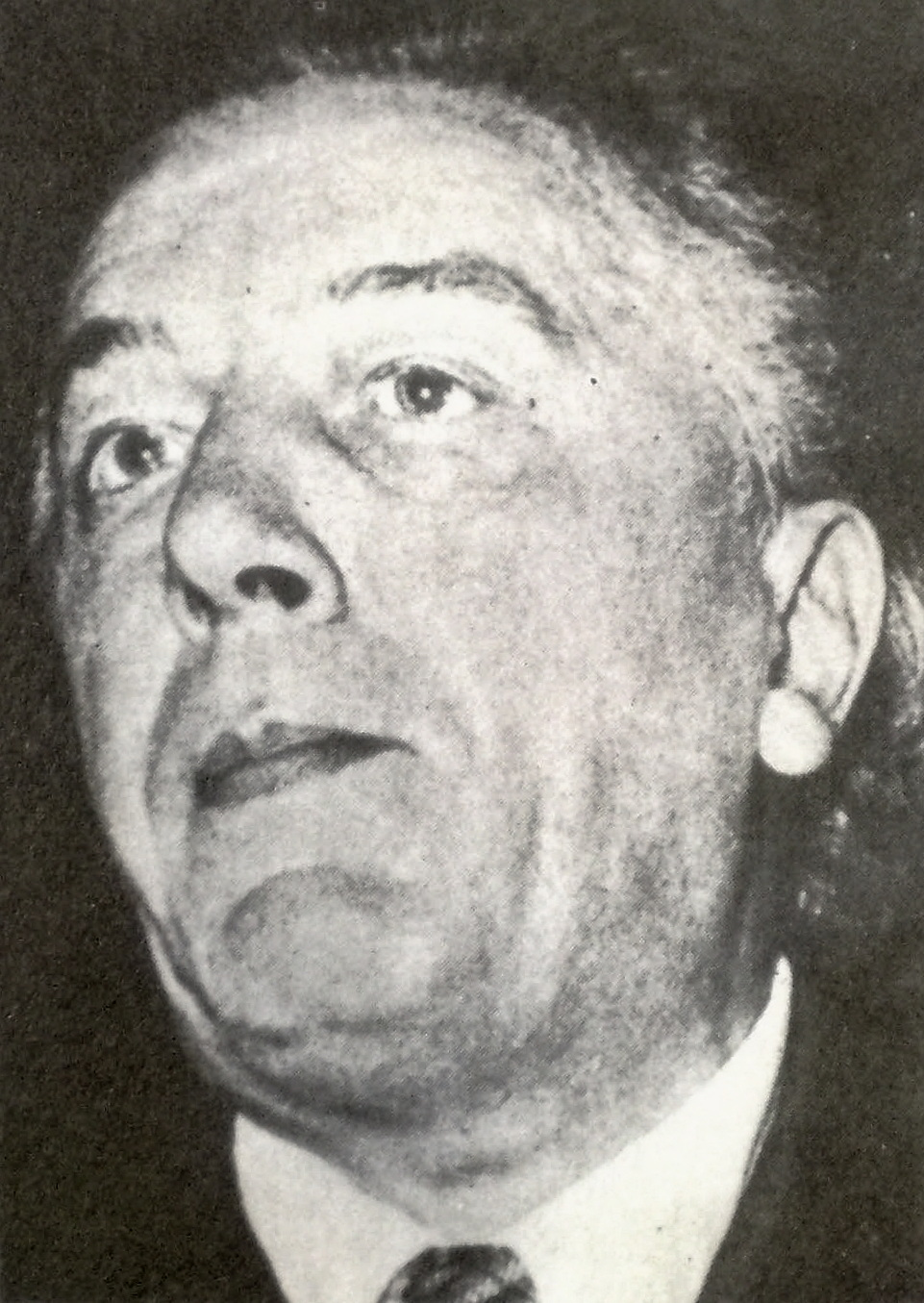
André Breton.

#### Surrealismo
Ancora nel 1952 lo stesso Breton ebbe l'occasione di scrivere: "Era nello specchio nero dell'anarchismo che il surrealismo si riconosceva per la prima volta".
Breton fu coerente nel suo sostegno alla Federazione anarchica francofona e continuò ad offrire la sua solidarietà dopo che i Piattaformisti attorno a Fontenis trasformarono la Fédération; fu uno dei pochi intellettuali che continuò ad offrire il suo aperto sostegno alla FCL anche durante la guerra d'Algeria, quando la FCL subì una severa repressione e venne costretta alla clandestinità, proteggendo personalmente Fontenis mentre questi si nascondeva.
Egli si schierò sulla linea di spaccatura del movimento anarchico francese e sia lui che Peret espressero la propria solidarietà anche con la nuova federazione anarchica costituita dai "sintetizzatori" ed operarono attivamente nei comitati dell'antifascismo degli anni 1960 insieme alla Federazione anarchica.

#### Pacifismo
L'anarco-pacifismo assunse sempre più visibilità divenendo parte integrante del movimento anti-nucleare oltre che del movimento pacifista, come si può evincere dall'attivismo e dagli scritti del membro anarchico inglese della Campagna per il disarmo nucleare Alex Comfort o l'analogo attivismo degli anarco-pacifisti cattolici americani Ammon Hennacy e Dorothy Day.
L'anarco-pacifismo divenne una "base per una critica al militarismo da entrambe le parti della Guerra fredda". La rinascita delle idee anarchiche durante questo periodo è ben documentata nell'opera critica di Robert Graham intitolata Anarchism: A Documentary History of Libertarian Ideas, Volume Two: The Emergence of the New Anarchism (1939–1977).

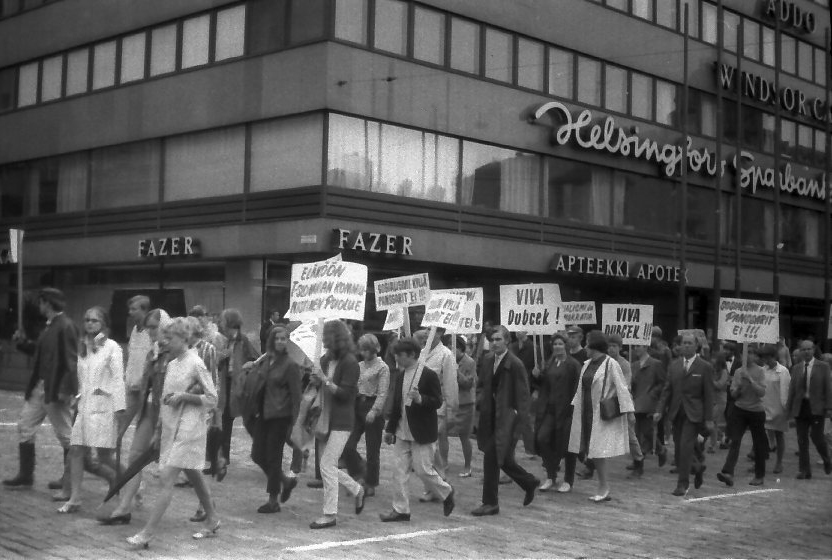
Dimostrazione a Helsinki contro l'invasione della Cecoslovacchia da parte del Patto di Varsavia.

### Fine del secolo
Un'ondata d'interesse popolare nei confronti dell'anarchismo da parte dell'opinione pubblica si verificò nelle nazioni della civiltà occidentale nel corso di tutti gli anni 1960 e 1970.

Il pensiero e il movimentismo anarchico si rivelerà assai influente all'interno della controcultura degli anni 1960 e i loro affiliati parteciparono attivamente alle proteste operaie e studentesche del Sessantotto.
Durante il "IX Congresso della Federazione anarchica italiana svoltosi a Carrara nel 1965 una parte dei membri decise di separarsi da questa organizzazione per creare i Gruppi di iniziativa anarchica; negli anni 1960 esso fu composto principalmente da " "veterani individualisti anarchici con un orientamento al pacifismo, al naturismo ecc".

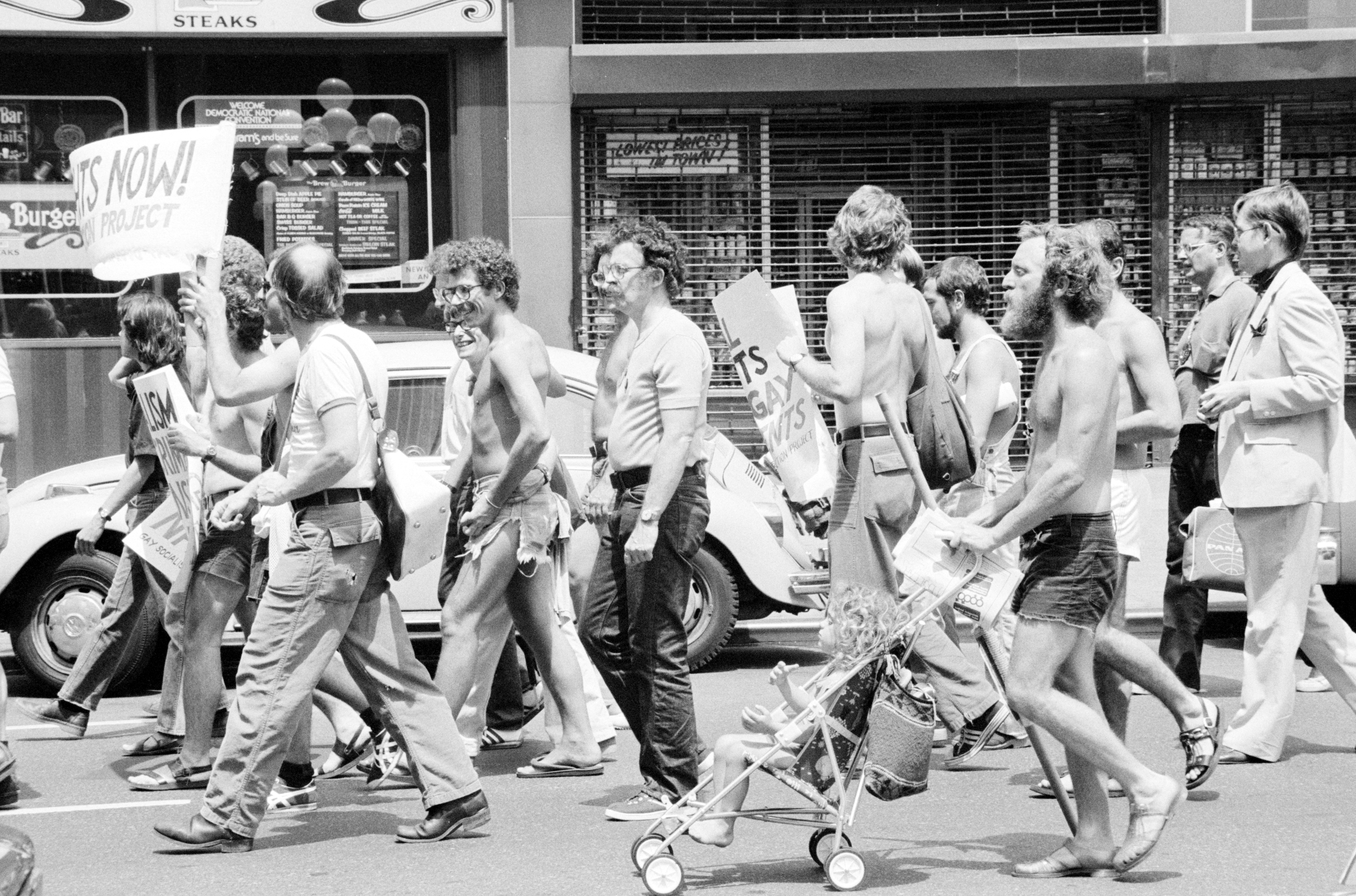
Manifestazione del movimento LGBT a favore dei diritti LGBT nel mondo a New York nel 1976.

Nel 1968 sempre a Carrara venne fondata l'Internazionale delle federazioni anarchiche durante una conferenza internazionale tenuta dalle tre federazioni europee allora esistenti, francese, italiana e iberica più la federazione bulgara in esilio nella Quarta Repubblica francese.
Durante gli eventi del Maggio francese i gruppi anarchici maggiormente attivi saranno la "Fédération anarchiste", il "Mouvement communiste libertaire", l'"Union fédérale des anarchistes", l'"Alliance ouvrière anarchiste", l'"Union des groupes anarchistes communistes", il "Noir et Rouge", la "Confédération nationale du travail", l'"Union anarcho-syndicaliste", l'"Organisation révolutionnaire anarchiste", i "Cahiers socialistes libertaires", "À contre-courant", "La Révolution prolétarienne" e le pubblicazioni vicine a Émile Armand.

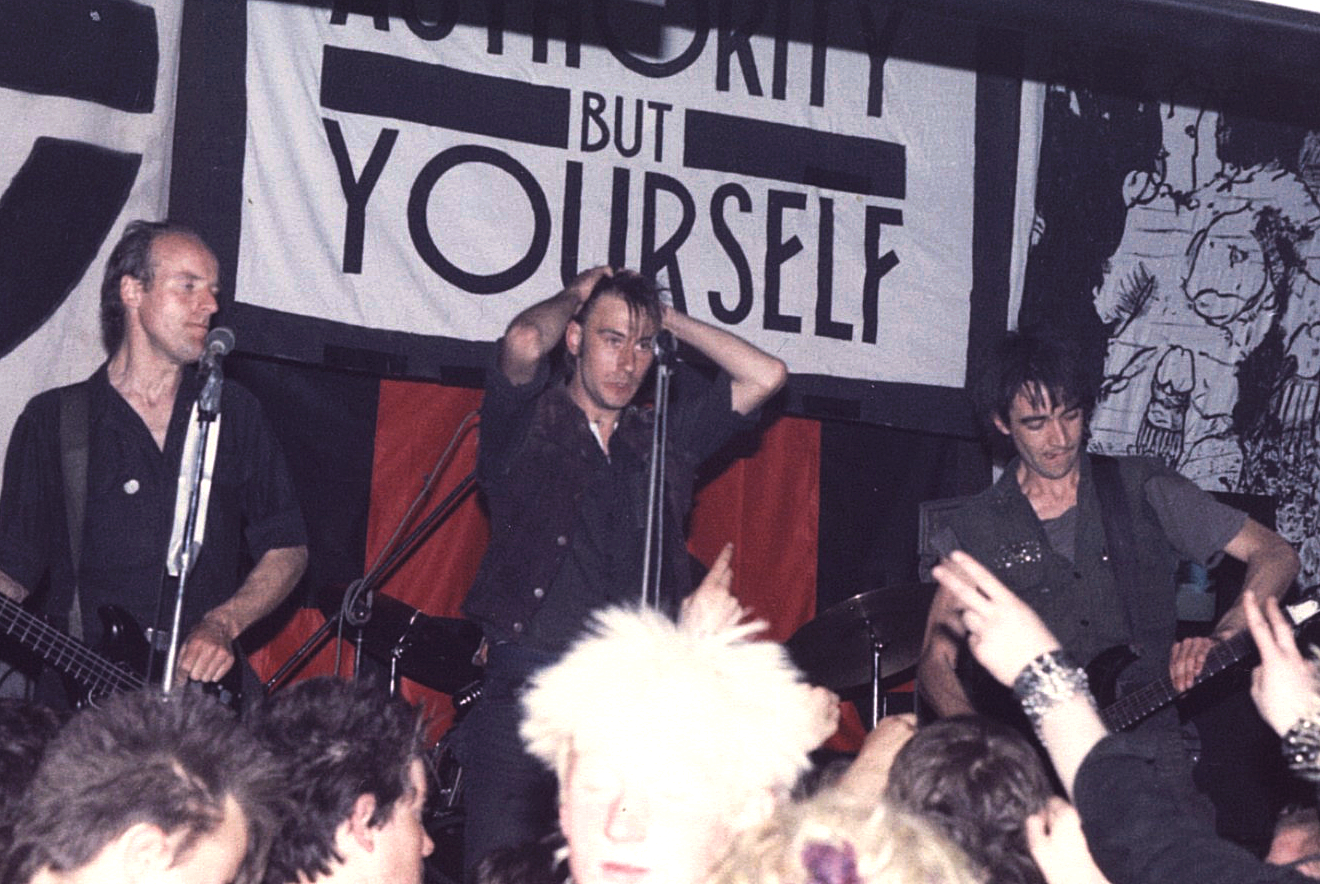
Il gruppo musicale punk rock inglese Crass (qui nel 1984, al centro Steve Ignorant) rappresentò l'atto fondativo del movimento anarcho punk con uno striscione inneggiante allo slogan anarchico: "There´s no authority but yourself".

Nel Regno Unito durante gli anni 1970 questo era strettamente associato al movimento del punk rock, come viene bene esemplificato da gruppi quali i Crass e i Sex Pistols.
La crisi abitativa e occupazionale presente nella maggior parte dell'Europa occidentale condusse alla rapida e diffusa creazione di comune e movimenti in larga parte dediti all'abusivismo (lo "squatter"-Invasione di terreni o edifici) come ad esempio quello di Barcellona. In Danimarca si arrivò ad occupare una base militare in disuso e proclamarono la fondazione di "Freetown Christiania", un "rifugio dell'autonomia" posto proprio al centro di Copenaghen.
Dalla rinascita dell'anarchismo dopo la metà del XX secolo sorgeranno presto una serie di nuovi movimenti e scuole di pensiero. Sebbene le maggiori tendenze della storia del femminismo moderno e contemporaneo abbiano sempre fatto parte integrante dell'ideologia d'Anarchia sotto forma di anarco-femminismo, ripresero con rinnovato vigore con la seconda ondata femminista.
Anche il movimento per i diritti civili degli afroamericani e l'opposizione alla guerra del Vietnam contribuiranno sostanzialmente al risorgere dell'anarchismo Nordamericano. Per quanto concerne l'Europa del tardo XX secolo gli anarchici continuarono a trarre gran parte della loro forza dal proletariato e dal sindacato; ed in entrambe le sponde dell'Oceano Atlantico si venne ad incorporare anche l'attivismo a favore dei diritti degli animali.
Al principio degli anni 1970 all'interno della Federazione italiana (FAI) iniziò ad emergere una tendenza al "piattaformismo" la quale sosteneva una maggiore coerenza strategica oltre che l'inserimento sociale all'interno del movimento operaio, respingendo quindi il "Patto associativo sintetista" di Errico Malatesta a cui la FAI aderiva.

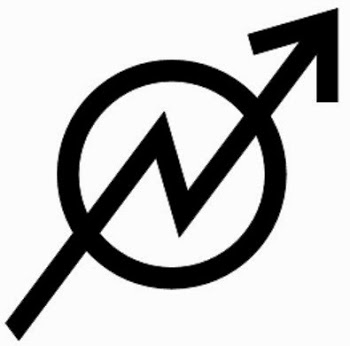
Simbolo dei movimenti autonomi ed autorganizzati.

Tali nuovi gruppi presero ad riorganizzarsi al di fuori della Federazione, come O.R.A. dalla Liguria il quale organizzò un Congresso a cui parteciperanno 250 delegati appartenenti ad associazioni provenienti da 60 località. Quest'ultimo si rivelerà influente nei movimenti dell'autonomismo degli anni 1970 (l'italiana Autonomia Operaia di Toni Negri); diedero alle stampe Fronte Libertario della lotta di classe a Bologna e Comunismo libertario a Modena.

I colori della bandiera anarchica con la stella al centro.

La Federazione dei Comunisti Anarchici, o FdCA, fu istituita nel 1985 a partire dalla fusione dell'"Organizzazione Rivoluzionaria Anarchica" (Unione Rivoluzionaria Anarchica) e dall'"Unione dei Comunisti Anarchici" della Toscana.
In terra francese nel frattempo Fédération Anarchiste evolvette il proprio progetto unificando i principi dell'anarchismo di sintesi e del piattaformismo; ma in seguito i secondi rappresentati dal "Mouvement communiste libertaire"/MCL (di Georges Fontenis in Francia) nel 1976 e Alternative libertaire nel 1991 (quest'ultima esistente fino ai giorni nostri) apparvero a fianco - seppur distinguendovisi - della Federazione.
Il "Movimento di azione diretta" (DAM) si formò nel 1979 quando l'unico ramo rimanente dell'SWF, insieme ad altri gruppi minori autonomi, decise di creare una nuova organizzazione propugnante l'anarco-sindacalismo in Gran Bretagna, Il DAM rimase fortemente coinvolto nello Sciopero dei minatori britannici del 1984-1985 ed in una serie di dispute industriali per tutti gli anni 1980, tra cui quella inerente a Ardbride ad Ardrossan (Scozia), che coinvolse un fornitore di Laura Ashley e per il quale il DAM ricevette un sostegno a livello internazionale.
A partire dal 1988 in Scozia, poi anche in Inghilterra e Galles, il DAM è stato attivo nell'opporsi alla Poll tax. Nel 1994 ha infine adottato il suo nome attuale, essendo stato precedentemente il "Movimento di Azione Diretta" dal 1979 e prima ancora la "Federazione dei Sindacati Lavoratori" dal 1950: a marzo mutò difatti il proprio nome in Solidarity Federation.
Attualmente pubblica la rivista trimestrale Direct Action ed il giornale  Catalyst.. Anche molti gruppi locali e network sul web pubblicano le proprie newsletter; insieme all'Anarchist Federation (AF) è a tutt'oggi una delle due federazioni anarchiche attive sul territorio britannico. La AF è una federazione dell'anarco-comunismo presente in Gran Bretagna e Irlanda.

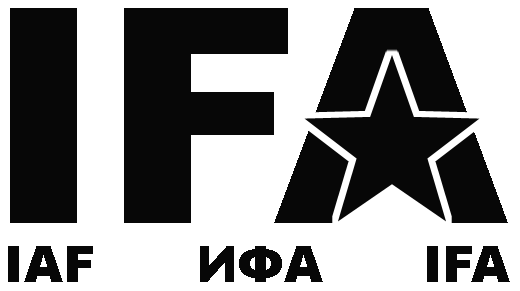
Il logo dell'IAF-IFA.

Fondata come "Federazione Comunista Anarchica" nel marzo 1986 dal "Gruppo di Discussione Comunista Anarchico" il quale si era coalizzato attorno a due anarco-comunisti rimpatriati dalla Franca; iniziarono così a distribuire pamphlet della defunta tendenza del "Gruppo Comunista Libertario" e dei membri della "Lotta sindacalista" (Syndicalist Fight). L'AF è membro costitutivo dell'Internazionale delle federazioni anarchiche (IAF-IFA), ma ha anche un proprio segretariato responsabile per le regioni del mondo che non hanno membri IAF-IFA.

### XXI secolo
L'esperto di antropologia David Graeber e lo storico anarchico Andrej Grubačić hanno posto una cesura/rottura tra le diverse generazioni dell'anarchismo, con coloro "che spesso non hanno ancora scosso le abitudini settarie" del XIX secolo a differenza degli attivisti più giovani che sono invece "molto più informati, tra gli altri elementi, sul sapere indigeno, sul femminismo, sull'ambientalismo e finanche sulle idee critiche della controcultura" e che intorno all'inizio del XXI secolo costituivano "di gran lunga la maggioranza" degli anarchici.